# Fluminense Football Club
Fluminense Football Club é um clube multidesportivo brasileiro sediado no bairro de Laranjeiras, localizado na Zona Sul da cidade do Rio de Janeiro, capital do estado homônimo. Fundado em 21 de julho de 1902, tem como principal atividade o futebol, mandando suas partidas no Estádio do Maracanã.
Campeão carioca, a principal liga estadual do Rio de Janeiro, bem como do Torneio Rio-São Paulo, da Primeira Liga do Brasil, da Copa do Brasil, do Campeonato Brasileiro, a principal competição nacional, da Recopa Sul-Americana, da Copa Libertadores da América, a principal  competição  continental, da Copa Rio, competição interconfedaracional oficial pela FIFA, também teve participação relevante nas modernas competições organizadas pela entidade maior do futebol internacional a partir do ano 2000, sagrando-se vice-campeão mundial em 2023 e quarto colocado em 2025. 
Tendo sido apontado em 1949 pelo presidente da FIFA, Jules Rimet, como "a organização esportiva mais perfeita do mundo", mais recentemente a FIFA, através de seu então presidente Joseph Blatter, enalteceu a sua importância como "gigante e pioneiro", quando do aniversário de 112 anos da fundação do Fluminense, em 2014, já ao final da participação do clube na Copa do Mundo de Clubes da FIFA de 2025 o presidente Gianni Infantino se mostrou empolgado com o desempenho do time e a postura da diretoria tricolor no decorrer da competição.

## Visão geral

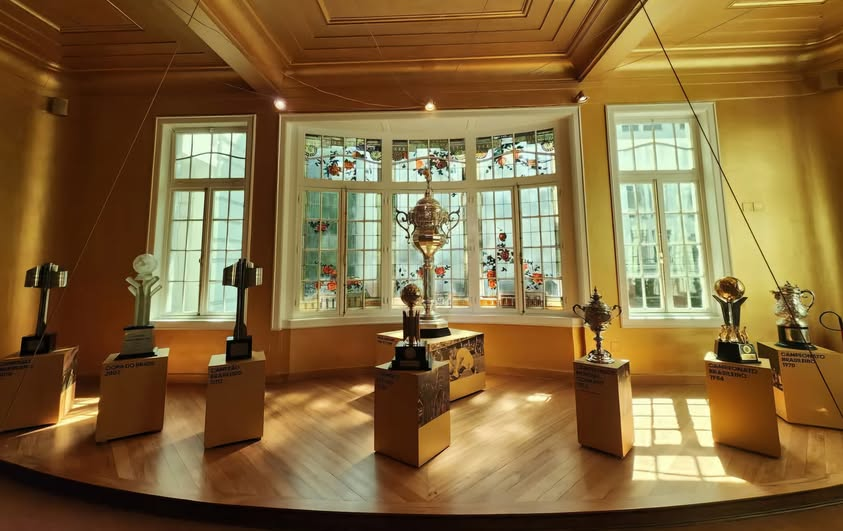
Alguns dos principais troféus no atual Museu Fluminense FC

Um dos quatro grandes clubes do Rio de Janeiro, primeiro entre os doze grandes do futebol brasileiro a entrar em campo e a ostentar a palavra futebol no nome, o Fluminense é o clube que mais disputou campeonatos estaduais no Brasil, presente em todas as edições do Campeonato Carioca de Futebol desde 1906, vencendo em trinta e três ocasiões. Em competições nacionais é um dos clubes mais bem-sucedidos, com quatro títulos do Campeonato Brasileiro de Futebol, no qual o Fluminense é também o clube do Rio de Janeiro com mais presenças entre os quatro primeiros, e uma Copa do Brasil, tendo participado de três finais. Em competições internacionais, além da conquista da Copa Rio de 1952, o Fluminense ostenta a da Copa Libertadores da América de 2023, competição da qual foi vice-campeão em 2008, a conquista da Recopa Sul-Americana de 2024, um vice-campeonato da Copa Sul-Americana de 2009 e um da Copa do Mundo de Clubes da FIFA de 2023, além de ter terminado a Copa do Mundo de Clubes da FIFA de 2025 como quarto colocado, a melhor colocação de um clube não europeu na competição que foi disputada por 32 clubes de todos os continentes.
Ostenta também títulos nacionais e internacionais de relevo em suas categorias de base e em esportes olímpicos e amadores, tendo como a maior conquista de outros esportes, a Taça Olímpica de 1949, destacando-se entre os seus títulos sul-americanos em esportes olímpicos coletivos, um inédito hexacampeonato sul-americano no vôlei feminino.
O clube joga desde 1904 no mesmo lugar, no atual Estádio Manoel Schwartz, mais conhecido como Estádio de Laranjeiras, com a construção em si, erguida em 1919, sendo o primeiro estádio, construção de cimento, de futebol da América Latina, um dos muitos pioneirismos do Fluminense. O sucesso da agremiação inspirou pelo menos outros 72 clubes que utilizam o seu nome na América, Europa e África, sem considerar clubes que o homenagearam no uniforme ou no escudo.

## História

### Primeiros passos

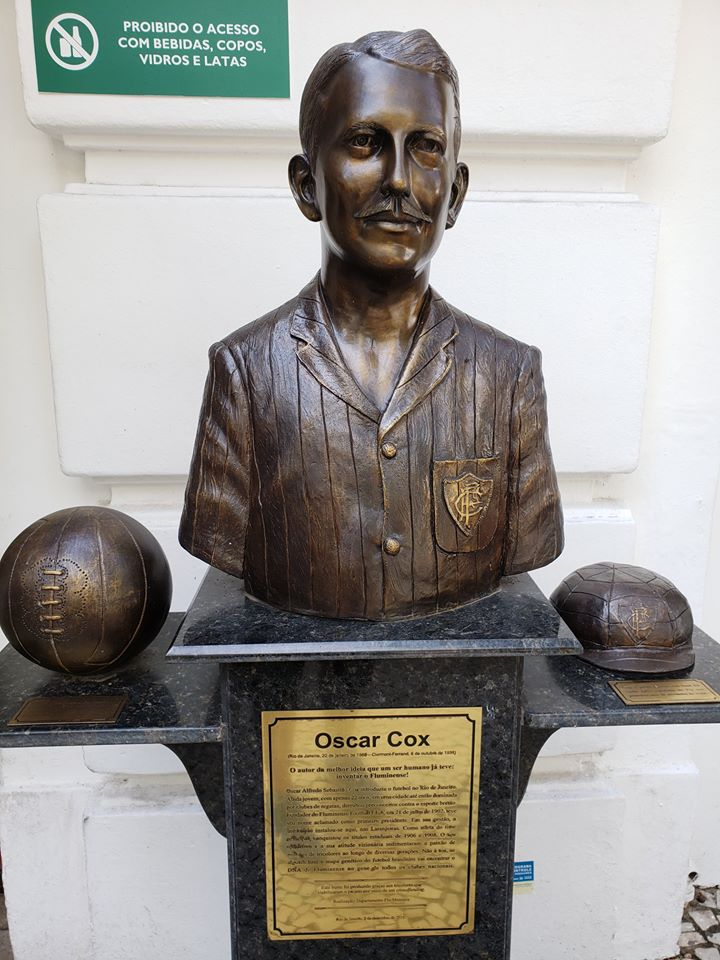
Busto de Oscar Cox

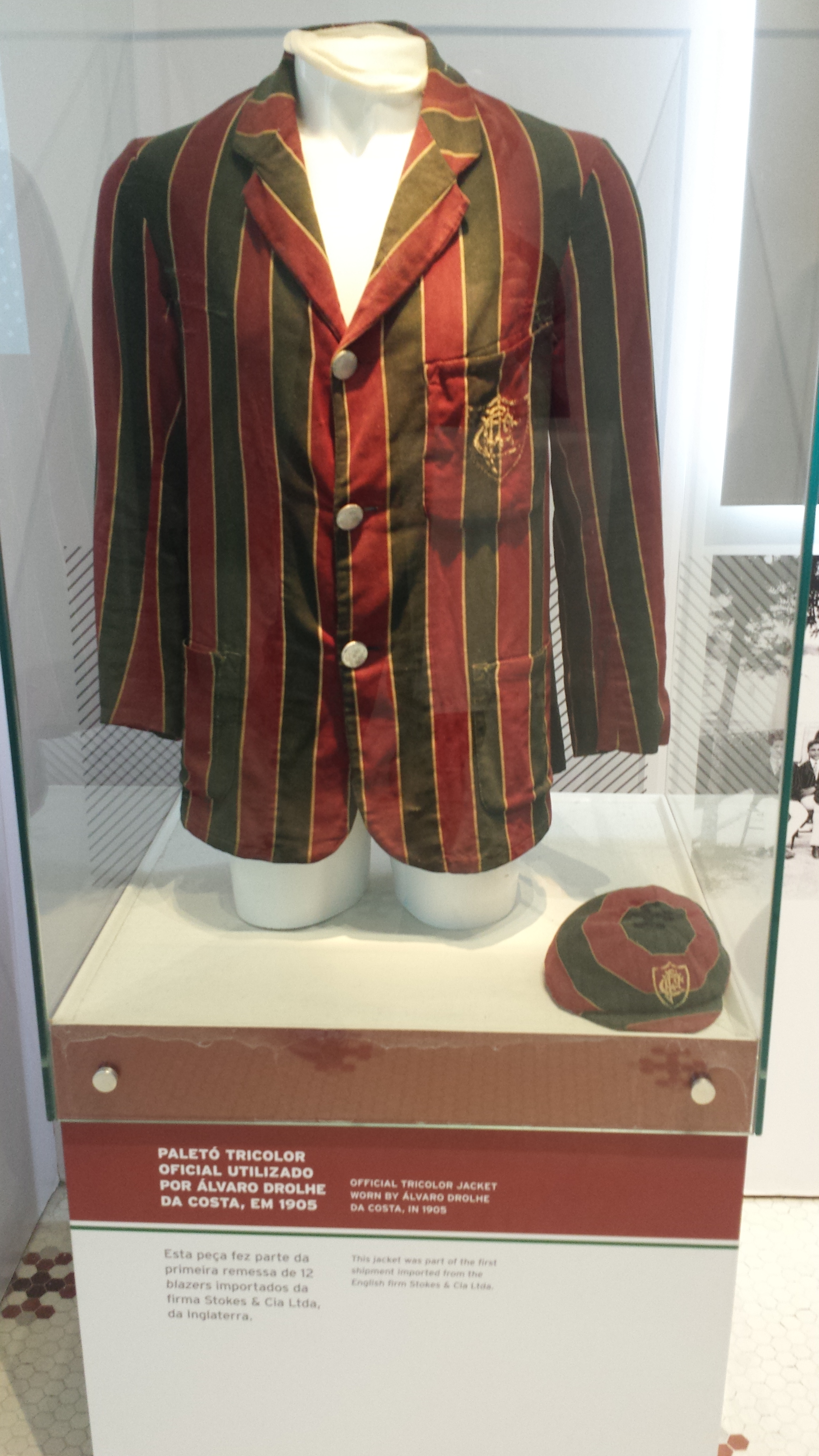
Uniforme utilizado pelo Fluminense no ano de 1905

Diferentemente de outras associações esportivas da época, o Fluminense não se agrupou em torno da aristocracia agrária ou da burocracia imperial, como também não era um clube exclusivo de imigrantes europeus. Embora o seu principal fundador, Oscar Cox, tenha sido um cidadão anglo-brasileiro, o Fluminense desde o princípio agrupou industriais, literatos, historiadores e profissionais liberais. Era o representante de uma parcela da sociedade que surgia então, não baseada na posse da terra, mas empreendedora e que se apoiava no intelecto e no desenvolvimento cultural e social, e a partir da fundação do clube também esportivo, como padrão de atuação e representação na sociedade.
A primeira vitória esportiva veio antes da primeira partida de futebol, quando no dia 15 de agosto de 1902, o Fluminense disputou uma competição de atletismo em homenagem à coroação do Rei Eduardo VII do Reino Unido, promovida pelo Rio Cricket, clube da colônia britânica da cidade de Niterói, vencendo a prova de 100 jardas por meio de seu atleta Víctor Etchegaray.
O primeiro jogo foi disputado em 19 de outubro de 1902, contra o Rio Football Club, no campo do Payssandu, em Laranjeiras, com vitória do Fluminense por 8 a 0. Em 6 de setembro de 1903 aconteceu a estreia em jogos interestaduais, com três jogos no campo do Velódromo, em São Paulo, tendo como resultado um empate na primeira partida e posteriormente duas vitórias, nos dias 7 e 8. O empate, no dia da chegada à capital paulista, foi por 0 a 0 contra o Internacional local, seguido de vitórias sobre o Paulistano e São Paulo Athletic.
Em 15 de julho de 1904, após leitura de carta de Oscar Cox e Mário Rocha, enviada da Inglaterra, na Assembleia Geral Extraordinária, o Fluminense trocou a camisa anterior, de cor cinza e branco, pela tricolor, devido à impossibilidade de conseguir tecido na cor cinza, porque ele existia em pouca quantidade no mercado. Então foram sugeridas as cores encarnado, branco e verde, a indicação foi posta em votação e aceita de imediato.

### Era Laranjeiras: modelo de organização

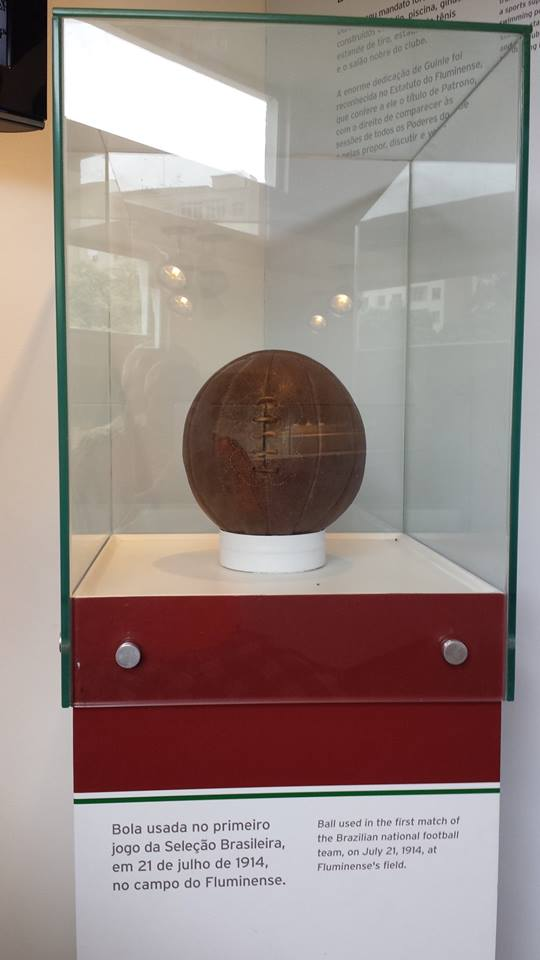
Primeira bola utilizada pela Seleção Brasileira em 1914 em exposição no Fluminense

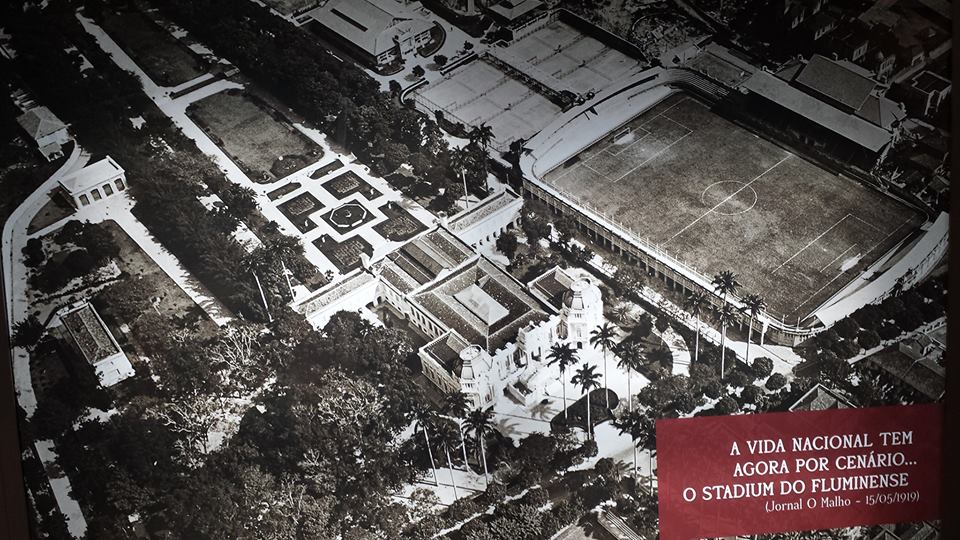
Inauguração do Estádio de Laranjeiras em 1919.

Apesar dos inúmeros serviços prestados ao esporte, ao civismo e à cultura, foram as grandes conquistas nos gramados que alçaram o Fluminense à lista de um dos clubes mais populares do Brasil. Quando o futebol ainda engatinhava no país, o clube consolidou sua condição de elite esportiva com o tetracampeonato em 1906-1909 e alcançando o tri em 1917-1919, época na qual brilharam os seus atacantes, o inglês Henry Welfare, autor de 48 gols em 40 jogos na campanha do tricampeonato e Oswaldo Gomes, jogador recordista em conquistas do Campeonato Carioca com oito títulos (1906,1907,1908,1909,1911,1917,1918 e 1919) e autor do primeiro gol da Seleção Brasileira, cuja primeira partida se deu no aniversário de 12 anos do Fluminense no campo de jogo do clube, com o transcorrer da campanha do tricampeonato marcando ainda o momento no qual o futebol do eixo Rio-São Paulo começou a atrair públicos relevantes.
Tendo campo de jogo desde 1904, com arquibancadas de madeira para acomodar o público, em 1919 construiu no mesmo lugar o Estádio das Laranjeiras para 18.000 pessoas, estrutura de cimento, que foi inaugurado com a realização do Campeonato Sul Americano de Seleções daquele ano. Em 1922, ampliou o seu estádio para receber 25.000 pessoas e as suas demais instalações esportivas a fim de sediar os Jogos Olímpicos Latino-Americanos e Campeonato Sul-Americano, grandes eventos comemorativos do Centenário da Independência do Brasil, tendo recebido pedido do Governo Federal para patrocinar e organizar os eventos, com a promessa de que seriam divididas as despesas, sem que recebesse o prometido posteriormente.
O Fluminense se desprendeu da condição de ser um clube apenas da elite a partir da primeira metade da década de 1920, quando o futebol brasileiro finalmente penetrou na cultura das camadas mais populares, período no qual brilhou o seu multiatleta Preguinho, que em 1930 seria autor do primeiro gol brasileiro em uma Copa do Mundo, tendo conquistado a sua primeira taça internacional em 1928, a Taça Vulcain, disputada contra o Sporting Clube de Portugal, e se tornado o principal baluarte pela profissionalização do futebol brasileiro em 1933, deixando de restringir o futebol aos associados ou aos falsos amadores de alguns clubes, que praticavam o chamado "profissionalismo marrom".
Antes da Era Maracanã e quando jogava preferencialmente em seu estádio quando tinha o mando de campo, o Fluminense conquistou 15 campeonatos cariocas, sendo o período de maior glória, entre 1935 e 1941, quando conquistou 5 títulos cariocas, o Torneio Aberto de 1935, o Torneio Municipal de 1938, o Torneio Extra de 1941, e os torneios início de 1940 e 1941, um total de 10 títulos oficiais em 7 anos, estando na liderança do Torneio Rio-São Paulo de 1940, quando da ocasião de sua paralisação e tendo sido representado por cinco jogadores na Copa do Mundo de 1938, quando a Seleção Brasileira terminou em terceiro lugar, em sua primeira semifinal nessa competição. No Campeonato Carioca de 1941 o Fluminense fez 106 gols em 28 jogos, média de 3,78 por partida. O ataque na campanha de 1941 era composto por Pedro Amorim, Romeu Pellicciari, Tim, Rongo e Carreiro, tendo o argentino Rongo terminado como principal artilheiro do time ao marcar 26 gols e Romeu e Tim formado uma das duplas mais famosas do futebol brasileiro.
Na campanha da conquista do Campeonato Carioca de 1946, Rodrigues, 28 gols, e Ademir de Menezes, 25, foram os destaques ofensivos, e o time tricolor faria 97 gols em 24 partidas, média de 4,04. Ainda na Década de 1940 conquistaria o seu sexto título de campeão do Torneio Início em 1943 e o Torneio Municipal de 1948, este último com gol de bicicleta de Orlando Pingo de Ouro decidindo o título, chegando ao vice-campeonato carioca em 1943 e 1949.
Entre 1902 e 1948, tendo disputado 2 180 partidas em 20 esportes coletivos, o Fluminense obteve 1.558 vitórias (71,4%), 145 empates (6,6%) e 473 derrotas (22%), segundo levantamento de seu Departamento Técnico. Em 1949, o Fluminense foi agraciado pelo Comitê Olímpico Internacional com a Taça Olímpica, por sua destacada contribuição aos esportes olímpicos como modelo de organização desportiva.
Aqui termina o período anterior à inauguração do Estádio do Maracanã no ano de 1950, quando os clubes cariocas passariam a ter novos parâmetros de mobilização de público, de gastos e de recursos, entrando em uma nova era, e quase todos os primeiros 50 anos do Fluminense, que se complementariam com mais um título carioca e outra grande conquista, essa de relevo internacional.

### Era Maracanã: o Timinho e as três  máquinas

#### O Timinho

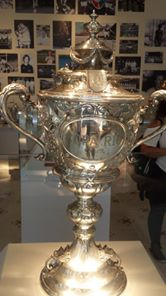
Troféu da Copa Rio de 1952

O Fluminense conquistaria o seu primeiro título no Maracanã ao se sagrar campeão carioca de 1951, a primeira taça oficial levantada por um time que conquistaria uma grande glória no ano seguinte, antes apontado como um "timinho" por torcedores rivais, em função de uma grande parte de jogadores jovens que subiram de suas categorias de base e depois se consagraram nos gramados com passagens pela Seleção Brasileira, inclusive na conquista do Campeonato Pan-Americano de 1952 no Chile, a primeira grande conquista da Seleção Brasileira no exterior, com a Torcida Tricolor adotando ironicamente a alcunha de Timinho para o seu time campeão.
Em 1952, quando a população ainda lamentava a perda da Copa do Mundo de 1950, o Fluminense elevou a autoestima do povo carioca, conquistando no Maracanã, de forma invicta, a Copa Rio de 1952, embrião da atual Copa do Mundo de Clubes da FIFA. Com Castilho, Píndaro, Pinheiro, Bigode, Didi, Telê e Orlando Pingo de Ouro, entre outros, tendo o exponencial Zezé Moreira no comando, o Tricolor passou por Sporting, Grasshopper, Peñarol, Austria Viena e, ao vencer o Corinthians por 2-0 no primeiro jogo e segurando o empate por 2-2 ambos no Maracanã, conquistou essa importante taça para o Brasil.

#### O sucesso no Torneio Rio-São Paulo

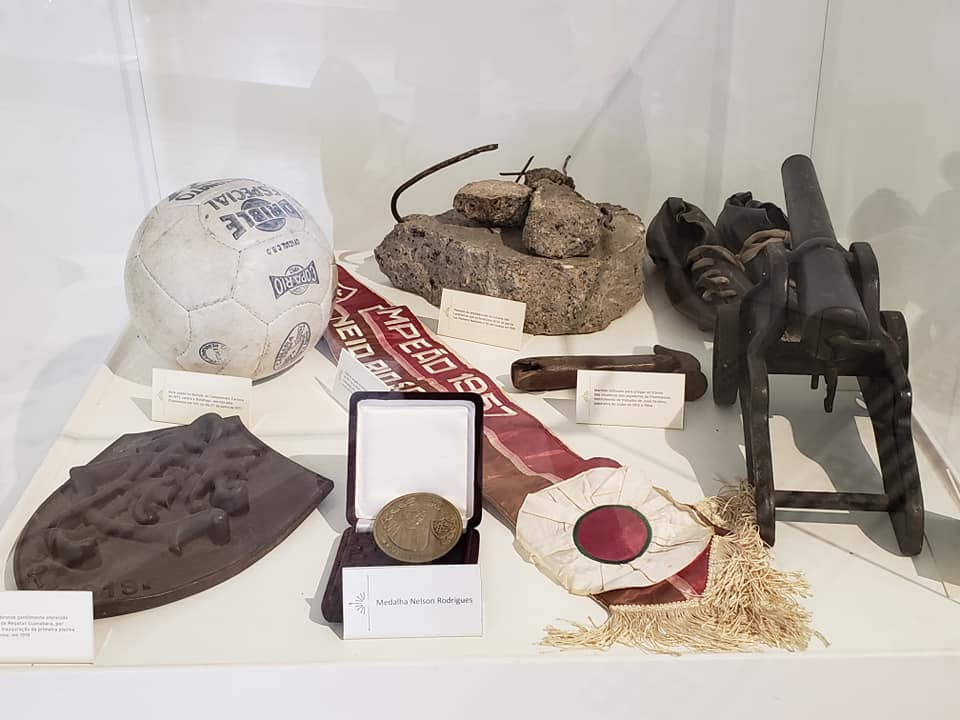
Lembranças da conquista do Torneio Rio-São Paulo de 1957

Em 1957 conquistaria o Torneio Rio-São Paulo, embrião do Campeonato Brasileiro, invicto, e em 1960 chegaria ao segundo título, com apenas uma derrota, quando estes eram os campeonatos mais competitivos do Brasil. Além da inacabada edição de 1940, chegaria a última rodada precisando apenas de uma vitória para ser campeão, em 1952 e 1954, sem ter conseguido o seu intento nestas ocasiões, alcançando o pioneirismo carioca em 1957.
Além do time de 1951-1954 ter sido campeão da Copa Rio de 1952 e do Campeonato Carioca de 1951, foi vice carioca em 1952 e 1953 e do Torneio Rio-São Paulo de 1954. Merecem destaques também no time de 1956-1960, além dos dois títulos do Torneio Rio-São Paulo, a conquista do Campeonato Carioca de 1959, os vices em 1956, 1957 e 1960, tendo sido eliminado da Taça Brasil de 1960 na semifinal tomando um gol em chute de longe aos 44' do segundo tempo. Castilho, Pinheiro e Telê jogaram durante toda a década de 1950, fazendo parte da base do time nos dois momentos mais vitoriosos dessa década, com Jair Marinho, Altair, Escurinho e Waldo, o maior artilheiro da História do Fluminense, brilhando no segundo momento.
Ainda nos anos 1960 seria campeão carioca em 1964 e 1969, da Taça Guanabara independente em 1966 e 1969.

#### Campanha de 1970: a primeira  Máquina Tricolor

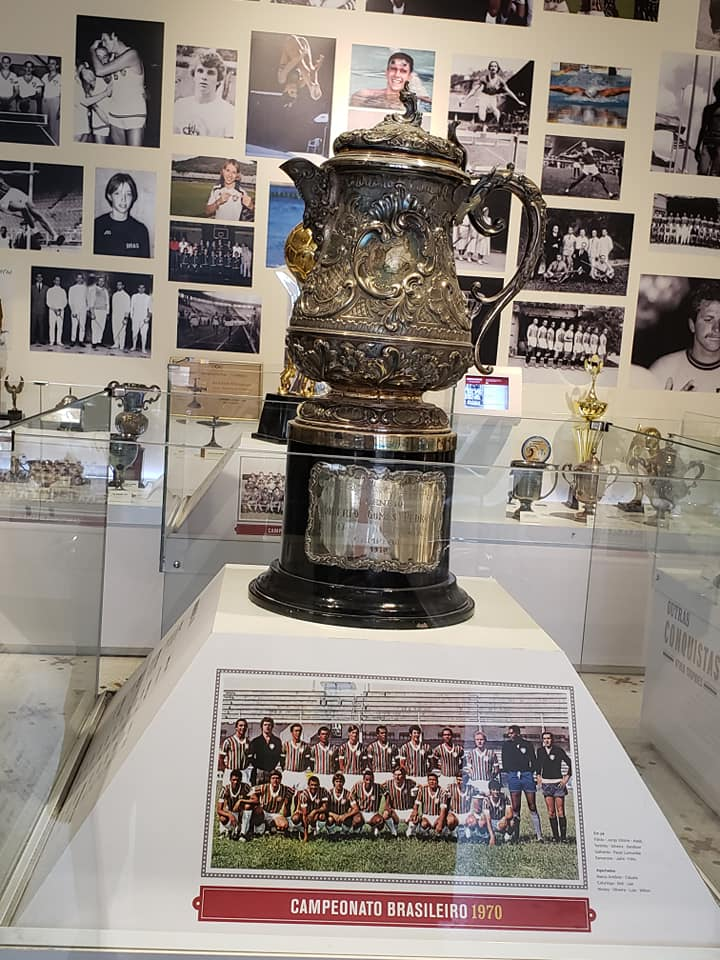
Troféu do Campeonato Brasileiro de 1970

A 14.ª edição do Campeonato Brasileiro de Futebol, ou a terceira e última Taça de Prata, foi realizada em 1970 e contou com a participação de dezessete equipes de sete estados. Os dezessete participantes jogaram todos contra todos, em turno único, mas divididos em dois grupos (um com oito clubes e outro com nove) para efeito de classificação. Classificaram-se os dois primeiros de cada grupo para a fase final, além do Fluminense,  Palmeiras, Atlético Mineiro e Cruzeiro. O Fluminense conseguiu a vaga ficando em segundo no grupo B, com a classificação jogou a fase final vencendo. Liderando o quadrangular final, o Fluminense foi pela primeira vez campeão brasileiro, sem nenhuma derrota ao empatar a última  partida contra o Atlético, classificando-se também para a Copa Libertadores da América de 1971. Os seus dois times mais vitoriosos dessa fase, além desse, o da década de 1980, ficaram marcados pelo equilíbrio de suas linhas e pelo jogo coletivo de seus jogadores, entre os quais brilharam, no time campeão brasileiro de 1970, dos cariocas de 1969 e 1971, anos nos quais também ganharia a Taça Guanabara como competição independente, os seguros zagueiros Galhardo e Assis, o médio volante Denílson, o meia Samarone, o primeiro camisa 10 a ganhar a Bola de Prata da revista Placar, e os atacantes Flávio e seu substituto por contusão, Mickey, o ponta esquerda Lula, além dos tricampeões mundiais pela Seleção Brasileira, Félix e Marco Antônio.

#### A segunda Máquina Tricolor

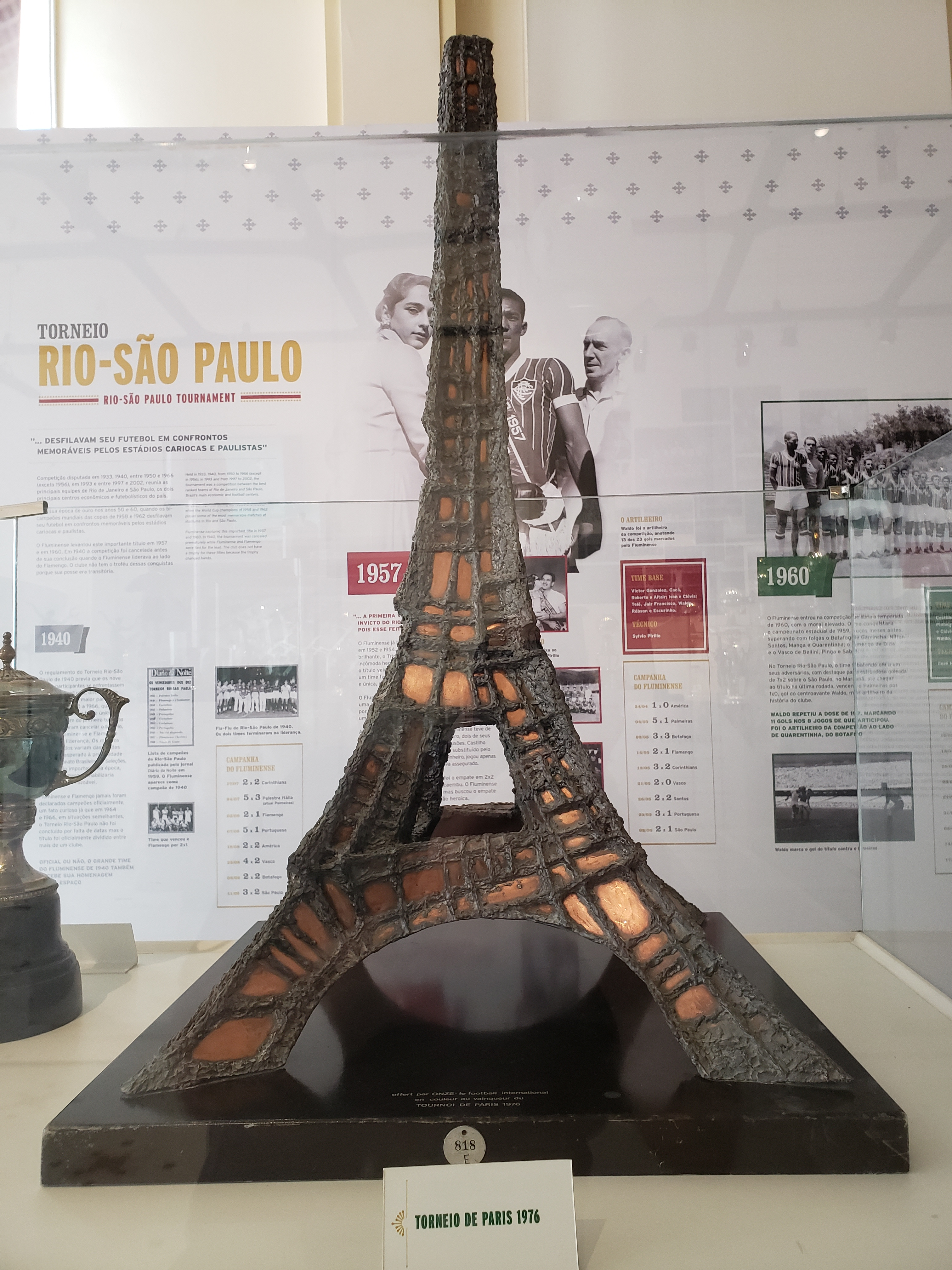
Troféu do Torneio de Paris de 1976

O período de 1975-1977 ficaria lembrado pela técnica refinada dos jogadores, bicampeões cariocas, duas vezes semifinalista do Campeonato Brasileiro e pelas conquistas de prestigiosos torneios amistosos no exterior, segundo período no qual os times também foram chamados de Máquina Tricolor, elenco que ostentava nomes como Félix, Toninho, Carlos Alberto Torres, Miguel, Edinho, Rodrigues Neto, Marinho Chagas, Carlos Alberto Pintinho, Paulo César Caju, Gil, Doval e Dirceu, exceto o argentino Doval, todos jogadores com passagens pela Seleção Brasileira,  tendo como grande condutor Roberto Rivellino, craque eleito na Seleção de Futebol da América do Sul do Século XX.

#### A terceira Máquina Tricolor

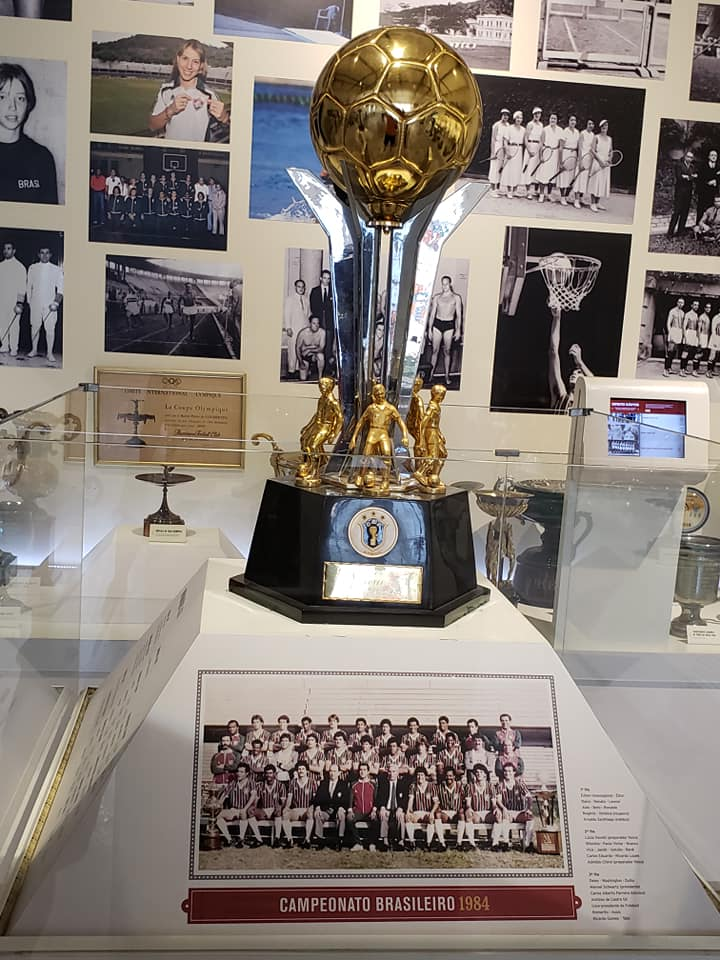
Troféu do Campeonato Brasileiro de 1984

No campeão brasileiro de 1984 e tricampeão carioca entre 1983 e 1985, as estrelas eram o meia paraguaio Romerito, eleito o melhor jogador da América do Sul de 1985 em tradicional enquete feita anualmente com jornalistas esportivos de todo o continente, terceiro no ano seguinte, a dupla ofensiva Assis e Washington e o ponta-esquerda Tato, com uma defesa segura na qual brilhavam Paulo Vítor, Ricardo Gomes e Branco, protegidos pelo implacável marcador Jandir e conduzidos pelo meia Deley, tendo como técnico o futuro campeão mundial pela Seleção Brasileira, Carlos Alberto Parreira.
Nas partidas finais contra o Vasco da Gama, vitória por 1 a 0 na primeira, com gol de Romerito, e empate por 0 a 0 na segunda garantiram a conquista para o Fluminense.

### Século XXI: o Time de Guerreiros

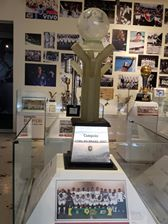
Troféu da Copa do Brasil de 2007

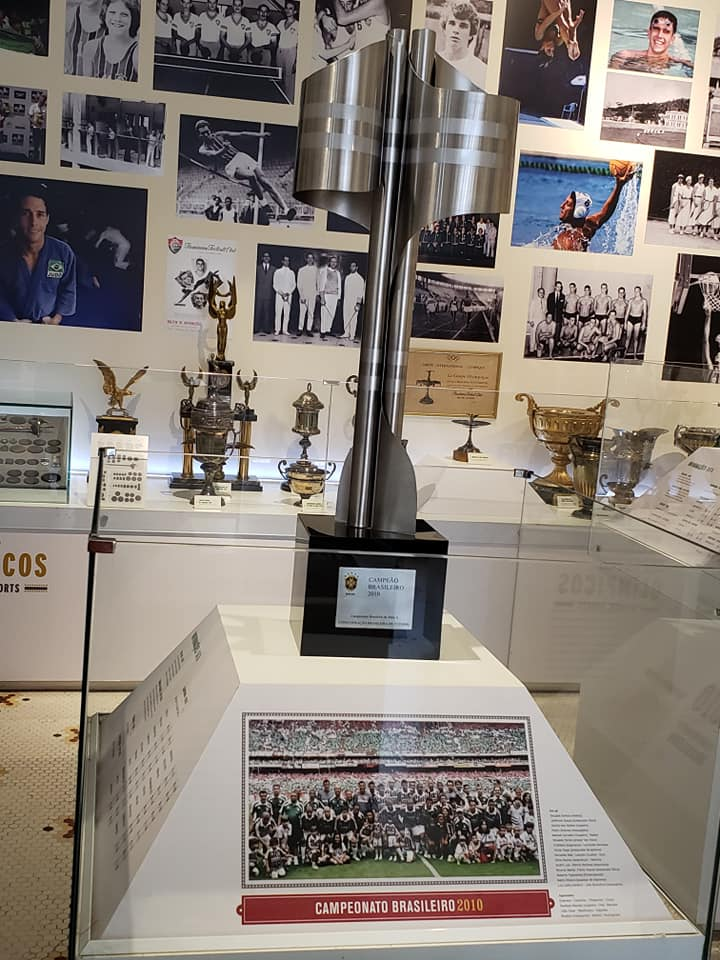
Troféu da Série A de 2010

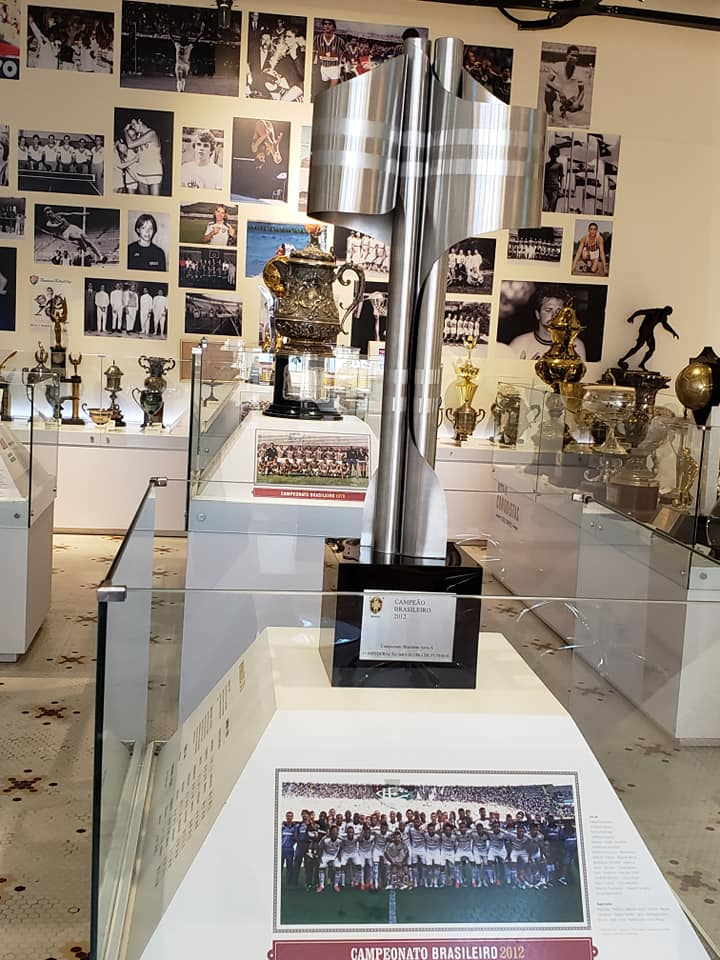
Troféu da Série A de 2012

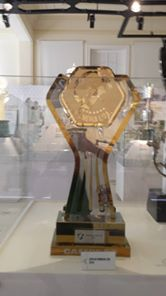
Troféu da Primeira Liga de 2016

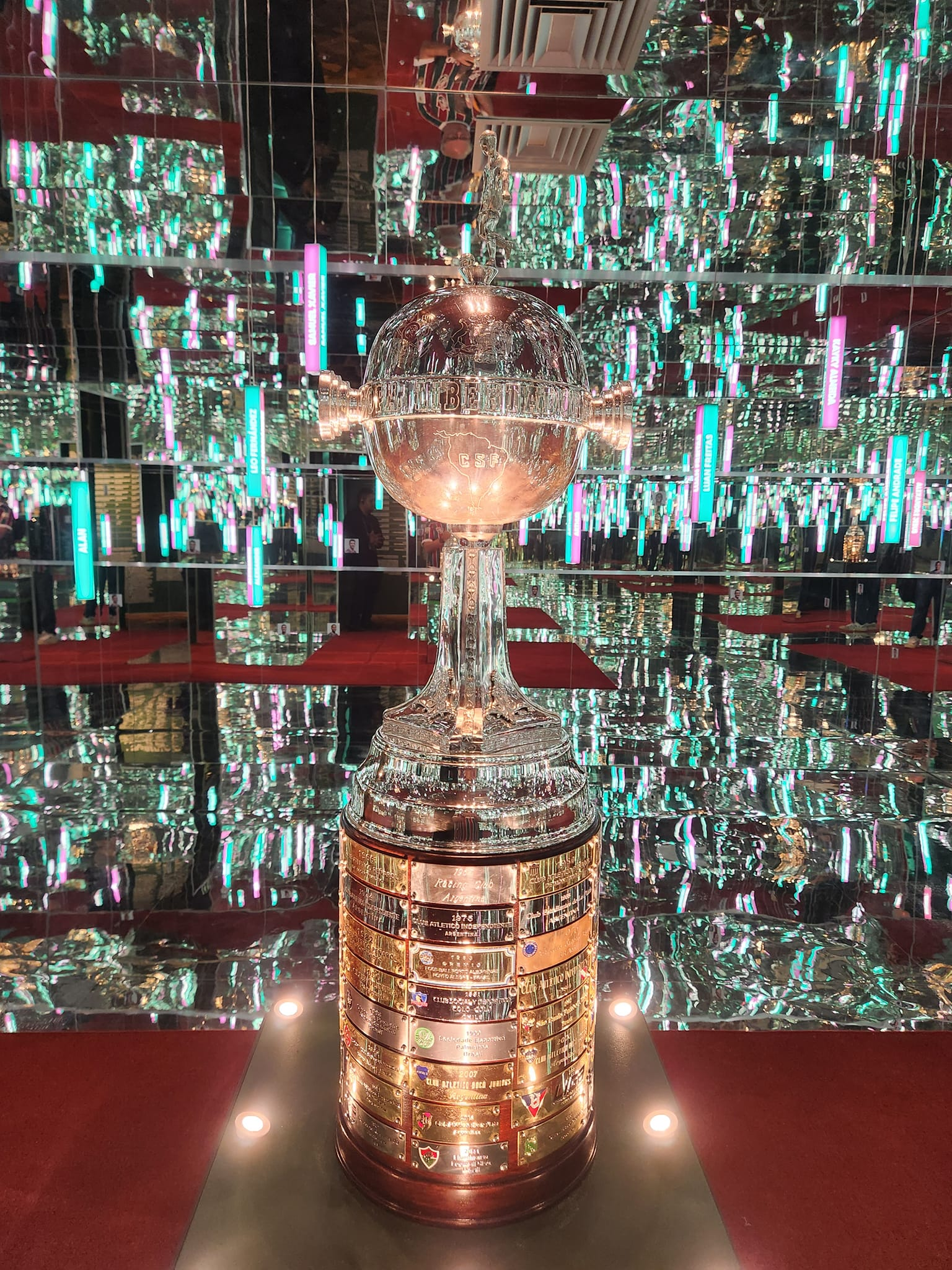
Troféu da Copa Libertadores da América de 2023

Troféu da Recopa Sul-Americana de 2024

Nessa nova fase o Maracanã foi se modernizando e diminuindo a sua capacidade gradativamente após reformas sucessivas, a Copa do Brasil se consolidou com a segunda maior competição nacional, em 2003 o Campeonato Brasileiro passaria a ser disputado com jogos de ida e volta envolvendo todos os participantes, com a classificação final definida pelos pontos corridos e além do título de campeão e dos clubes rebaixados, passou a indicar a maioria dos classificados para as competições da Conmebol.
Com relação aos principais feitos do Fluminense no Século XXI, destaca-se inicialmente o período entre 2007 e 2012, a partir de 2009 chamado de Time de Guerreiros, quando o clube conquistou dois campeonatos brasileiros, uma Copa do Brasil e um Campeonato Carioca, considerando-se os títulos mais importantes, chegando ainda a duas finais continentais. O meia argentino Darío Conca, Bola de Ouro da revista Placar em 2010, melhor jogador pela CBF nesse ano, craque da galera em 2009 e 2010, com o tricolor Thiago Silva tendo recebido essa premiação em 2009, e o centroavante Fred, Bola de Prata da Placar como atacante em 2011 e 2012 e como goleador em 2012, premiado também como melhor jogador e artilheiro pela CBF em 2012, foram os grandes destaques do time nas conquistas dos campeonatos brasileiros de 2010 e de 2012, respectivamente.
Brilharam também nesse período nomes como Diego Cavalieri, Mariano, Gum, Thiago Silva, Deco, Thiago Neves, Bola de Ouro da Placar em 2007, Rafael Sóbis e Washington, entre aqueles mais conhecidos, com o ano de 2012 tendo sido escolhido por votação aberta no site Globoesporte.com em abril de 2020, como o melhor do Fluminense no Século XXI, com 61,46% do votos. Na conquista da Copa do Brasil de 2007, Roger Machado, Thiago Silva, Arouca, Cícero, Carlos Alberto e Adriano Magrão foram os principais condutores, com Thiago Neves sendo lançado no time.
Ainda nesse século, para além dos limites estaduais, o Fluminense conquistaria a Primeira Liga de 2016, com Diego Cavalieri, Gum e Cícero, remanescentes do período anterior, a volta dos veteranos Diego Souza e Magno Alves, se juntando a novos valores como Gerson, Gustavo Scarpa e Marcos Júnior. Já em 2022, o Fluminense sagrou-se campeão carioca e foi terceiro colocado na Copa do Brasil e no Campeonato Brasileiro, com o seu centroavante Germán Cano sagrando-se artilheiro dessas três competições e marcando 44 gols nesse ano em que também brilharam nomes como Paulo Henrique Ganso, Jhon Arias, André e Matheus Martins, com o Tricolor tendo aproveitamento de 69,7% nos clássicos estaduais, o terceiro melhor de sua História. Em 26 de maio de 2022 o Fluminense aplicou a maior goleada da história da Copa Sul-Americana até então, 10 a 1 contra o Oriente Petrolero em partida disputada na Bolívia.
Em 2023 o Fluminense conquistou o bicampeonato carioca ao vencer o Flamengo na final por 4 a 1, a Copa Libertadores da América de 2023 ao vencer o Boca Juniors da Argentina por 2 a 1, em 2024 a Recopa Sul-Americana de 2024 ao vencer a LDU Quito por 2 a 0, todas as conquistas acontecidas no Maracanã.
Até 21 de julho de 2025, aniversário de 123 anos do Fluminense, o time principal contava com um retrospecto histórico de 6.110 jogos, com 3.075 vitórias, 1.434 empates e 1.601 derrotas, tendo feito 11.491 gols e sofrido 7.310, com 58,15% de aproveitamento em jogos contra 618 adversários diferentes. Até 2019, o Fluminense havia disputado um total de 417 partidas contra clubes, seleções ou combinados estrangeiros, com 221 vitórias, 95 empates, 101 derrotas, 844 gols pró e 526 gols contra, tendo jogado em 51 países diferentes de todos os continentes, exceto a Oceania, e apresentando como maiores destaques em competições da Conmebol e da FIFA até os dias atuais, a conquista da Copa Libertadores da América de 2023, da Recopa Sul-Americana de 2024, os vice-campeonatos da Copa do Mundo de Clubes da FIFA de 2023, da Copa Libertadores da América em 2008 e da Copa Sul-Americana em 2009, um total de cinco finais de competições da Conmebol e da FIFA disputadas nesse século, além de ter se classificado em quarto lugar na Copa do Mundo de Clubes da FIFA de 2025, a melhor colocação de um clube não europeu na maior competição internacional de clubes de futebol, com os seus jogadores Thiago Silva e John Árias tendo sido eleitos na seleção dos melhores jogadores dessa edição.
Levantamento da revista Placar em 2017, apontou o Fluminense como o clube brasileiro com o segundo melhor aproveitamento contra times europeus, com 65,7% de aproveitamento nos 143 jogos disputados contra 108 times de 22 países, com 84 vitórias, sendo o quinto clube em número de partidas disputadas e o segundo em média de gols, 2,31 por partida até então. Ao vencer o River Plate por 3 a 1 pela Copa Libertadores da América de 2021 no dia de seu aniversário de 120 anos, o Fluminense tornou-se o segundo clube brasileiro a vencer o Boca Juniors e o River Plate, os dois clubes mais populares e com mais títulos no futebol argentino em seus históricos estádios de La Bombonera e Monumental de Nuñez pela principal competição de futebol da América do Sul.

### Projeto internacional

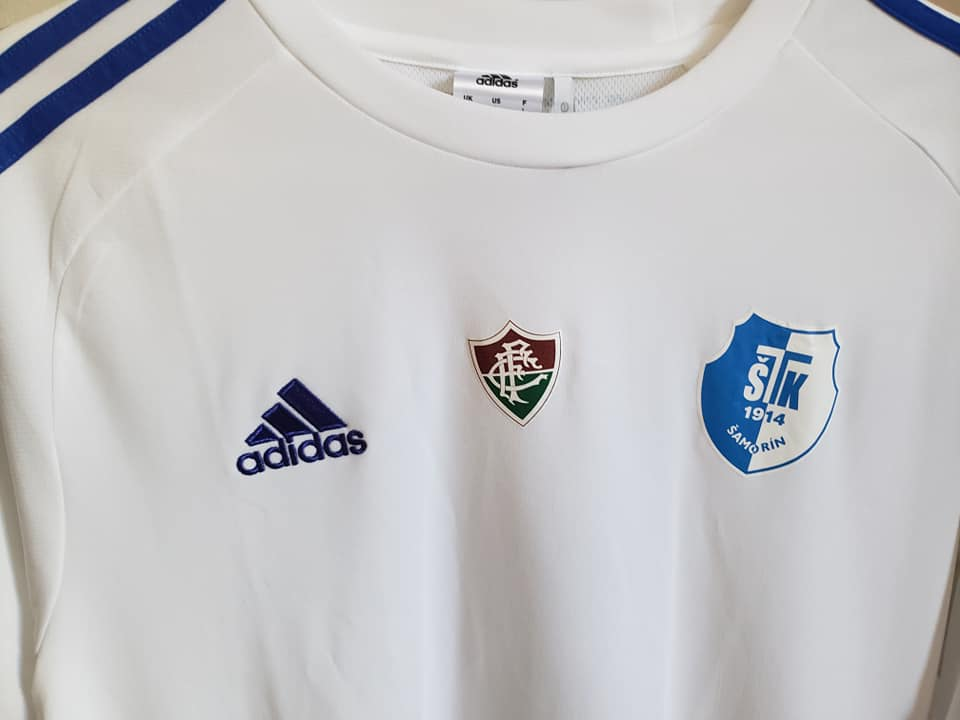
Camisa do Flu Šamorín

O Fluminense, através de projeto lançado em 2015, adquiriu um clube de futebol da Eslováquia, o ŠTK Šamorín, para passar a ser representado também na Europa, alterando o nome do clube eslovaco para FC ŠTK Fluminense Šamorín em 2017 e passando a usar uniformes inspirados nos do Fluminense. O time usou a estrutura do Xbionic Sphere, apontado como um dos melhores centros de treinamento da Europa e utilizado por grandes clubes do continente, tendo uma área de cerca de 1 milhão de metros quadrados. Em 24 de janeiro de 2018, o clube alegou que não conseguiu investidores e anunciou o fim do projeto internacional, e em 25 de junho de 2019 o ŠTK Šamorín anunciou que tiraria o Fluminense do nome do clube.

## Símbolos

### Nome

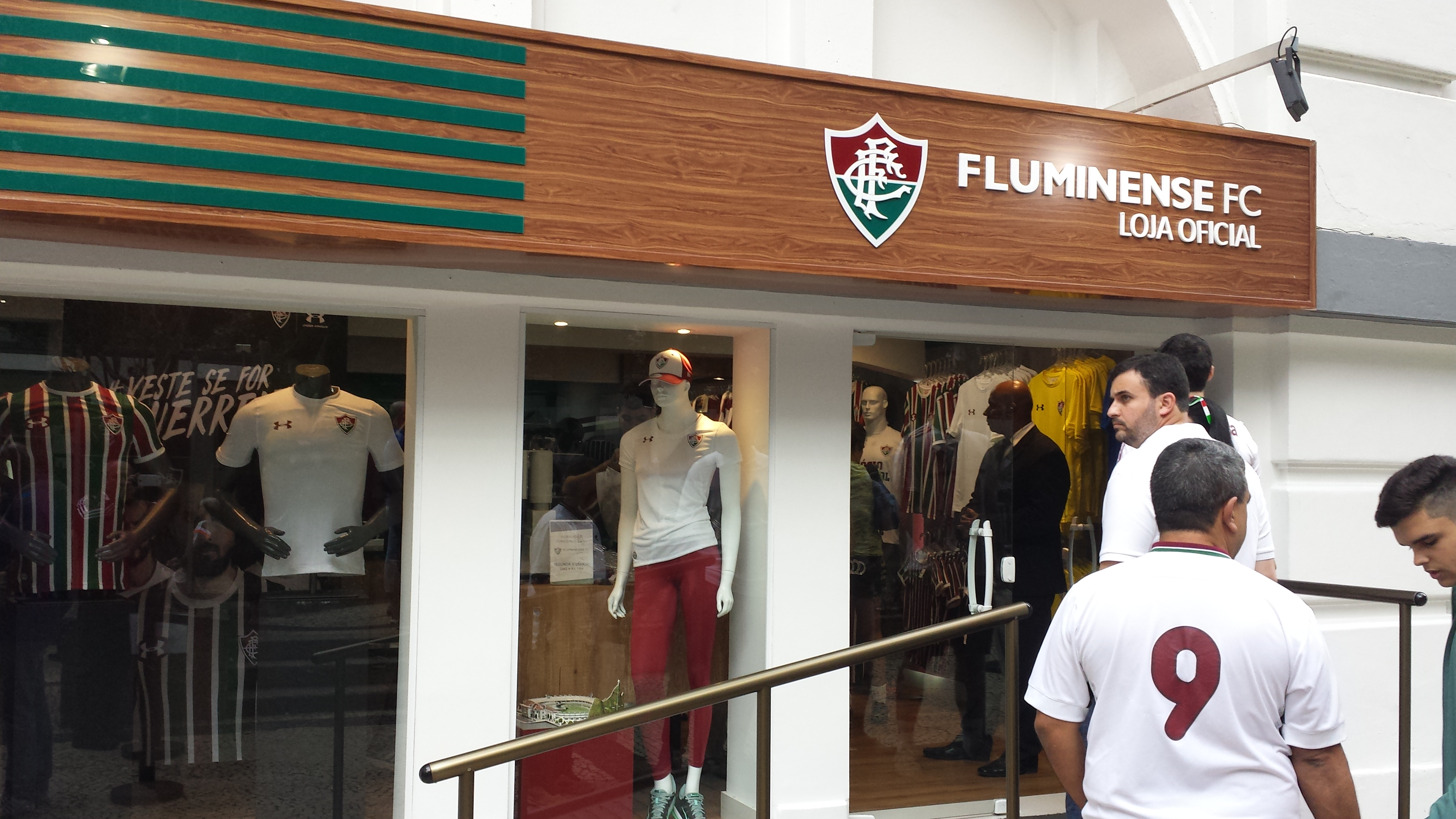
Escudo na Loja do Fluminense

O nome Fluminense Football Club surgiu na reunião de fundação do clube, em 21 de julho de 1902. Apesar de a ideia inicial ter recaído sobre Rio Football Club, acabou prevalecendo Fluminense, derivado do latim flúmen, que significa "rio". O termo também é usado para se referir aos nativos do Estado do Rio de Janeiro (Flūmen Januarii, em latim), desde a Constituição brasileira de 1891.

### Escudo e cores

Atual bandeira tricolor

Com relação ao formato, o tipo de escudo do Fluminense segue o padrão suíço dos séculos XVIII e XIX, tendo Oscar Alfredo Cox estudado neste país no século XIX antes de voltar ao Brasil para introduzir o futebol de forma organizada no Rio de Janeiro, o que parece indicar de forma ainda mais segura, a origem da inspiração para a formação do escudo tricolor, que tem grafadas as iniciais do clube entrelaçadas em seu conteúdo. O estilo das letras é gótico, tipo Old English, cuja origem remonta ao Norte dos Alpes, na região hoje com o nome de Alemanha, fronteira com a Suíça. As três estrelas acima do escudo do Fluminense simbolizam os três tricampeonatos cariocas conquistados (1917/1918/1919, 1936/1937/1938 e 1983/1984/1985), não incluindo o conquistado no tetracampeonato (1906/1907/1908/1909). Segundo o estatuto do clube, as cores oficiais são encarnado, branco e verde, embora o primeiro normalmente seja referido como grená.
No dia 3 de maio de 2020 o jornal espanhol Marca encerrou votação popular que elegeu o escudo do Fluminense o terceiro mais bonito do mundo entre clubes de futebol. Já em 24 de maio de 2021 a revista inglesa FourFourTwo apontou o escudo entre os cem mais bonitos do mundo, em trigésimo oitavo lugar, numa lista com apenas outros três clubes brasileiros citados.

### Uniformes
A camisa tricolor é muito marcante, tendo sido descrita pelo jornalista argentino Luis Paz, como "La camiseta más linda del mundo", em matéria para o jornal portenho Página/12 em 2015. Já o site inglês Football Shirt Collective, comentou que o lançamento das camisas do Fluminense é um dos eventos mais aguardados pela página, por conta da original combinação de cores do clube, e que o terceiro uniforme de 2020-21, predominante verde, era candidato a ser o mais bonito do ano de 2020.
Tendo a camisa tricolor como oficial desde a Assembleia Geral Extraordinária de 15 de julho de 1904, o Fluminense fez a sua estreia na vitória sobre o Rio Cricket por 7 a 1, em amistoso disputado em Niterói no dia 7 de maio de 1905.
Os atuais modelos um e dois, lançados oficialmente em 13 de maio de 2021, trazem um selo em homenagem aos 115 anos da conquista do Campeonato Carioca de 1906, o primeiro campeonato carioca disputado, conquistado pelo Fluminense.
Já a camisa número três de 2020, predominantemente verde e com detalhes em laranja, contém um selo em homenagem aos 125 anos do futebol no Brasil embaixo, do lado direito frontal, atendendo a campanha da Umbro e foi lançada em 18 de setembro de 2020.
Em 2021 o Fluminense ousou novamente em sua camisa número três, misturando o cinza da primeira camisa da história do clube com detalhes em grená, com o lançamento ocorrendo em 12 de outubro. A estampa que adorna a camisa é formada por figuras geométricas em cinza de diferentes tonalidades, que simulam uma aparência de camuflagem. O desenho partiu da premissa de que cada diamante simboliza um torcedor.
Uniformes dos jogadores
- Camisa com listras verticais em grená, branco e verde, calção e meias brancas;
- Camisa branca, calção e meias grenás.
- Camisa cinza, calção e meias cinzas.

| Primeiro | Segundo | Terceiro | Quarto |

Uniformes dos goleiros
- Camisa preta, calção e meias pretas;
- Camisa cinza, calção e meias cinzas;
- Camisa azul, calção e meias azuis.

| 1 | 2 | 3 |

Uniformes de treino
- Camisa verde, calção e meias verdes;
- Camisa laranja, calção verde e meias laranjas;
- Camisa grená, calção grená e meias brancas.

| Jogadores | Goleiros | C. Técnica |

#### Fornecedores e patrocinadores
O Fluminense manteve com um de seus antigos patrocinadores e com a sua anterior fornecedora de materiais esportivos, as mais duradouras relações do futebol brasileiro, período em que a Unimed, entre 1999 e 2014, aumentou o número de segurados de 238 000 para 1 200 000, saltando no mesmo período de quarto lugar entre as seguradoras de saúde do Brasil, para o de maior seguradora deste ramo.
Com a Adidas, o Fluminense manteve relacionamento entre 1996 e 2015, vendendo uma média de 300 000 camisas por ano, sendo nessa época o quarto clube que mais vendia camisas no Brasil.
Em dezembro de 2019 o Tricolor assinou contrato de três anos com a atual fornecedora de material esportivo, a inglesa Umbro, com o contrato começando a vigorar no mês de lançamento dos novos uniformes, o que ocorreu em 6 de maio de 2020.
| Período   | Fornecedor     |
| --------- | -------------- |
| 1976–1980 | Adidas Rainha  |
| 1981–1985 | Le Coq Sportif |
| 1985–1994 | Penalty        |
| 1994–1996 | Reebok         |
| 1996–2015 | Adidas         |
| 2016–2017 | Dryworld       |
| 2017–2019 | Under Armour   |
| 2020–     | Umbro          |

| Período   | Patrocinador                       |
| --------- | ---------------------------------- |
| 1984      | Mondaine Banco Nacional Kodak      |
| 1985      | Tavares Roupas Sul América Seguros |
| 1986      | Heart Line                         |
| 1987      | 1001 Turismo                       |
| 1987–1994 | Coca-Cola                          |
| 1995      | Projeto Ame o Rio                  |
| 1995–1996 | Hyundai SporTV                     |
| 1997      | NET SporTV                         |
| 1997–1998 | SporTV Oceânica Seguros MTV Brasil |
| 1999      | Sonrisal MTV Brasil                |
| 1999–2014 | Unimed                             |
| 2015–2017 | Viton 44                           |
| 2015–     | Frescatto Voxx Suplementos         |
| 2016      | TCL                                |
| 2017      | Universal Orlando Resort           |
| 2018      | Valle Express                      |
| 2021–2024 | Betano                             |
| 2024–     | Superbet                           |

| Período    | Parceiros                                         |
| ---------- | ------------------------------------------------- |
| 2008       | Traffic                                           |
| 2010       | Volkswagen Volksbus                               |
| 2010       | IPHAN / IPPP                                      |
| 2010       | AmBev                                             |
| 2011       | TIM                                               |
| Atualmente | Bioleve                                           |
| Atualmente | Ortobom                                           |
| 2012–      | Nutrilatina                                       |
| 2013–      | Gatorade                                          |
| 2014–      | Volkswagen Caminhões e Ônibus / MAN Latin America |
| 2014–      | Universidade de Coimbra                           |
| 2016–      | Projeto SOS Mata Atlântica                        |
| 2017–      | 99Taxis                                           |
| 2021–      | OneFootball                                       |

### Mascote

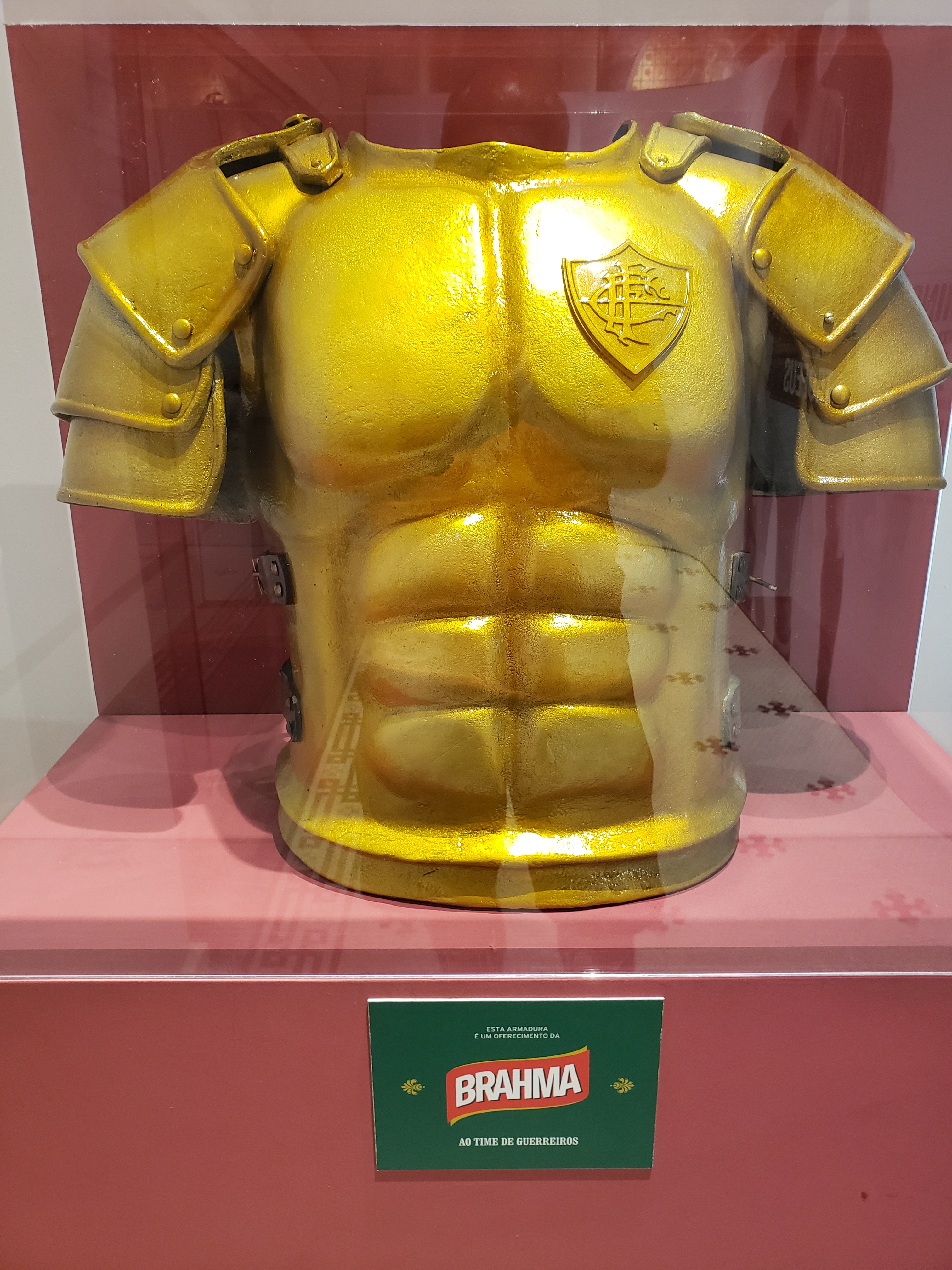
Homenagem da Cervejaria Brahma ao Fluminense, o Time de Guerreiros

O Tricolor sempre se caracterizou por possuir torcedores ilustres e famosos, presidentes, cantores e cantoras, artistas, personalidades ligadas a cúpula do futebol mundial e, desta forma, surgiu a ideia de um outro símbolo tricolor - O Cartola.
Idealizado pelo grande caricaturista argentino Lorenzo Mollas, o Cartola surgiu elegante, de fraque e cartola com sua imponente piteira, passando a imagem da aristocracia tricolor. Por isso, o cartola simboliza os fundadores do clube: os aristocratas cariocas, que representavam a fidalguia e a nobreza de atitudes.
No Campeonato Brasileiro de 2009, após uma grande sequência de resultados, com sete vitórias e quatro empates, que o tirou da zona do rebaixamento quando tinha 99% de chances matemáticas de cair, o Fluminense passou a ser chamado e cantado pela sua torcida como "Time de Guerreiros", fama consolidada no ano seguinte com a conquista do título do Campeonato Brasileiro. A partir de 2016 o Fluminense passou a adotar o Guerreirinho como mascote único.

### Versão infantil

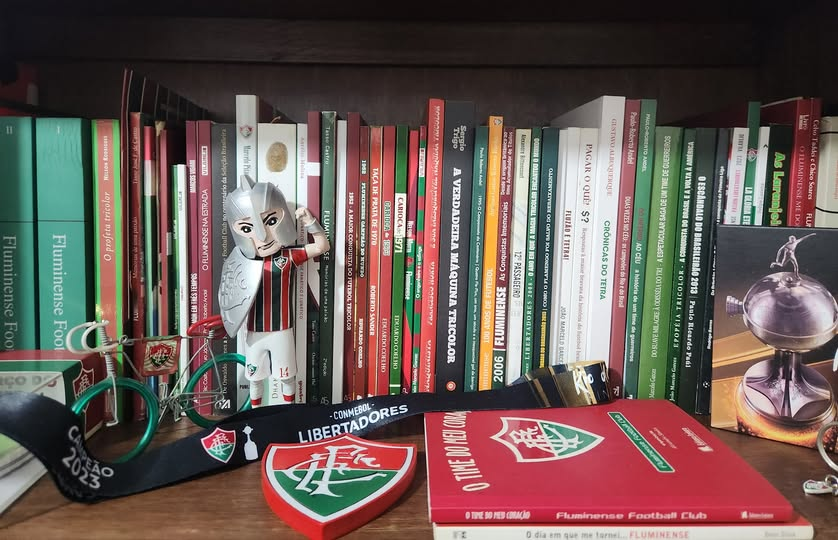
Guerreirinho, versão infantil

Em sua versão infantil, o mascote tricolor era representado pelo personagem Cartolinha, que em 2013 vestiu a sua armadura e se transformou no Guerreirinho, para representar o espírito de superação dos jogadores do clube, traduzido em tantas conquistas emocionantes do Fluminense.
Nas partidas do Fluminense com o mando de campo um boneco ou alguém fantasiado com os característicos capacete e espada é exposto no campo.

### Padroeiros

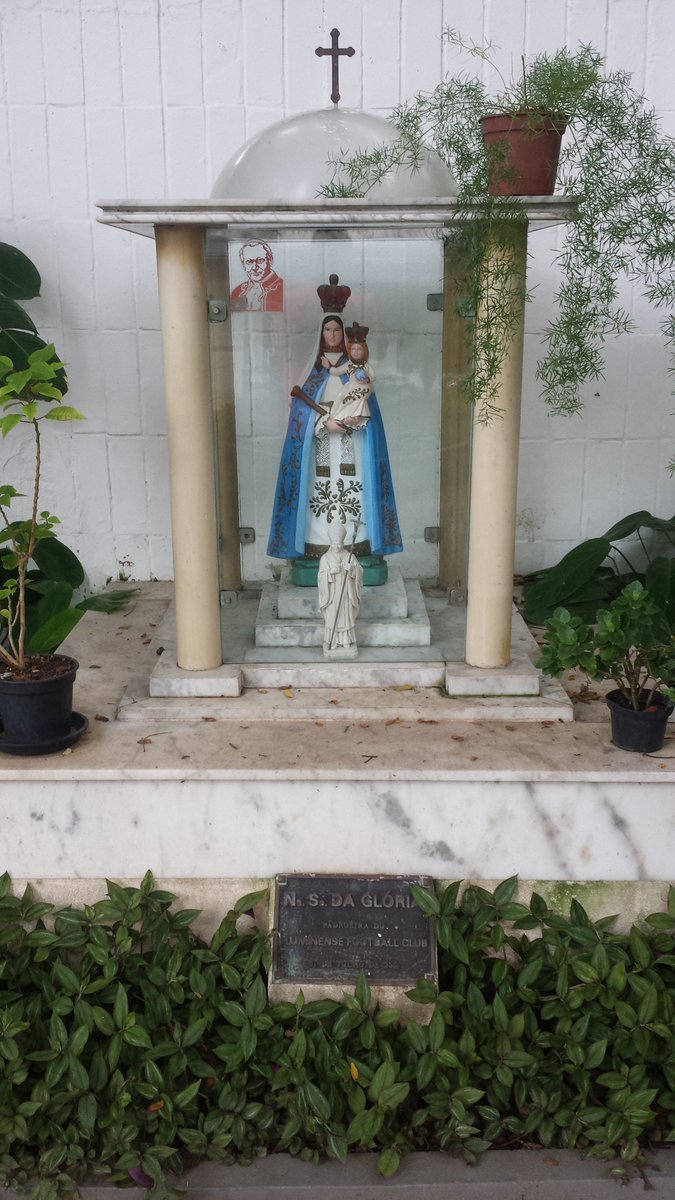
Imagem de Nª. Sra. da Glória no Fluminense

A ligação do Fluminense, um clube laico conforme o seu estatuto, com símbolos religiosos entranhados na cultura brasileira é considerável, pois mesmo o Cristo Redentor, uma das imagens mais conhecidas do mundo e que ajuda a divulgar o Rio de Janeiro e o Brasil no exterior, teve no Estádio das Laranjeiras a sua missa de inauguração, fato ocorrido no dia 12 de outubro de 1931, com o clube, a exemplo de outros, seguindo a tradição de apontar santos padroeiros.
São santos padroeiros do Fluminense:
Nossa Senhora da Glória
A festa da Assunção em homenagem à Nossa Senhora da Glória é comemorada dia 15 de agosto. É uma comemoração originária de Portugal, mais propriamente de Trás os Montes, sendo feriado nacional português, tendo a Santa imagem e placa exibidas próxima à entrada social do Fluminense". No ano de 1872 foi inaugurada uma paróquia em sua homenagem no Largo do Machado, que fica no bairro de Laranjeiras, próxima à sede social do Fluminense.
São João Paulo II
A relação da torcida do Fluminense para com o Papa João Paulo II começou em 1980, quando o então pontífice - canonizado como santo em 2014 - visitou o Rio de Janeiro e recebeu uma camisa do clube das mãos de um garoto de 10 anos, passando a adotar essa música desde então, sendo ela um símbolo da conquista do Campeonato Carioca de 1980.
Desde então, a Torcida Tricolor entoa a música A Bênção, João de Deus durante as partidas, sobretudo durante momentos difíceis nos jogos. Na final do Campeonato Carioca de 2005, o gol do título saiu aos 47 minutos do segundo tempo, enquanto a torcida cantava essa canção. Em 2010 acabaria sendo nomeado padroeiro do clube carioca, ao lado de Nossa Senhora da Glória.
Talvez inspirado por esta relação, o Fluminense entregou em 2013 ao Papa Francisco uma camisa tricolor, quando ele aterrissou de helicóptero no Estádio das Laranjeiras, para participar de evento relacionado à Jornada Mundial da Juventude.

### Hinos
O Fluminense possui um hino oficial e um popular. O primeiro hino teve a letra composta por Coelho Neto sobre a música de Jack Judge e Harry Williams — It's a Long Way to Tipperary — e foi cantado pela primeira vez na solenidade de inauguração da 3ª sede do clube, a 23 de julho de 1915. O hino oficial possui letra e música de Antônio Cardoso de Menezes Filho, tendo sido criado em 1916 para tomar o lugar do primeiro hino do clube, criado em 1915, e que estava sendo motivo de paródias.
O hino popular do Fluminense Football Club, intitulado de Marcha Popular, foi composto na década de 1940 por Lamartine Babo, um dos mais importantes compositores populares do Brasil. A letra foi composta pelo maestro Lyrio Panicali. Sem dúvida, dos três, é o mais conhecido, e tem a particularidade de ser o único hino, dentre os de todos os grandes clubes brasileiros, em tom menor. A gravação original, histórica, rara e preciosa, foi feita na década de 1940 pelo Trio Melodia que era formado por três tricolores famosos: Paulo Tapajós, Nuno Roland e Albertinho Fortuna, destaques da Rádio Nacional em sua época. O acompanhamento é da orquestra do maestro Lyrio Panicali.
No ano de 1997 o hino recebeu uma versão com a sonoridade atualizada para o final da década de 1990 do século XX, com batida de funke e percussão de samba, nas vozes de Evandro Mesquita, Fausto Fawcett e Toni Platão, no álbum "Os Hinos dos Grandes Clubes Brasileiros cantados por Feras do Rock e da MPB".
No ano de 2004 o hino recebeu uma nova versão para a primeira década do século XXI, desta vez numa versão em rock na voz de Paulo Ricardo (vocalista da banda RPM), na edição de 2004 do álbum "Os Hinos dos Grandes Clubes Brasileiros cantados por Feras do Rock e da MPB".

### O pó de arroz

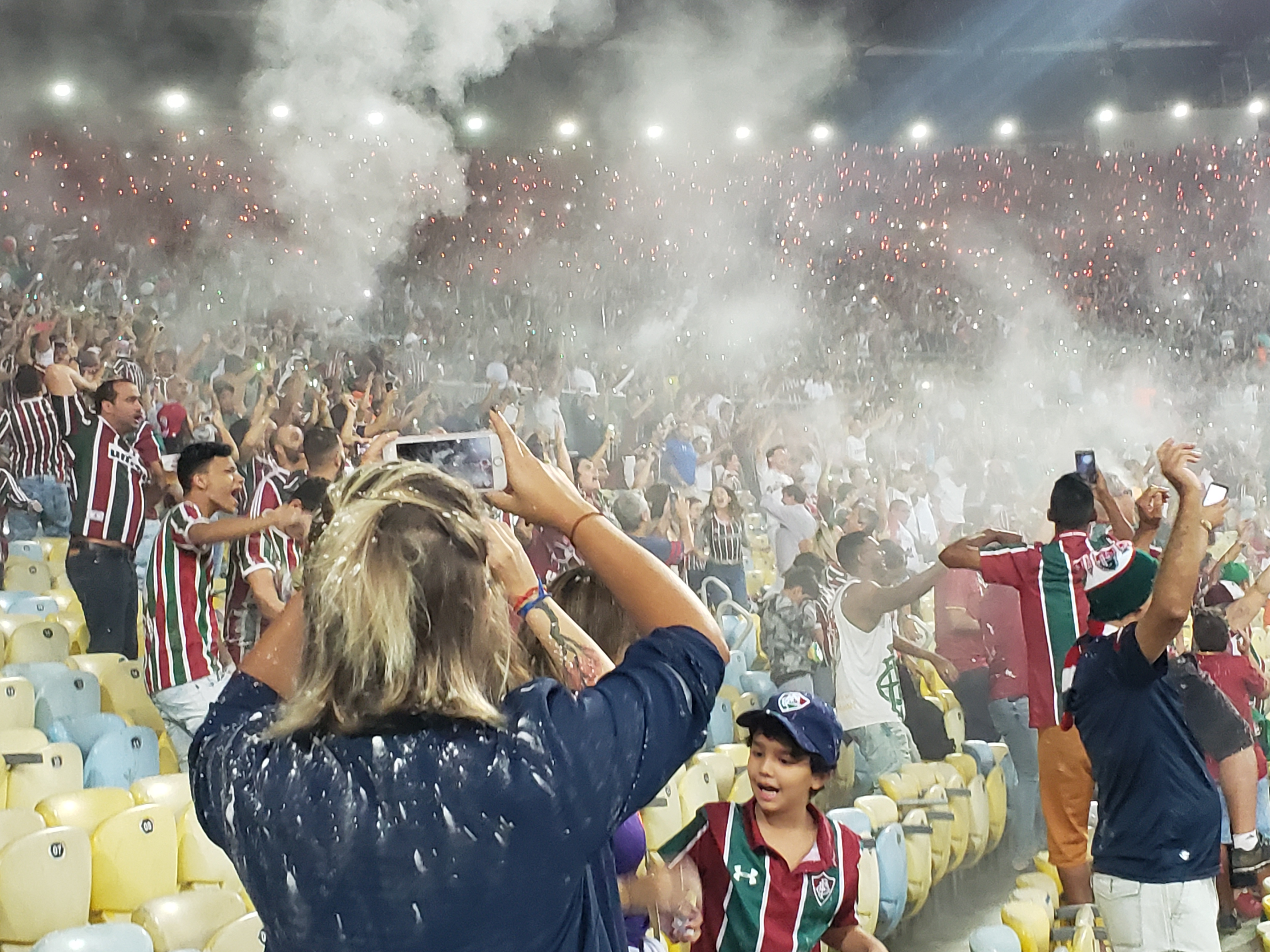
"Pó de arroz" contra o em 2019

O apelido de pó de arroz foi dado ao Fluminense em um clássico contra o America, válido pelo Campeonato Carioca e disputado em 13 de maio de 1914, em jogo que terminou empatado por 1 a 1. Segundo a versão popular, o jogador tricolor Carlos Alberto, um dos jogadores do Flu dissidentes do America em 1914, para disfarçar sua condição de mestiço teria passado pó de arroz no rosto, o que gerou os gritos da torcida do America, que o conhecia e dele devia guardar algum rancor, pois tinha abandonado este clube, e quando jogava contra o Fluminense passou a chamar os tricolores de pó de arroz. O dia da partida, 13 de maio, data comemorativa pela libertação dos escravos, deve ter contribuído para criar esta lenda.

Segundo narra o livro O America na história da cidade: 
"O apelido tinha endereço certo, pois Carlos Alberto, sendo mulato, para disfarçar a cor, costumava empoar-se. Enquanto estava em Campos Sales, tudo isso era considerado muito normal, mas... naquele dia, em represália, fora desfeiteado daquele modo."
Segundo depoimento testemunhal do ex-jogador dos dois clubes e também dissidente do America em 1914, Marcos Carneiro de Mendonça, o tal produto teria sido algo para combater irritação da pele, talvez um produto pós barbear. Já o Jornal do Brasil, em sua edição de 17 de janeiro de 1914, página 13, já publicava a propaganda de um produto para conservação do pó de arroz usado na pele para esconder manchas, cravos e espinhas e, possivelmente, pele irritada pós barbear. É evidente que era comum o uso naquela época e provavelmente não existia outra medicação mais adequada, considerando os recursos desta época.
Com o tempo, o apelido foi assimilado pela torcida do Fluminense com lançamento de pó de arroz e talco na entrada do time em campo, fazendo uma das festas mais bonitas para a entrada de um clube, proporcionada por sua torcida.

### Maiores ídolos

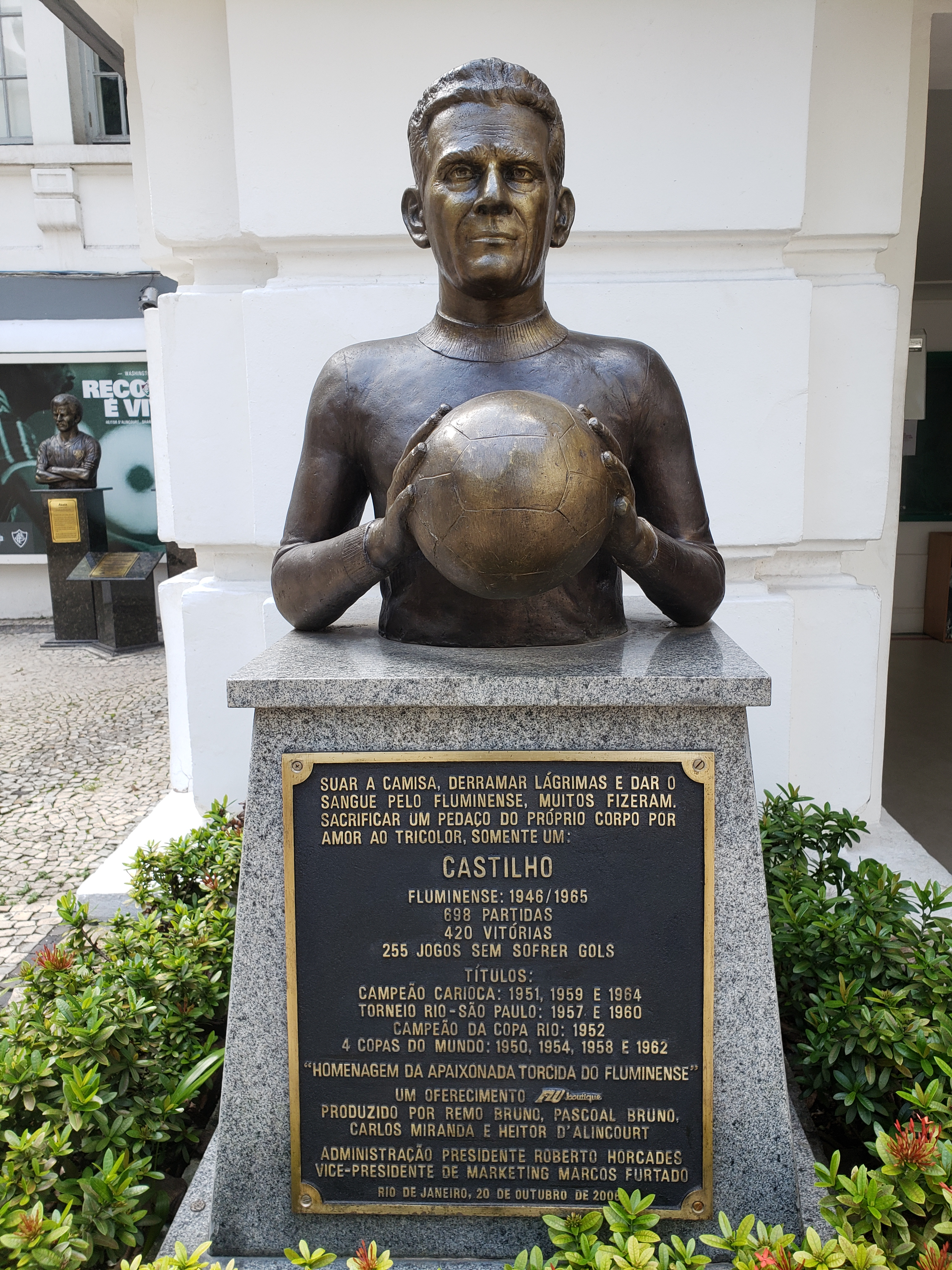
Busto de Castilho no Fluminense

Os jornais O Globo e Extra convocaram trinta jornalistas de diversos órgãos de imprensa para escolherem os trinta maiores ídolos da História do Fluminense, divulgando o resultado em 11 de maio de 2020 nas edições impressa e digital. O Globo opinou que eleger o maior ídolo da história do Fluminense foi uma tarefa mais complicada do que se imaginava, pois além de os dois melhores colocados disputarem acirradamente para ver quem ocuparia a primeira posição no ranking, nas eleições de ídolos dos quatro grandes do futebol carioca o Tricolor foi o clube que teve a maior quantidade de nomes votados para o posto, atribuindo isso ao tamanho desta instituição.
Castilho (1º)  Fred (2º)  Assis (3º)  Rivellino (4º)  Telê (5º)  Romerito (6º)  Waldo (7º)  Conca (8º)  Washington (anos 1980) (9º)  Didi (10º)  Carlos Alberto Torres (11º)  Gérson (12º)  Pinheiro (13º)  Preguinho (14º)  Gum (15º)  Thiago Silva (16º)  Branco (17º)  Ézio (18º)  Félix (19º)  Renato Gaúcho (20º)  Thiago Neves (21º)  Deco (22º)  Orlando Pingo de Ouro (23º)  Paulo Cézar Caju (24º)  Marcos de Mendonça (25º) Altair (26º)  Ricardo Gomes (27º)  Paulo Victor (28º)  Diego Cavalieri (29º)  Marcão (30º).

## Principais títulos e honrarias

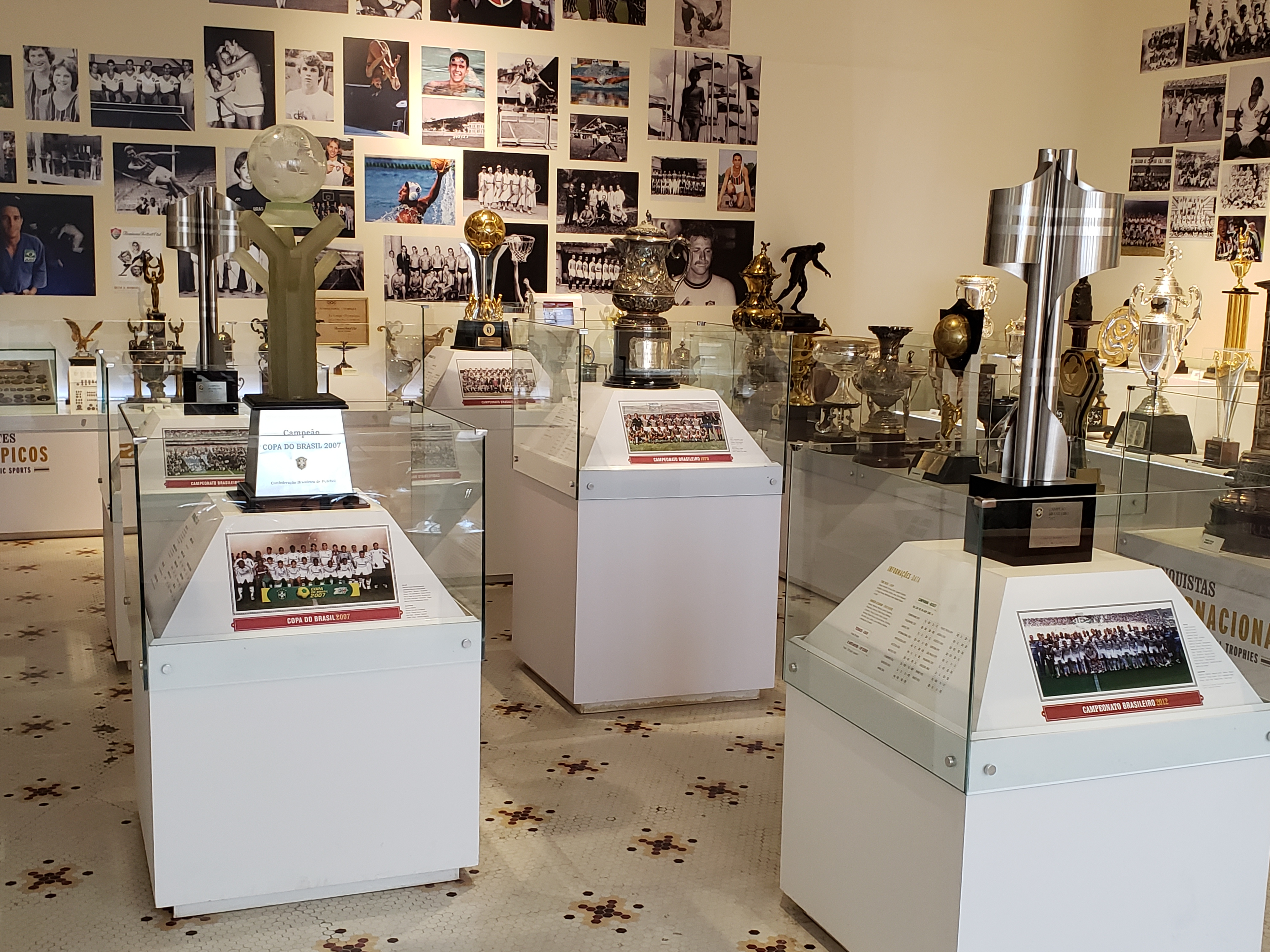
Troféus dos 4 campeonatos brasileiros (1970-1984-2010-2012) e da Copa do Brasil de 2007 na Sala de Troféus anterior ao Museu Fluminense FC

O Fluminense ostenta 63 títulos de campeão oficiais no futebol apenas de seu time principal, excluindo turnos e fases de campeonatos, sendo um título intercontinental, dois títulos continentais, seis títulos nacionais, quatro interestaduais e cinquenta estaduais, sendo os principais a Copa Rio de 1952, a Copa Libertadores da América de 2023 e a Recopa Sul-Americana de 2024. Entre os seus títulos de vice-campeão não listados no quadro abaixo, os de maior destaque são o vice-campeonato da Copa do Mundo de Clubes da FIFA de 2023 e os vice-campeonatos nas duas principais competições continentais, a Copa Libertadores da América de 2008 e a Copa Sul-Americana de 2009. Como campanha destacada ressalta-se também a quarta colocação na Copa do Mundo de Clubes da FIFA de 2025, a melhor colocação de um clube não europeu na competição disputada por 32 clubes de todos os continentes.
Ainda na década de 1920, o Fluminense foi considerado entidade de utilidade pública federal pelo Decreto 5 044, de 28 de outubro de 1926, conforme publicado no Diário Oficial da União (DOU) de 10 de novembro de 1926. Já no Século XXI, a Câmara Municipal do Rio de Janeiro aprovou em 12 de maio de 2007 o Decreto Oficial que cria o Dia do Fluminense e dos Tricolores, que é comemorado no dia 21 de julho, data de aniversário do clube. No âmbito estadual o Dia do Fluminense é comemorado em 12 de novembro, de acordo com a Lei nº 5 094 de 27 de setembro de 2007, data escolhida para coincidir com a data de aniversário de um dos ídolos tricolores, Assis.
A torcida do Fluminense foi reconhecida como patrimônio imaterial da cidade do Rio de Janeiro pelo decreto nº 35 877 de 5 de julho de 2012, assim como o clássico Fla-Flu, pelo decreto nº 35 878, publicado na mesma data.
Destaca-se, entre as glórias tricolores, a conquista da Taça Olímpica, honraria atribuída pelo Comitê Olímpico Internacional ao Fluminense em 1949, por ter sido o clube então um modelo de organização desportiva para todo o mundo. Somente o Fluminense e o Racing Club de France, este último já no Século XXI, como clubes futebolísticos e polidesportivos, possuem esse título, o que os torna únicos no cenário esportivo mundial neste quesito, dividindo esta honraria com países, federações esportivas e comitês olímpicos, entre outras instituições de destaque no cenário desportivo mundial.
| HONRARIAS | HONRARIAS                       | HONRARIAS | HONRARIAS  |
|           | Competição                      | Títulos   | Temporadas |
| --------- | ------------------------------- | --------- | ---------- |
|           | Taça Olímpica(1)                | 1         | 1949       |
|           | Campeão Carioca do Século XX(2) | 1         | 1906–2000  |
|           | Clube Clássico FIFA             | 1         | 2008       |
|           | 7.º Melhor Clube do Mundo       | 1         | 2023       |

| INTERCONTINENTAIS | INTERCONTINENTAIS               | INTERCONTINENTAIS | INTERCONTINENTAIS |
|                   | Competição                      | Títulos           | Temporadas |
| ----------------- | ------------------------------- | ----------------- | --- |
|                   | Copa Rio Internacional          | 1                 | 1952 |
| CONTINENTAIS      |                                 |                   | |
|                   | Competição                      | Títulos           | Temporadas |
|                   | Copa Libertadores da América    | 1                 | 2023 |
|                   | Recopa Sul-Americana            | 1                 | 2024 |
| NACIONAIS         |                                 |                   | |
|                   | Competição                      | Títulos           | Temporadas |
|                   | Campeonato Brasileiro           | 4                 | 1970(3), 1984, 2010 e 2012 |
|                   | Copa do Brasil                  | 1                 | 2007 |
|                   | Campeonato Brasileiro - Série C | 1                 | 1999 |
| INTERESTADUAIS    |                                 |                   | |
|                   | Competição                      | Títulos           | Temporadas |
|                   | Torneio Rio-São Paulo           | 2                 | 1957 e 1960 |
|                   | Primeira Liga                   | 1                 | 2016 |
|                   | Taça Ioduran                    | 1                 | 1919 |
| ESTADUAIS         |                                 |                   | |
|                   | Competição                      | Títulos           | Temporadas |
|                   | Campeonato Carioca              | 33                | 1906, 1907(4), 1908, 1909, 1911, 1917, 1918, 1919, 1924 (AMEA), 1936 (LCF), 1937, 1938, 1940, 1941, 1946(5), 1951, 1959, 1964, 1969, 1971, 1973, 1975, 1976, 1980, 1983, 1984, 1985, 1995, 2002, 2005, 2012, 2022 e 2023 |
|                   | Copa Rio Estadual               | 1                 | 1998 |
|                   | Torneio Início                  | 9                 | 1916, 1924, 1925, 1940, 1941, 1943, 1954, 1956 e 1965 |
|                   | Torneio Aberto(6)               | 1                 | 1935 |
|                   | Torneio Municipal(6)            | 2                 | 1938 e 1948 |
|                   | Taça Oscar Cox(6)               | 1                 | 1941 |
|                   | Taça Guanabara Independente(7)  | 3                 | 1966, 1969 e 1971 |
| TOTAL             |                                 |                   | |
|                   | Conquistas                      | Títulos           | Categorias |
|                   | Conquistas Oficiais             | 63                | 1 Intercontinental, 2 Continentais, 6 Nacionais, 4 Interestaduais e 50 Estaduais |

(1) Por ter sido o clube carioca com maior número de títulos estaduais no século passado.
(2) O Fluminense é o único clube de futebol no mundo a ter conquistado a Taça Olímpica e a única instituição brasileira a ter seu nome inscrito nela.
(3) Título reconhecido em 2010 pela CBF, apesar de já ser listado pela antiga CBD como campeonato nacional em seus boletins oficiais entre 1971 e 1975.
(4) Em 1940 a competição foi interrompida com Fluminense e Flamengo na liderança, sem que a CBD oficializasse o título, entretanto, os clubes e os jornais da época consideraram o resultado definitivo e declararam Fluminense e Flamengo como os legítimos campeões da competição. O Clube atualmente se considera Campeão da Competição e consta esse título entre suas conquistas.
(5) Título compartilhado com o Botafogo.
(6) Esta edição da competição ficou conhecida como Supercampeonato Carioca.
 (7) Em 1927, tendo conquistado o título no campo, o Fluminense pediu a sua anulação em virtude de ter infringido o regulamento, ao incluir em seus quadros, dois substitutos, em ofício enviado à AMEA, o que resultou no título sendo posteriormente anulado.
(8) O Rio de Janeiro na época tinha o status de Distrito Federal, com status equivalente ao de estado.
(9) Como competição independente do Campeonato Carioca, apenas em 1966, 1969 e 1971.

## Torcida

### No Brasil

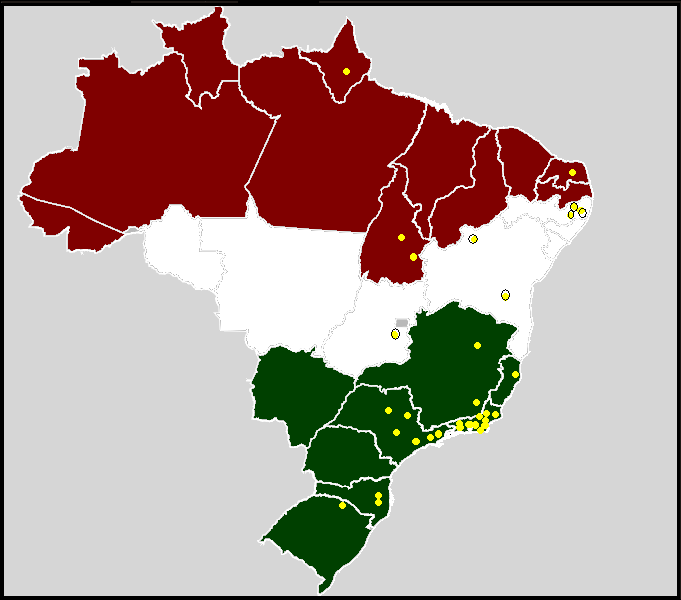
Maiores concentrações da Torcida Tricolor

Considerando a pesquisa com menor margem de erro (0,68%), o Fluminense teria algo entre 2.271.007 e 5.028.659 torcedores em 2014, concentrados nas classes A, B e C, com a maior taxa de torcedores com nível superior entre os clubes do Brasil, tendo 22,3% de seus torcedores concluído o ensino superior, concentrados principalmente nas capitais, onde chega a ser a oitava maior torcida brasileira, com 4,2% do total das populações dessas somadas.
Pesquisas de maiores torcidas de futebol brasileiras divulgadas, com no máximo 1,0% de margem de erro.
| Pos. | Instituto - ano - margem de erro | Torcida (%) | Torcida (numericamente) |
| ---- | -------------------------------- | ----------- | ----------------------- |
| 11º  | Datascript - 2014 - 1,0%         | 1,8%        | 3 649 833               |
| 11º  | Ibope - 2014 - 1,0%              | 1,8%        | 3 649 833               |
| 11º  | Pluri - 2013 - 0,68%             | 1,8%        | 3 649 833               |
| 14º  | Paraná - 2013 - 1,0%             | 1,6%        | 3 244 296               |

### Por regiões

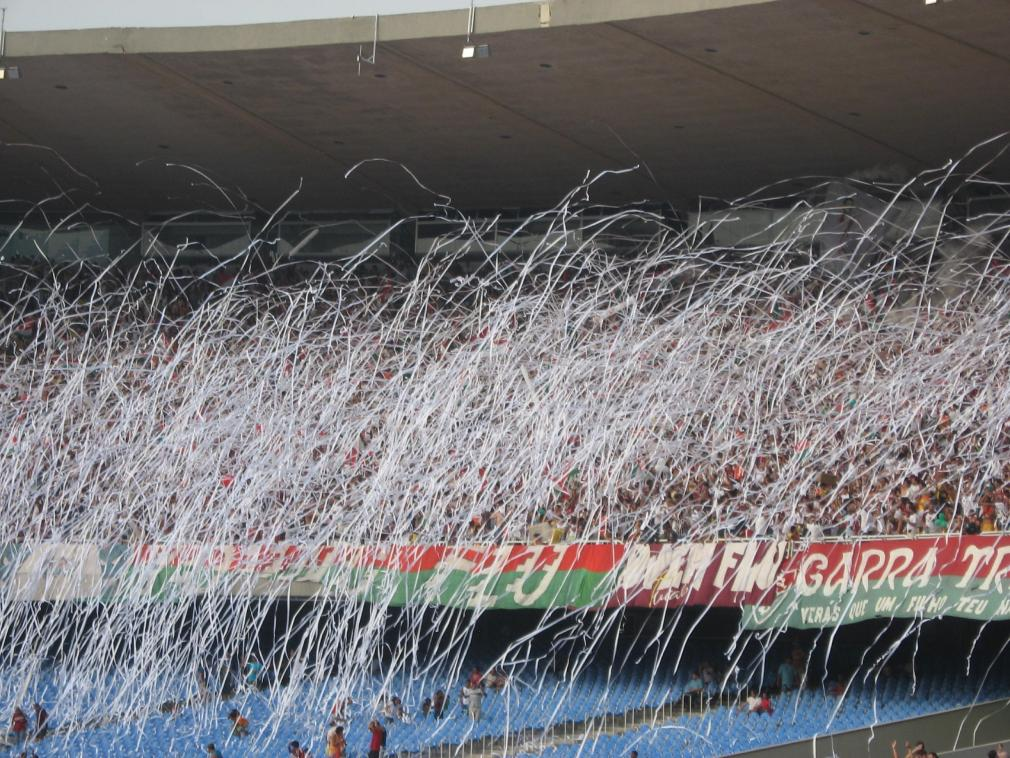
Torcida Tricolor contra o em 2007

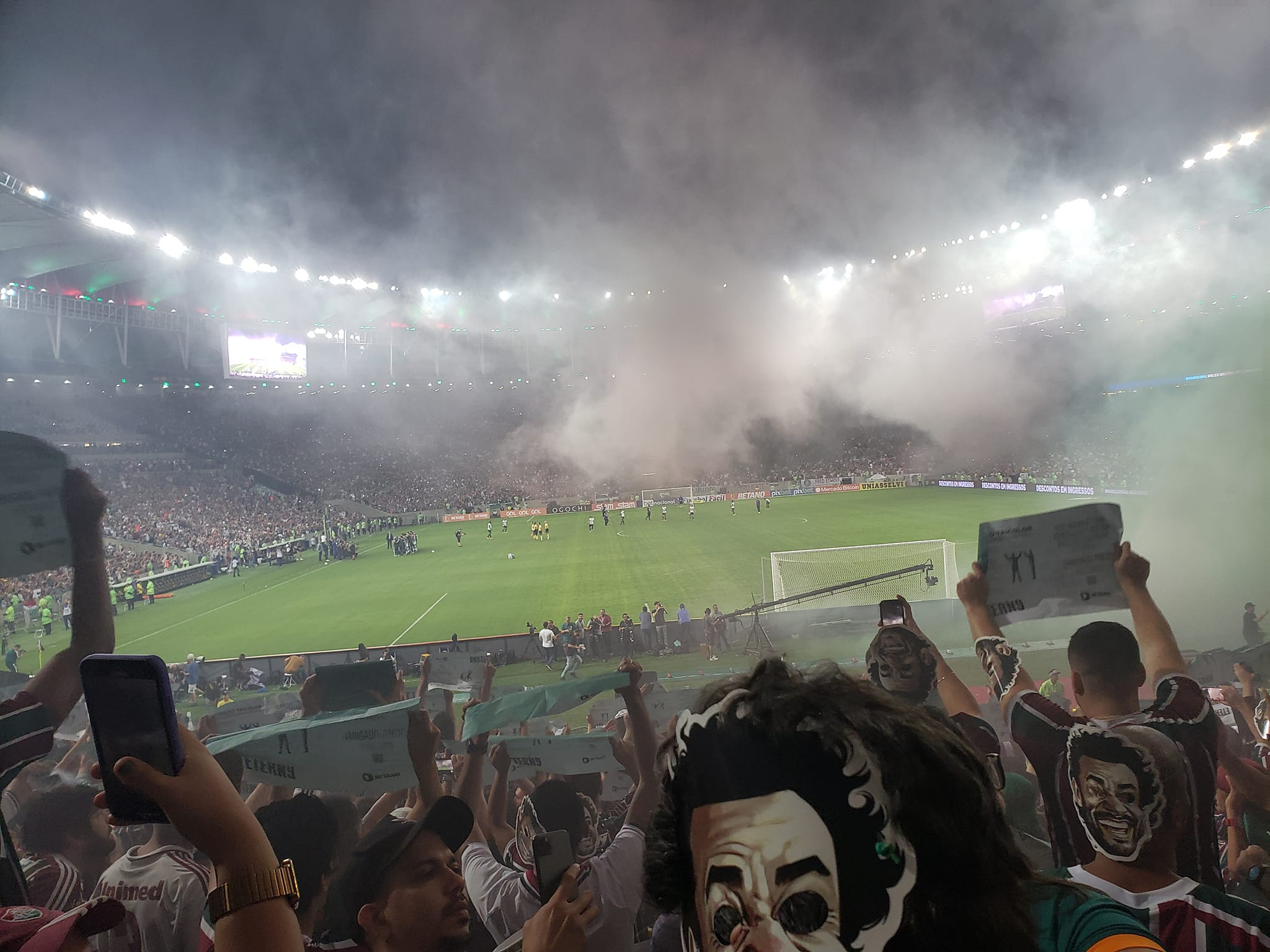
Torcida Tricolor contra o em 2022.

Como tem torcedores nos outros estados da Região Sudeste, mais concentrados no Estado do Espírito Santo e na Zona da Mata Mineira, limítrofes ao Estado do Rio de Janeiro, o Fluminense totaliza 2,4% dos torcedores da região mais rica do país, podendo pela margem de erro da pesquisa da Pluri (0,68%) chegar a 3,08% (2 621 156 torcedores em 2014), tendo pelo menos 1% dos torcedores em todas as regiões do Brasil.
| Região              | Torcida (%) |
| ------------------- | ----------- |
| Região Sudeste      | 2,4%        |
| Região Norte        | 1,9%        |
| Região Nordeste     | 1,6%        |
| Região Centro Oeste | 1,6%        |
| Região Sul          | 1,0%        |

### Nas redes sociais
Atualizado em 5 de agosto de 2025.

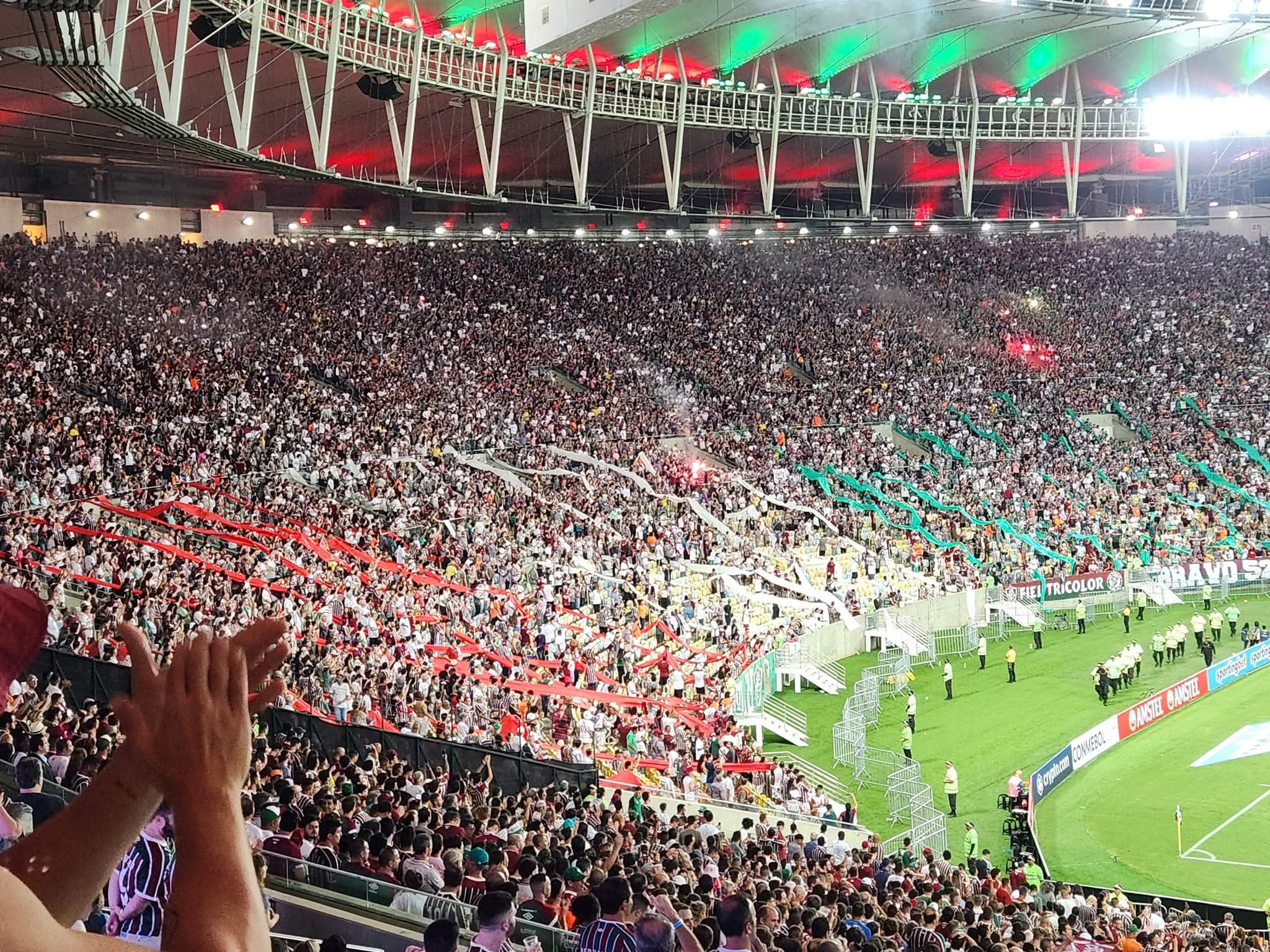
Torcida Tricolor contra o River Plate pela Copa Libertadores da América de 2023

O Fluminense é o 10º colocado entre os clubes brasileiros com mais seguidores no somatório das principais redes sociais

| Rede social | Seguidores |
| ----------- | ---------- |
| Facebook    | 2 100 000  |
| Twitter     | 1 595 688  |
| Instagram   | 2 770 686  |
| Youtube     | 889 000    |
| TikTok      | 2 700 000  |
| Combinado   | 10 055 374 |

### Sócios torcedores

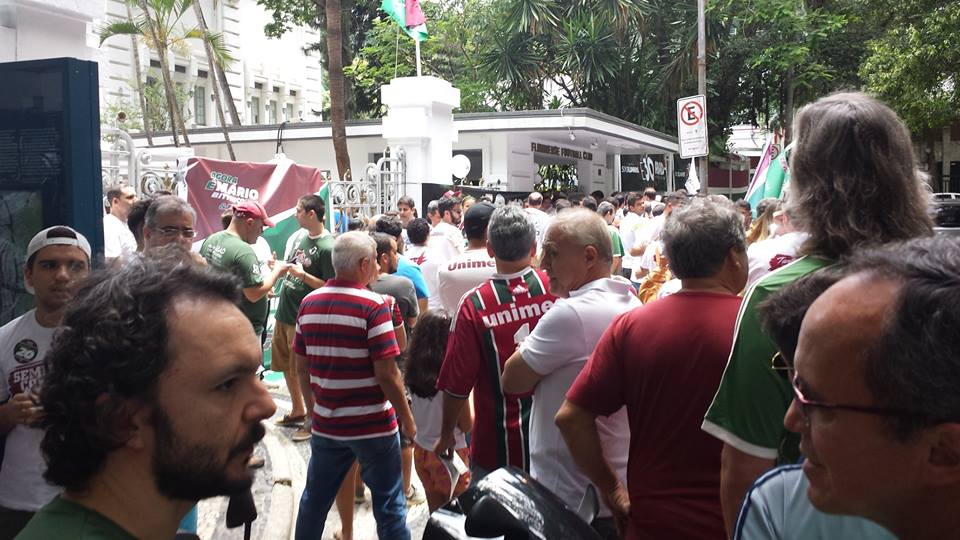
Fila para eleição do presidente em 2016

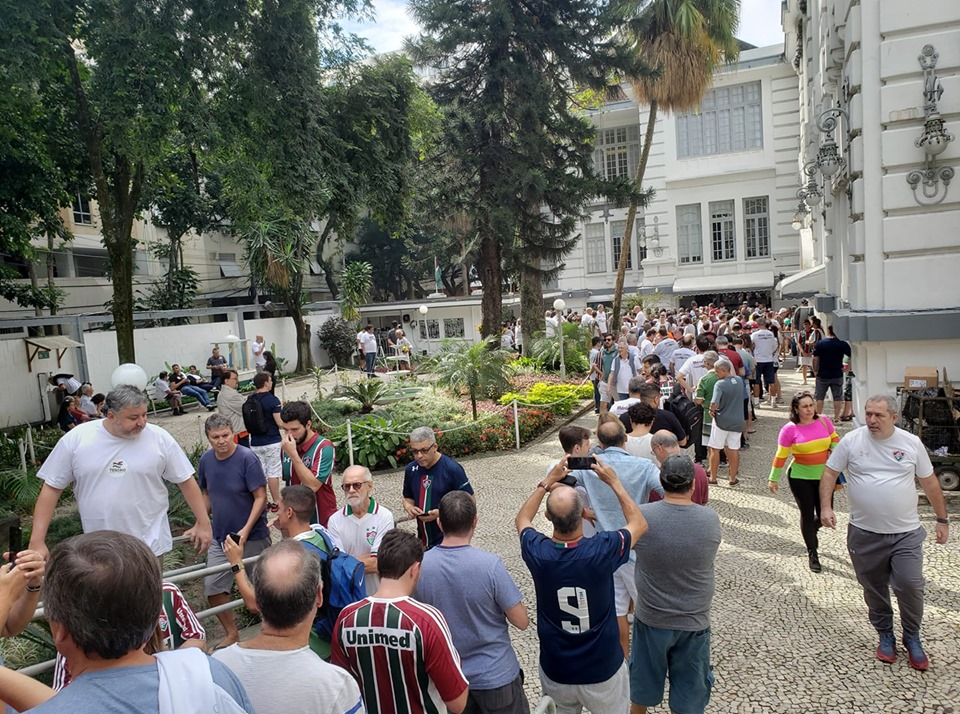
Fila para eleição do presidente em 2019

O Fluminense era o 8º colocado entre os clubes brasileiros com mais sócios torcedores em 2019, não estando incluído no resultado as suas outras categorias de associação, tendo o clube importantes atividades sociais, culturais e de prática de outros esportes em sua grade de atuação.
Em 31 de julho de 2020, ao atingir o número de 35.000 sócios torcedores adimplentes, o Fluminense divulgou listas da distribuição de seus sócios torcedores por estado da federação e dos municípios com mais associados, tendo sócios em todos os estados do Brasil. Além do Rio de Janeiro (26.037), os estados com maior número de sócios foram o Espírito Santo (1.403), Distrito Federal (1.276), São Paulo (976), Santa Catarina (681), Bahia (449), Maranhão (353) e Amazonas (254).
Horas depois o clube divulgou as dez cidades com mais sócios torcedores, com os números atualizados, quatro delas fora do Estado do Rio de Janeiro, sendo elas Rio de Janeiro (15.901), Niterói (2.281), Brasília (DF) (1.284), São Gonçalo (1.012), Nova Iguaçu (685), Duque de Caxias (637), São Paulo (SP) (602), Petrópolis (517), Vitória (ES) (470) e Juiz de Fora (MG) (395).

### Público nos estádios

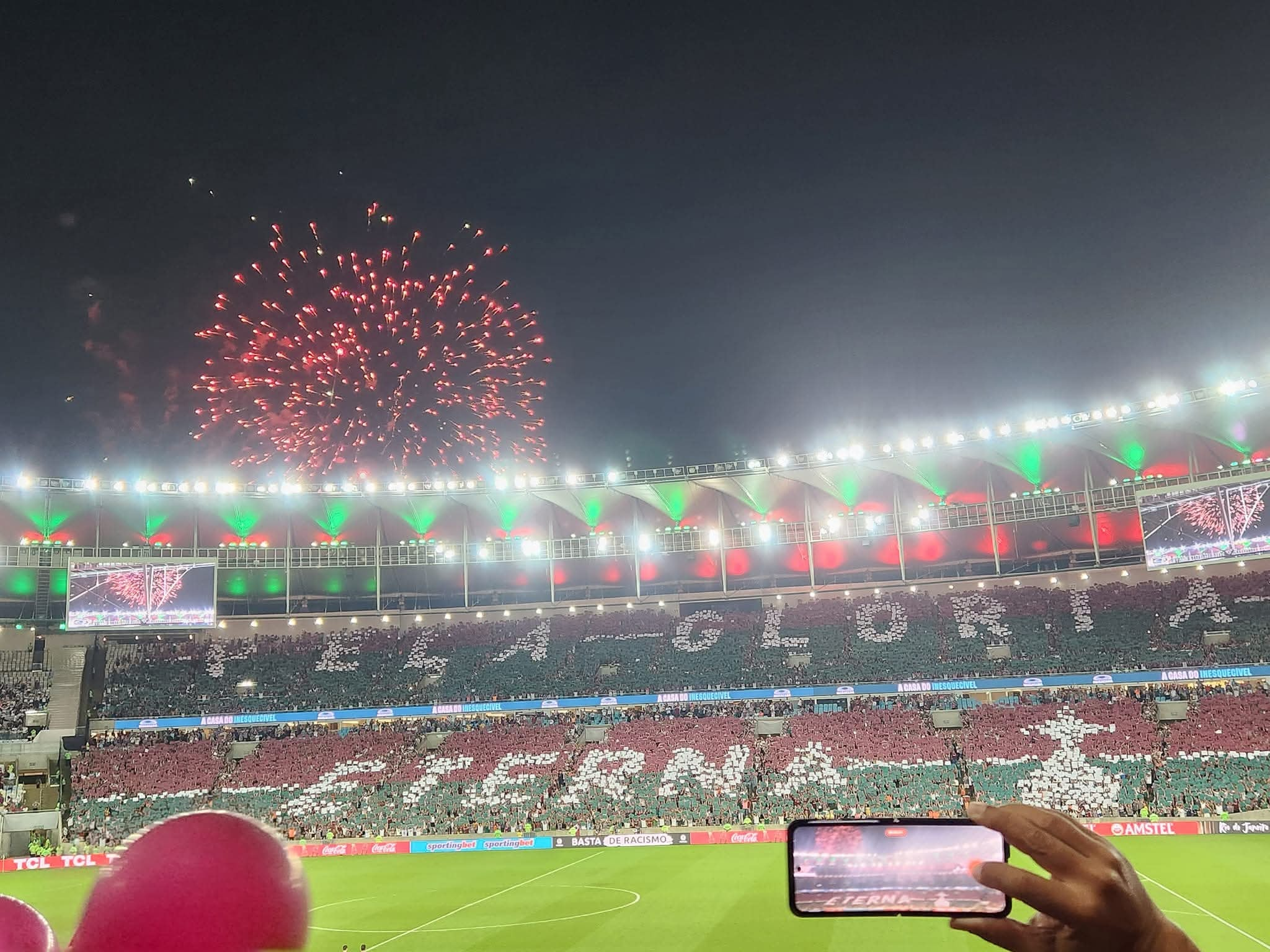
Torcida Tricolor contra o pela Copa Libertadores da América de 2023

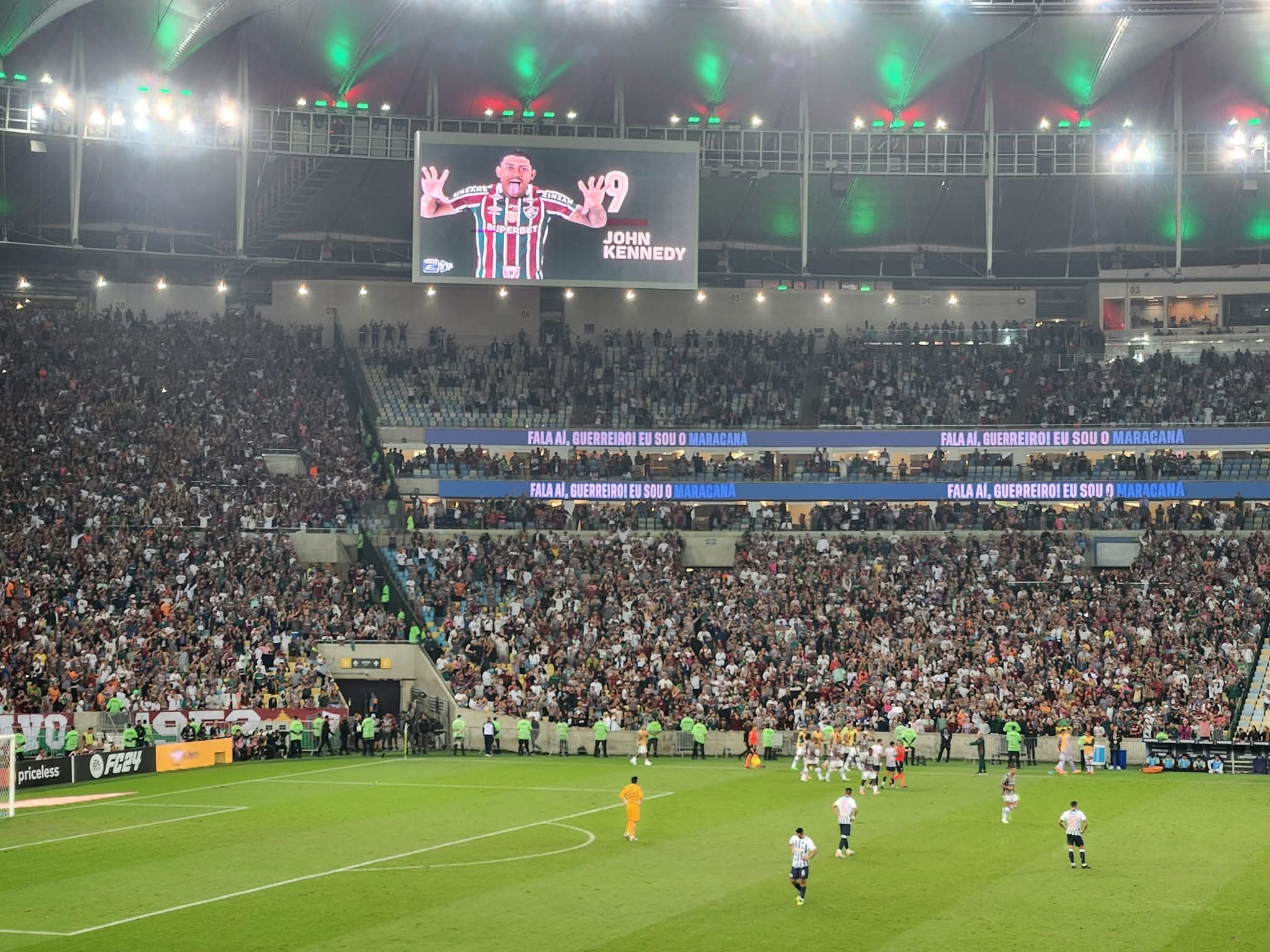
Torcida Tricolor contra o pela Copa Libertadores da América de 2024

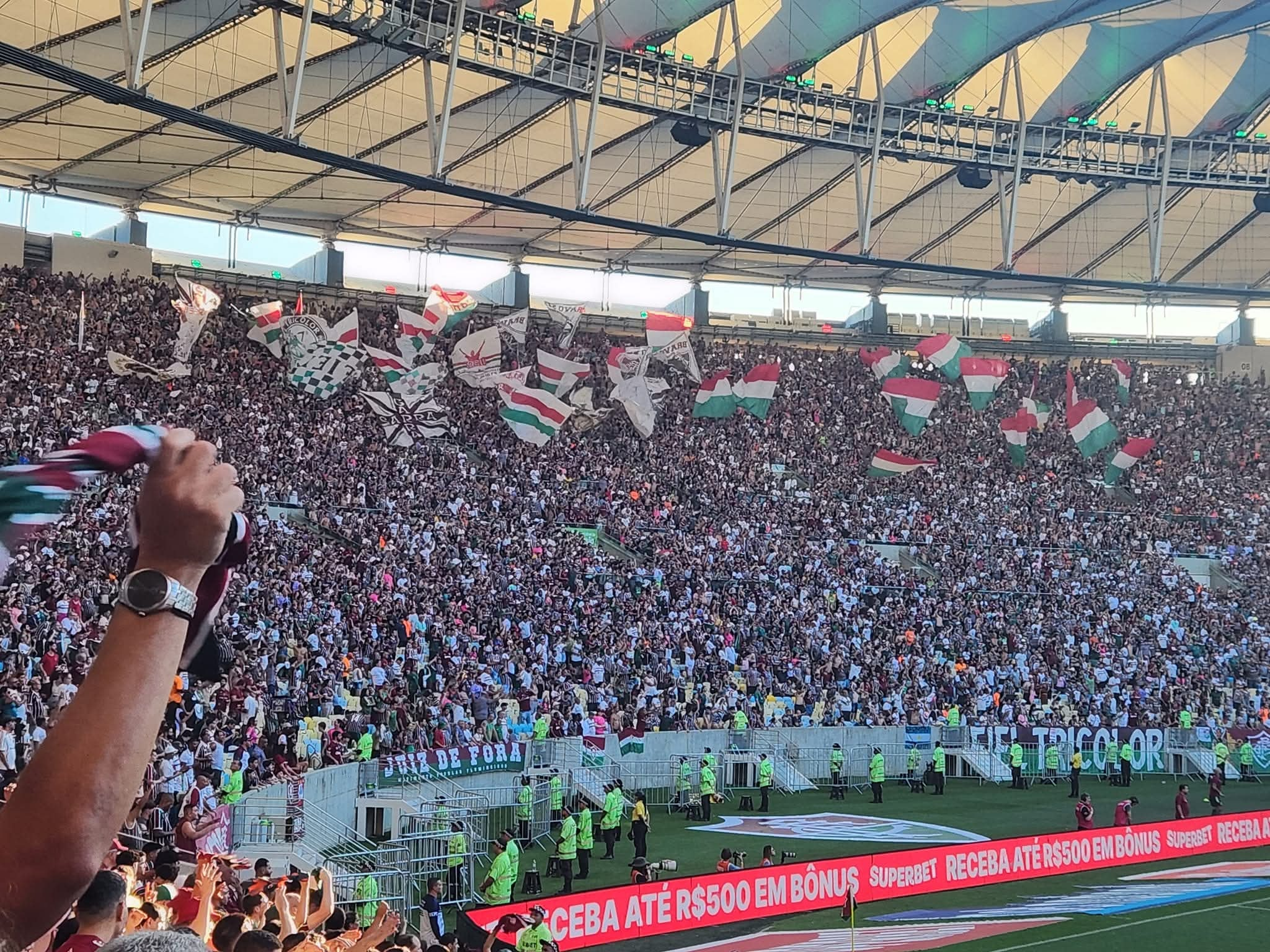
Torcida Tricolor contra o Bahia pelo Campeonato Brasileiro de 2024

Por três vezes o Fluminense foi o clube que mais levou público aos estádios no Campeonato Brasileiro, em 1970, 2000 e 2002, sendo um dos únicos dez clubes a ser listado como campeão de público na história dessa competição, um dos seis por pelo menos três vezes.
Em 1970, levou 40.990 torcedores em média com o mando de campo, a sua segunda melhor, e antes do fechamento total ou parcial dos estádios brasileiros para o público após a Pandemia de COVID-19 a sua média foi de 20.209 pagantes no Campeonato Brasileiro de 2019.
Levantamento feito em 2020 identificou o Fluminense como o 11º clube em média de público pagante considerados todos os campeonatos nacionais desde 1967 e também a Copa do Brasil, lembrando que a presença de público não pagante no Maracanã é considerável, dadas as questões históricas de gratuidades por força da lei e também não é mensurada nesse levantamento.
Considerando a presença de público pagante em campeonatos e copas nacionais e internacionais entre 2009 (segundo semestre) e 2018 (primeiro semestre), o Fluminense foi então o 86º colocado no mundo, 21º do continente americano, 9º entre os clubes brasileiros, 2º entre os clubes cariocas, e 8º brasileiro nas competições internacionais nesse período, segundo levantamento da Pluri Consultoria, lembrando que o Maracanã andou fechado para obras visando a realização da Copa do Mundo e dos Jogos Olímpicos em boa parte desse período.
Levantamento do site Verminosos por Futebol entre 1959 e 2025 sobre média de público em competições nacionais apontou o Fluminense em 10º colocado entre os clubes brasileiros com 17.800 pagantes por jogo, o 2º do Rio de Janeiro, números que englobam todos os campeonatos e copas nacionais disputados por cada clube, número que seria maior caso incluísse as gratuidades obrigatórias por lei no Maracana.
No Ranking de público da Copa Libertadores da América entre clubes de todo o continente o Fluminense é o 10º colocado até  2025 com 34.407 torcedores por partida, o 4º entre os brasileiros e o 2º entre os clubes do Estádio do Rio de Janeiro, igualmente considerando apenas os pagantes.

### Maiores públicos exceto estaduais

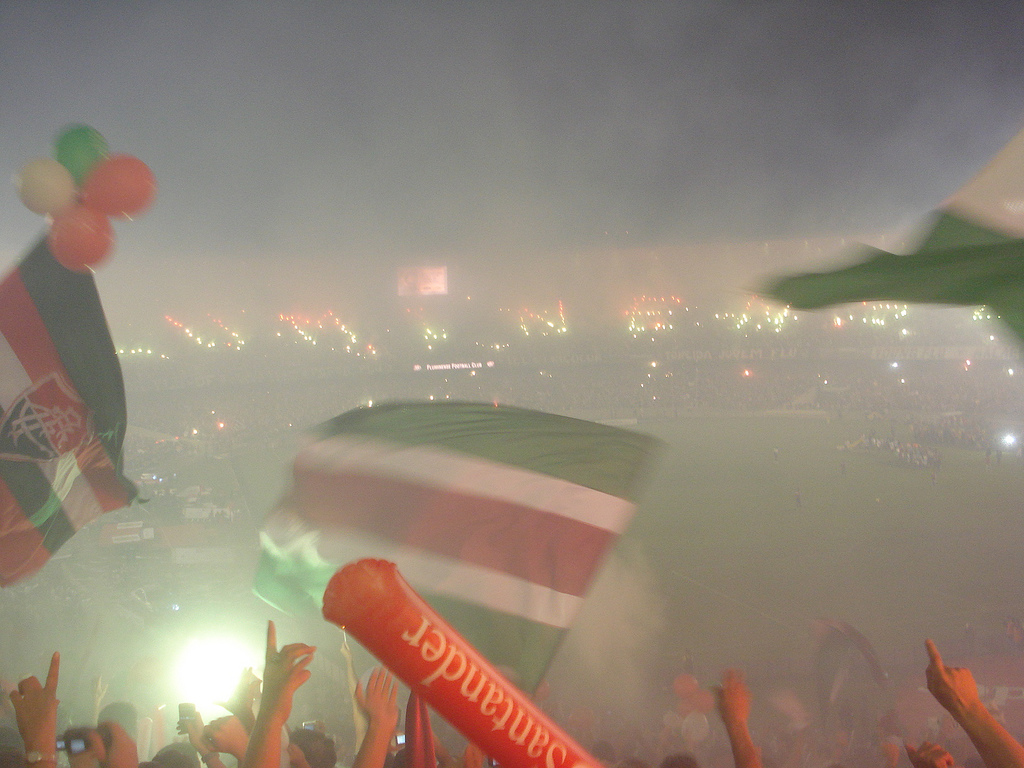
Torcida Tricolor na final da Copa Libertadores de 2008

Aonde não constam relacionados os públicos presentes e pagantes, a referência é apenas aos pagantes, acima de 80 000 presentes, todas as partidas disputadas no Maracanã.
1. Fluminense 1–1 Corinthians, 146 043, Campeonato Brasileiro, 5 de dezembro de 1976.[nota 1]
2. Fluminense 1–1 Atlético Mineiro, 132 000, T. R. G. Pedrosa, 20 de dezembro de 1970 (112.403 pagantes).[nota 2]
3. Fluminense 0–0 Corinthians, 118 370, Campeonato Brasileiro, 20 de maio de 1984, Maracanã.[nota 3]
4. Fluminense 3–0 Porto, 101 745, amistoso, 17 de junho de 1956 (94 616 pagantes).
5. Fluminense 0–2 Internacional, 97 908, Campeonato Brasileiro, 7 de dezembro de 1975.
6. Fluminense 0–0 Santos, 87 872, T. R. G. Pedrosa, 26 de outubro de 1969.
7. Fluminense 1–0 Bayern de Munique, 87 000, amistoso, 10 de junho de 1975 (60 137 pagantes).[nota 4]
8. Fluminense 3–1 LDU Quito, 86 027, Copa Libertadores da América, 2 de julho de 2008 (78 918 pagantes).[nota 5]
9. Fluminense 3–1 Boca Juniors, 84 632, Copa Libertadores, 4 de junho de 2008 (78 856 pagantes).
10. Fluminense 0–1 Bragantino, 80 449, Campeonato Brasileiro, 26 de maio de 1991 (74 781 pagantes).

## Estatísticas

### Campanhas de destaque
| Fluminense Football Club 1906–2025       | Fluminense Football Club 1906–2025                                | Fluminense Football Club 1906–2025 | Fluminense Football Club 1906–2025     | Fluminense Football Club 1906–2025     |
| Torneio                                  | Campeão                                                           | Vice-campeão                       | Terceiro colocado                      | Quarto colocado                        |
| ---------------------------------------- | ----------------------------------------------------------------- | ---------------------------------- | -------------------------------------- | -------------------------------------- |
| Copa do Mundo de Clubes FIFA             | Não possui                                                        | Não possui                         | Não possui                             | 1 (2025)                               |
| Mundial de Clubes da FIFA                | Não possui                                                        | 1 (2023)                           | Não possui                             | Não possui                             |
| Copa Rio (internacional)                 | 1 (1952)                                                          | Não possui                         | Não possui                             | Não possui                             |
| Torneio Octogonal Rivadavia Corrêa Meyer | Não possui                                                        | Não possui                         | Não possui                             | 1 (1953)                               |
| Copa Libertadores da América             | 1 (2023)                                                          | 1 (2008)                           | Não possui                             | Não possui                             |
| Copa Sul-Americana                       | Não possui                                                        | 1 (2009)                           | 1 (2018)                               | Não possui                             |
| Recopa Sul-Americana                     | 1 (2024)                                                          | Não possui                         | Não possui                             | Não possui                             |
| Campeonato Brasileiro                    | 4 (1970, 1984, 2010, 2012)                                        | 1 (1937)                           | 6 (1960, 1975, 1988, 2001, 2011, 2022) | 6 (1966, 1976, 1991, 1995, 2002, 2007) |
| Copa do Brasil                           | 1 (2007)                                                          | 2 (1992, 2005)                     | 3 (2006, 2015, 2022)                   | Não possui                             |
| Campeonato Brasileiro – Série C          | 1 (1999)                                                          | Não possui                         | Não possui                             | Não possui                             |
| Torneio dos Campeões (CBD)               | Não possui                                                        | 1 (1920)                           | Não possui                             | Não possui                             |
| Primeira Liga do Brasil                  | 1 (2016)                                                          | Não possui                         | Não possui                             | Não possui                             |
| Torneio Rio-São Paulo                    | 2 (1957, 1960)(1)                                                 | 1 (1954)                           | 2 (1952, 1963)                         | 1 (2001)                               |
| Campeonato Carioca                       | 33 vezes                                                          | 26 vezes                           | 22 vezes                               | 22 vezes                               |
| Torneio Extra                            | 1 (1941)                                                          | Não possui                         | Não possui                             | Não possui                             |
| Torneio Municipal                        | 2 (1938, 1948)                                                    | 3 (1943, 1945, 1946)               | Não possui                             | 3 (1944, 1947, 1951)                   |
| Torneio Aberto                           | 1 (1935)                                                          | 1 (1936)                           | Não possui                             | Não possui                             |
| Torneio Relâmpago                        | Não possui                                                        | 2 (1943, 1946)                     | Não possui                             | 1 (1945)                               |
| Taça Guanabara (independente)            | 3 (1966, 1969, 1971)                                              | 1 (1970)                           | 2 (1965, 1968)                         | Não possui                             |
| Copa Rio (estadual)                      | 1 (1998)                                                          | 2 (1992, 1994)                     | Não possui                             | Não possui                             |
| Torneio Início                           | 9 (1916, 1924, 1925, 1927, 1940, 1941, 1943, 1954, 1956, 1965)(2) | 4 (1918, 1919, 1931, 1960)         | 6 (1926, 1938, 1942, 1953, 1957, 1963) | 5 (1929, 1947, 1951, 1962, 1977)       |

(1) Em 1940 a competição foi interrompida com Fluminense e Flamengo na liderança, sem que a CBD oficializasse o título, entretanto, os clubes e os jornais da época consideraram o resultado definitivo e declararam Fluminense e Flamengo como os legítimos campeões da competição. O Clube atualmente se considera Campeão da Competição e consta esse título entre suas conquistas.
(2) Em 1927, tendo conquistado o título no campo, o Fluminense pediu a sua anulação em virtude de ter infringido o regulamento, ao incluir em seus quadros, dois substitutos, em ofício enviado à AMEA.

### Participações
Clube isoladamente com mais participações no Campeonato Carioca, o Fluminense é o oitavo clube com mais participações no Campeonato Brasileiro Série A.
|  | Participações em 2025 |

| Competição                    | Temporadas | Melhor campanha            | Estreia | Última  | P | R |
| Campeonato Carioca            | 120        | Campeão (33 vezes)         | 1906    | 2025    |   | – |
| Torneio Extra                 | 4          | Campeão (1941)             | 1934    | 1990    |   |   |
| Torneio Municipal             | 9          | Campeão (1938, 1948)       | 1938    | 1996    |   |   |
| Torneio Aberto                | 3          | Campeão (1935)             | 1935    | 1937(1) |   |   |
| Torneio Relâmpago             | 4          | Vice-campeão (1943 e 1946) | 1943    | 1946    |   |   |
| Taça Guanabara (independente) | 8          | Campeão (1966, 1969, 1971) | 1965    | 1980    |   |   |
| Copa Rio (estadual)           | 6          | Campeão (1998)             | 1991    | 1998    |   |   |
| Torneio Início                | 48         | Campeão (9 vezes)(2)       | 1916    | 1977    |   |   |
| Torneio Rio-São Paulo         | 24         | Campeão (1957, 1960)(3)    | 1933    | 2002    |   |   |
| Primeira Liga                 | 2          | Campeão (2016)             | 2016    | 2017    |   |   |
| Campeonato Brasileiro         | 60         | Campeão (4 vezes)          | 1937    | 2025    |   | 1 |
| Série B                       | 1          | 19º colocado (1998)        | 1998    | 1998    | – | 1 |
| Série C                       | 1          | Campeão (1999)             | 1999    | 1999    | 1 | – |
| Copa do Brasil                | 28         | Campeão (2007)             | 1992    | 2025    |   |   |
| Copa dos Campeões             | 1          | Quartas (2002)             | 2002    | 2002    |   |   |
| Torneio dos Campeões (CBF)    | 1          | Quartas (1982)             | 1982    | 1982    |   |   |
| Torneio dos Campeões (CBD)    | 1          | Vice-campeão (1920)        | 1920    | 1920    |   |   |
| Copa Libertadores da América  | 10         | Campeão (2023)             | 1971    | 2024    |   |   |
| Copa Sul-Americana            | 11         | Vice-campeão (2009)        | 2003    | 2025    |   |   |
| Copa Conmebol                 | 3          | 9º colocado (1992)         | 1992    | 1996    |   |   |
| Recopa Sul-Americana          | 1          | Campeão (2024)             | 2024    | 2024    |   |   |
| Copa Rio (internacional)      | 1          | Campeão (1952)             | 1952    | 1952    |   |   |
| Mundial de Clubes da FIFA     | 1          | Vice-campeão (2023)        | 2023    | 2023    |   |   |

(1) Em 1937 a competição foi encerrada antes de seu final por conta da pacificação do futebol carioca, antes dividido em duas ligas.
(2) Em 1927, tendo conquistado o título no campo, o Fluminense pediu a anulação em virtude de ter infringido o regulamento, ao incluir em seus quadros, dois substitutos, em ofício enviado à AMEA.
(3) Em 1940 a competição foi interrompida com Fluminense e Flamengo na liderança, sem que a CBD oficializasse o título.
Observação: O Fluminense disputou ainda uma outra competição estadual oficial, o Torneio Preparatório, que teve apenas uma inconclusa edição, em 1932, com o clube vindo a terminar em primeiro lugar de seu grupo.

### Principais rankings históricos
Com uma pontuação próxima as do nono e do décimo-primeiro colocado na maioria dos principais rankings históricos de clubes brasileiros, esses três bem afastados da décima-segunda colocação, o Fluminense ocupa na maioria a décima colocação no geral, em um país onde 520 clubes já disputaram alguma divisão do Campeonato Brasileiro até 2021, a oitava colocação no século XXI.
| Ranking | Posição | Pontos |
| --- | ------- | ------ |
| Ranking Histórico de clubes brasileiros da revista Placar - 2024                                              | 10º     | 308    |
| Ranking Histórico de clubes brasileiros do jornal Folha de S.Paulo - 2024                                     | 10º     | 755    |
| Ranking Histórico de clubes brasileiros do site Campeões do Futebol - 2024                                    | 10º     | 504    |
| Ranking Histórico de clubes brasileiros na Copa Sul-Americana do site Transfermarkt - 2024                    | 3º      | 115    |
| Ranking Histórico de pontuação do Campeonato Brasileiro de pontos corridos do site Campeões do Futebol - 2024 | 7º      | 1230   |
| Ranking Histórico de pontuação de clubes brasileiros da Copa Libertadores do site Futdados - 2024             | 10º     | 162    |

### Retrospecto em competições nacionais

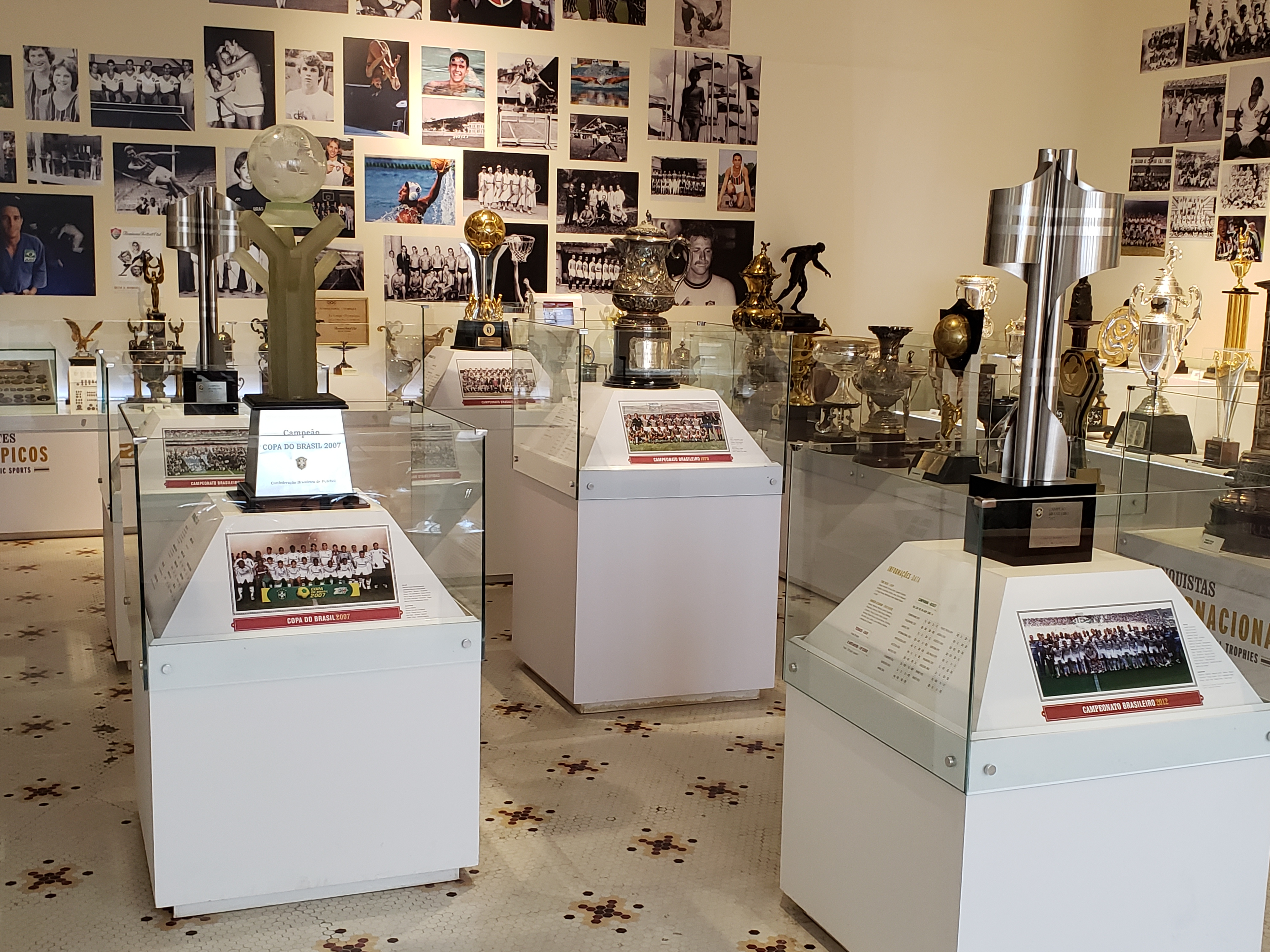
Troféus dos 4 campeonatos brasileiros (1970-1984-2010-2012) e da Copa do Brasil de 2007

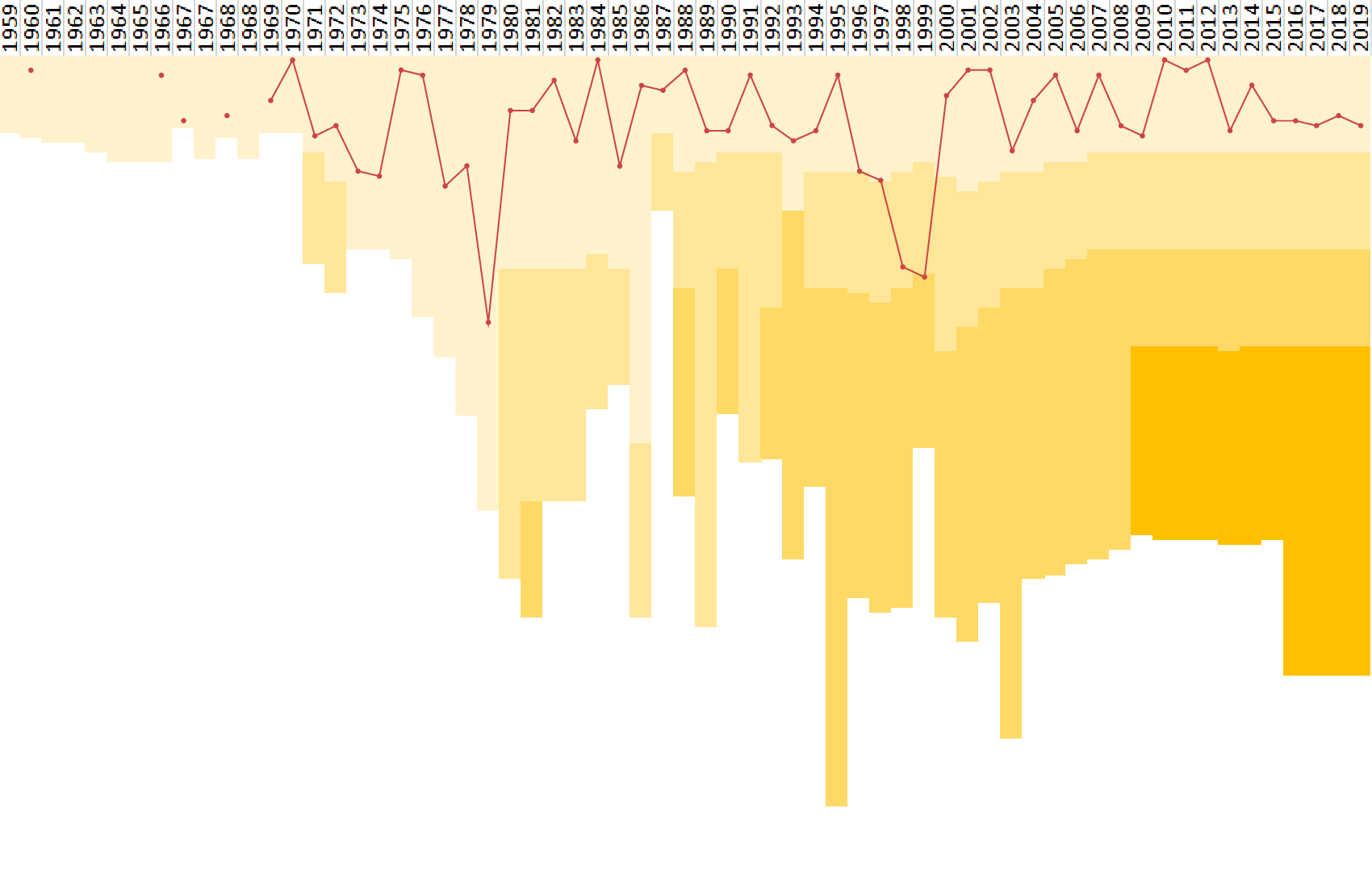
Histórico de campanhas no Campeonato Brasileiro (1960-2019). O tom mais claro indica participações na divisão de elite a cada ano (atual Série A), e assim sucessivamente, com os outros tons representando as atuais séries B, C e D

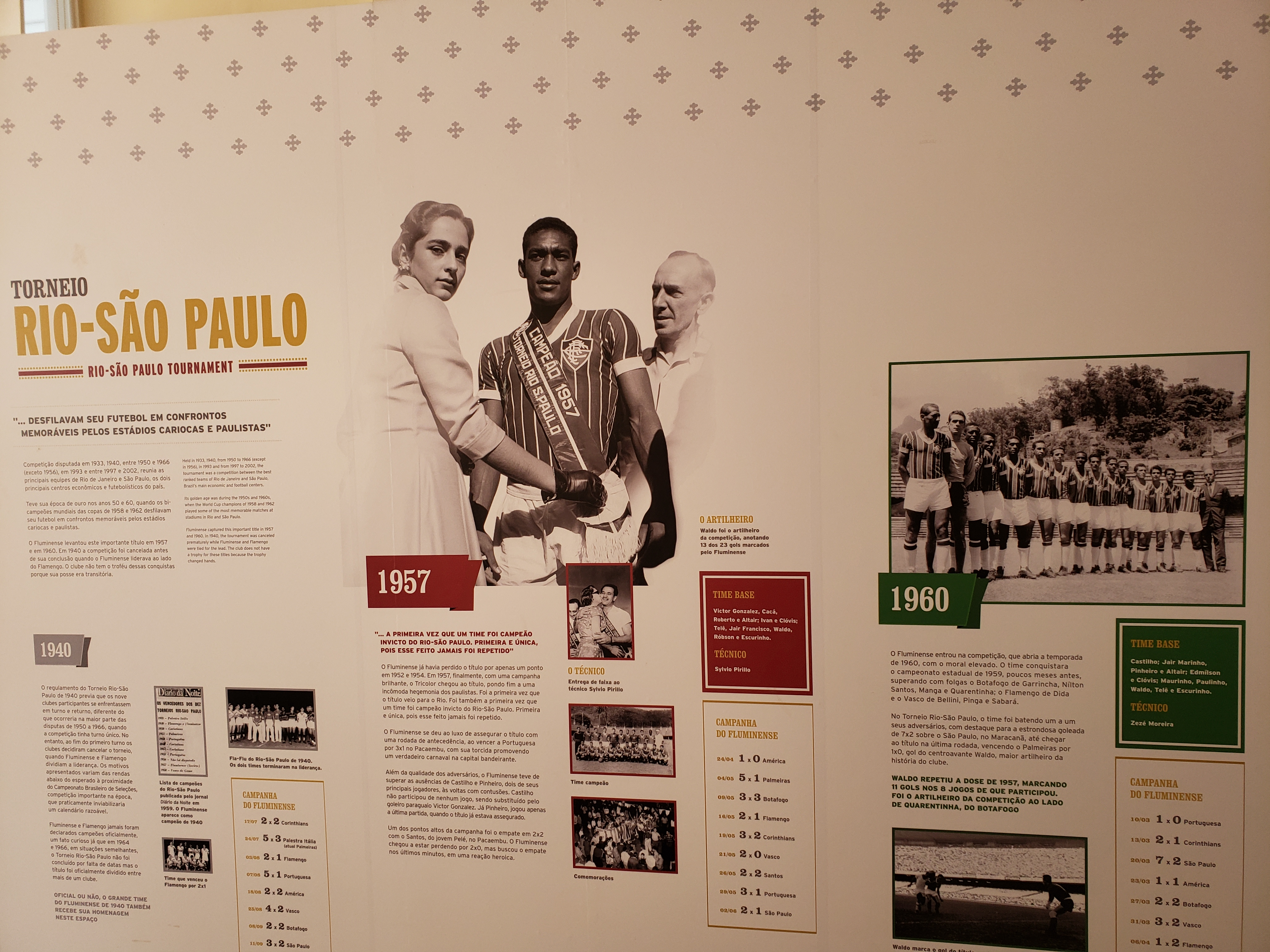
Painel do Torneio Rio-São Paulo na Sala de Troféus do Fluminense

Em 60 participações no Campeonato Brasileiro de Futebol - Série A, principal competição nacional, a primeira em 1937 e até 2025, o Fluminense ostenta quatro títulos de campeão (1970, 1984, 2010, 2012), número de conquistas que apenas oito clubes detém, e com um título (2007) e dois vice-campeonatos na Copa do Brasil (1992, 2005), é um dois sete clubes com melhor performance por esse critério na segunda competição nacional em importância, sendo o clube que mais participou de campeonatos estaduais no Brasil.
O Fluminense é o nono clube com mais partidas realizadas e o décimo com mais pontos conquistados e vitórias na História do Campeonato Brasileiro.
As suas conquistas no Torneio Rio-São Paulo, em 1957, invicto, e em 1960, com apenas uma derrota, foram em sua fase histórica, no campeonato cujo crescimento redundaria depois nos campeonatos nacionais que se seguiram. A Primeira Liga, competição oficial independente, foi organizada pelos clubes afiliados e sua oficialização era prevista na legislação brasileira.
Primeiro campeão carioca (1906), primeiro campeão carioca de competição intercontinental (1952), primeiro campeão carioca do Torneio Rio-São Paulo (1957) e primeiro campeão carioca brasileiro, pois a competição de 1970 já era equiparada ao Campeonato Brasileiro pela CBD em sua época e assim foi comemorado, diferentemente da Taça Brasil, também foi o primeiro clube carioca campeão da Primeira Liga (2016).
| Fluminense Football Club 1906-2020 |                       |            |         |       |       |       |     |       |       |       |       |
| Competição                         | Competição            | Temporadas | Títulos | Pts   | J     | V     | E   | D     | GP    | GC    | SG    |
| Brasil                             | Campeonato Brasileiro | 54         | 4       | 1.866 | 1.434 | 553   | 398 | 483   | 1.902 | 1.726 | 176   |
| Brasil                             | Série B               | 1          | —       | 11    | 10    | 2     | 5   | 3     | 12    | 12    | 0     |
| Brasil                             | Série C               | 1          | 1       | 48    | 22    | 15    | 3   | 4     | 38    | 20    | 18    |
| Brasil                             | Copa do Brasil        | 25         | 1       | 275   | 153   | 79    | 39  | 35    | 276   | 168   | 108   |
| Brasil                             | Primeira Liga         | 2          | 1       | 14    | 9     | 4     | 2   | 3     | 13    | 12    | 1     |
| Brasil                             | Torneio Rio-São Paulo | 24         | 3       | 283   | 213   | 79    | 46  | 88    | 374   | 374   | 0     |
| Brasil                             | Campeonato Carioca    | 117        | 33      | 4.328 | 2.250 | 1.322 | 454 | 474   | 4.869 | 2.560 | 2.309 |
| Brasil                             | Totais                | 224        | 42      | 6.825 | 4.091 | 2.054 | 947 | 1.090 | 7.484 | 4.872 | 2.612 |

### Retrospecto em competições continentais

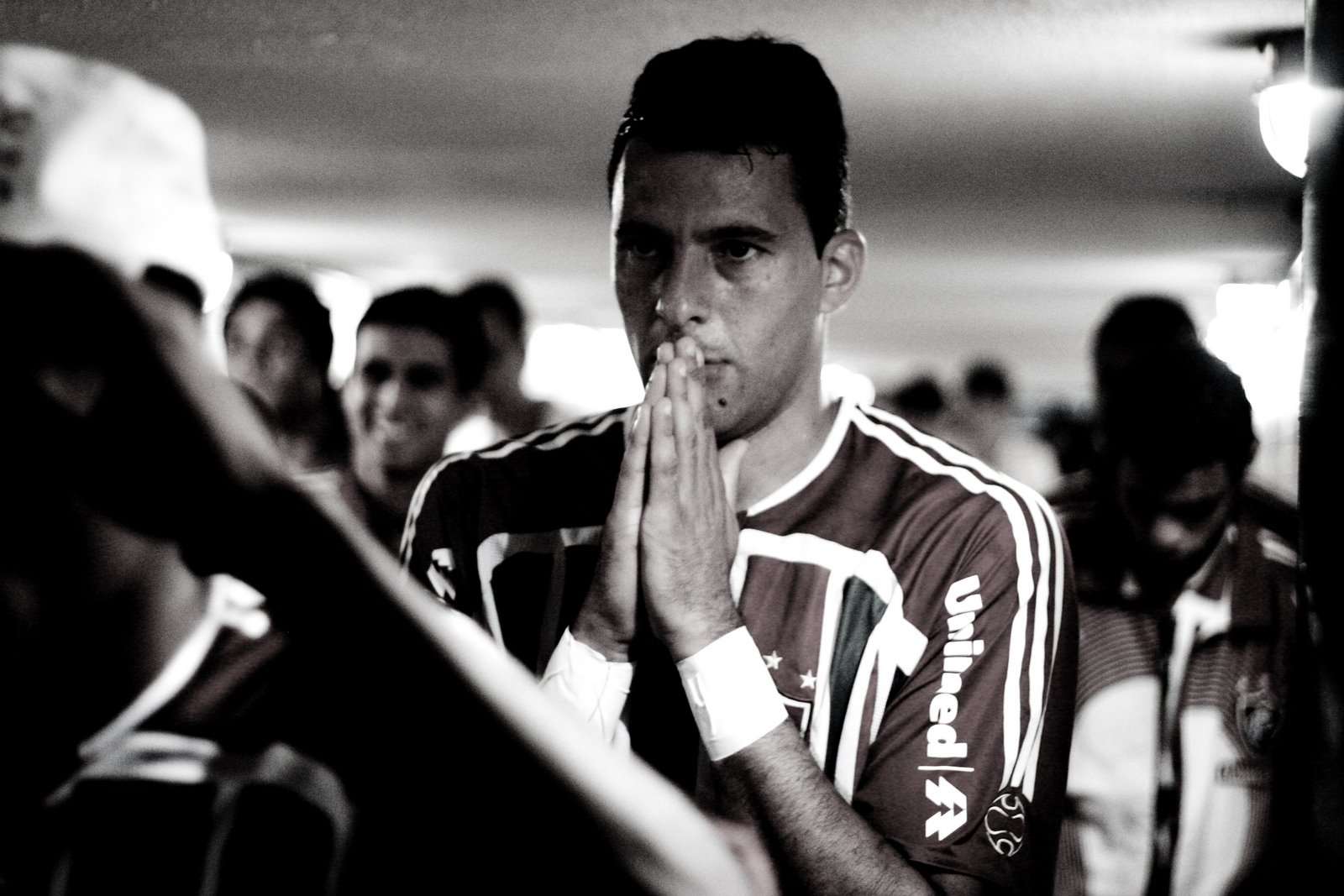
Washington se preparando para a final da Copa Libertadores 2008

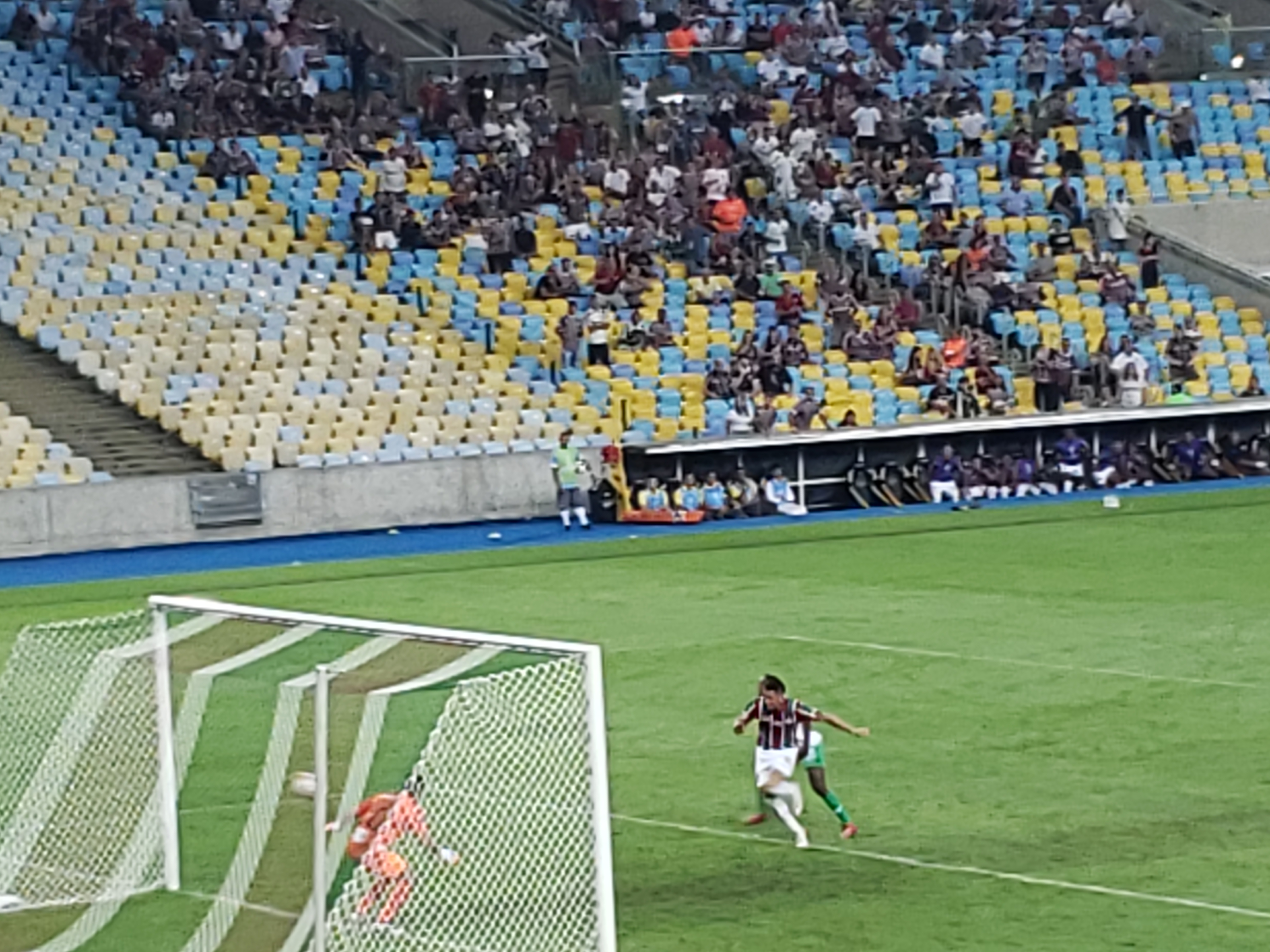
Fluminense 4 a 1 pela Copa Sul-Americana de 2019

Em 25 competições oficiais da Conmebol disputadas até o ano de 2025, o Fluminense figurou 13 vezes entre os 7 primeiros colocados, ostentando como melhores resultados as conquistas da Copa Libertadores da América de 2023 e a da Recopa Sul-Americana de 2024, além de dois vice-campeonatos: na Copa Libertadores da América de 2008 e na Copa Sul-Americana de 2009. Na Copa Sul-Americana, também teve como destaques um terceiro lugar (2018), seis quartas de finais (2005, 2012, 2013, 2017, 2019 e 2021), além de um sétimo lugar na Libertadores antes do formato atual (1971), já tendo jogado partidas contra clubes de todos os países da América do Sul e também do México, nessas disputas.
Tendo terminado em dezessete ocasiões entre os quatro primeiros colocados do Campeonato Brasileiro, nem sempre esse foi um dos critérios de classificação para a mais importante competição da América do Sul, critério este que a partir da Copa Libertadores da América de 2017 passou a abranger os seis primeiros colocados. No ano de 2007 o Fluminense conseguiu classificação para a edição do ano seguinte por dois critérios diferentes: foi campeão da Copa do Brasil e quarto colocado no Campeonato Brasileiro.
A Conmebol divulgou em 21 de dezembro de 2016 a atualização de seu ranking de clubes sul americanos, e até então o Fluminense ostentava a vigésima sexta colocação no ranking geral, a nona entre os clubes brasileiros e a primeira entre os clubes cariocas. Em 2 de fevereiro de 2021 a Conmebol divulgou o ranking de 2021 e o Fluminense apareceu como o trigésimo nono lugar, o décimo primeiro brasileiro e o segundo carioca, no ranking que cobre os últimos dez anos de atuações em competições sul-americanas. Na Copa Libertadores da América, a principal competição do continente, o Fluminense é o segundo clube carioca com mais pontos ganhos e vitórias conquistadas, e na Copa Sul-Americana, o segundo clube brasileiro, em pontos e vitórias, atrás somente do São Paulo.
|                      | Fluminense Football Club 1971-2024 |            |     |     |    |    |    |     |     |    |    |
|                      | Competição                         | Temporadas | MC  | Pts | J  | V  | E  | D   | GP  | GC | SG |
|                      | Copa Libertadores                  | 10         | 1º  | 145 | 81 | 42 | 19 | 20  | 124 | 81 | 43 |
| Copa Sul-Americana   | 10                                 | 2º         | 102 | 60  | 28 | 18 | 14 | 88  | 55  | 33 |    |
| Recopa Sul-Americana | 1                                  | 1º         | 3   | 2   | 1  | -  | 1  | 2   | 1   | 1  |    |
| Copa Conmebol        | 3                                  | 9º         | 7   | 6   | 2  | 1  | 3  | 8   | 13  | -5 |    |
| Totais               | 24                                 | 1º         | 257 | 149 | 73 | 38 | 38 | 222 | 150 | 72 |    |

 MC Melhor colocação, Pts Pontos obtidos, NA Não aplicável, J Jogos, V Vitórias, E Empates, D Derrotas, GP Gols pró, Gc Gols contra e SG Saldo de Gols.
- Nota 1: Atualizado pela última vez em 1 de março de 2024.
- Nota 2: Contabilizado como vitória o empate por 3 a 3 contra o Vasco da Gama, por conta da situação irregular do atleta vascaíno Gersinho, decisão promulgada pela Conmebol em 31 de agosto de 1985, com o placar não tendo sofrido alteração.[223][224]

### Maiores goleadas em jogos oficiais

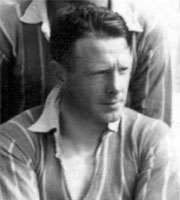
Welfare, seis gols contra o em 1917

| Col. | Data                   | Adversário          | Placar | Campeonato                 |
| ---- | ---------------------- | ------------------- | ------ | -------------------------- |
| 1º   | 9 de setembro de 1906  | Football & Athletic | 11–0   | Campeonato Carioca de 1906 |
| 1º   | 5 de julho de 1908     | Riachuelo           | 11–0   | Campeonato Carioca de 1908 |
| 3º   | 21 de junho de 1936    | Serrano             | 12–2   | Torneio Aberto de 1936     |
| 4º   | 9 de dezembro de 1917  | Bangu               | 11–1   | Campeonato Carioca de 1917 |
| 4º   | 3 de abril de 1936     | Leopoldina Railway  | 11–1   | Torneio Aberto de 1936     |
| 4º   | 21 de setembro de 1946 | Bangu               | 11–1   | Campeonato Carioca de 1946 |
| 4º   | 23 de maio de 1937     | Oceano              | 11–1   | Torneio Aberto de 1937     |
| 8º   | 13 de junho de 1909    | Haddock Lobo        | 10–0   | Campeonato Carioca de 1909 |
| 8º   | 27 de setembro de 1936 | Portuguesa-RJ       | 10–0   | Campeonato Carioca de 1936 |
| 10º  | 26 de maio de 2022     | Oriente Petrolero   | 10–1   | Copa Sul-Americana de 2022 |
| 11º  | 23 de maio de 1909     | Bangu               | 9–0    | Campeonato Carioca de 1909 |
| 11º  | 29 de setembro de 1935 | Modesto             | 9–0    | Campeonato Carioca de 1935 |
| 11º  | 20 de julho de 1941    | São Cristóvão       | 9–0    | Campeonato Carioca de 1941 |
| 11º  | 24 de abril de 1976    | Goytacaz            | 9–0    | Campeonato Carioca de 1976 |

### Recordes de jogadores e técnicos
Jogadores com mais partidas
Artilheiros
Atualizado até 2 de julho de 2022.
Técnicos com o maior número de partidas

Atualizado até 5 de janeiro de 2023.

### Elenco atual
Última atualização: 14 de julho de 2025.

### Treinadores

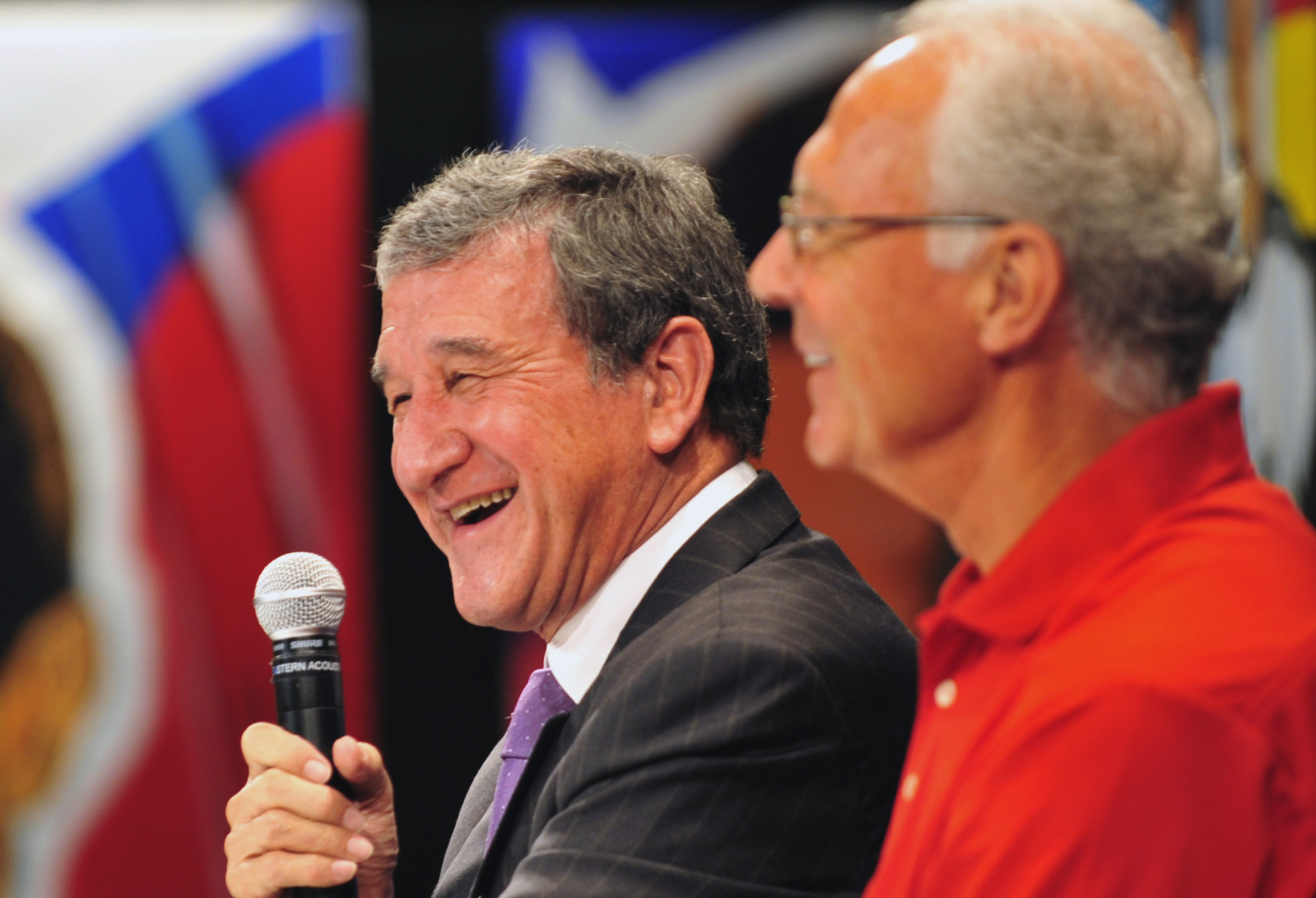
Carlos Alberto Parreira com Franz Beckenbauer

O Fluminense é o clube que mais cedeu técnicos e comissões técnicas a Seleção Brasileira. Nomes de destaque na carreira como Abel Braga, Carlos Alberto Parreira, Carbone, Charlie Williams, Didi, Gentil Cardoso, Mário Travaglini, Muricy Ramalho, Nelsinho Rosa, Ondino Viera, Paulo Amaral, Renato Gaúcho, Sylvio Pirillo, Telê Santana, Zagallo e Zezé Moreira tem ligação histórica relevante com o clube.
Em abril de 2020 o site Globoesporte.com realizou uma votação online para escolher o melhor técnico da História do Fluminense oferecendo seis opções, e o resultado foi o seguinte:

### Capitães
Abaixo está a lista de capitães do Fluminense Football Club desde 1992.
| País      | Nome           | Período   |
| --------- | -------------- | --------- |
| Brasil    | Ézio           | 1992–1995 |
| Brasil    | Lira           | 1995      |
| Brasil    | Renato Gaúcho  | 1996      |
| Brasil    | Paulo Roberto  | 1997      |
| Brasil    | Nonato         | 1998      |
| Brasil    | Paulo César    | 1999–2000 |
| Brasil    | Fabinho        | 2000      |
| Brasil    | Régis          | 2001      |
| Brasil    | Fabinho        | 2002      |
| Brasil    | Romário        | 2002–2003 |
| Brasil    | Marcão         | 2004–2006 |
| Sérvia    | Dejan Petković | 2006      |
| Brasil    | Carlos Alberto | 2007      |
| Brasil    | Luiz Alberto   | 2008–2009 |
| Brasil    | Fred           | 2009–2016 |
| Argentina | Darío Conca    | 2010–2011 |
| Brasil    | Gum            | 2016–2018 |
| Brasil    | Digão          | 2019      |
| Brasil    | Nino           | 2020      |
| Brasil    | Fred           | 2020–2022 |
| Brasil    | Nino           | 2022–2023 |
| Brasil    | Felipe Melo    | 2024      |
| Brasil    | Thiago Silva   | 2024–     |

### Estádios com mais jogos (time principal)
Situação até 21 de julho de 2025, acima de 50 jogos.

## Rivalidades

### Maiores confrontos

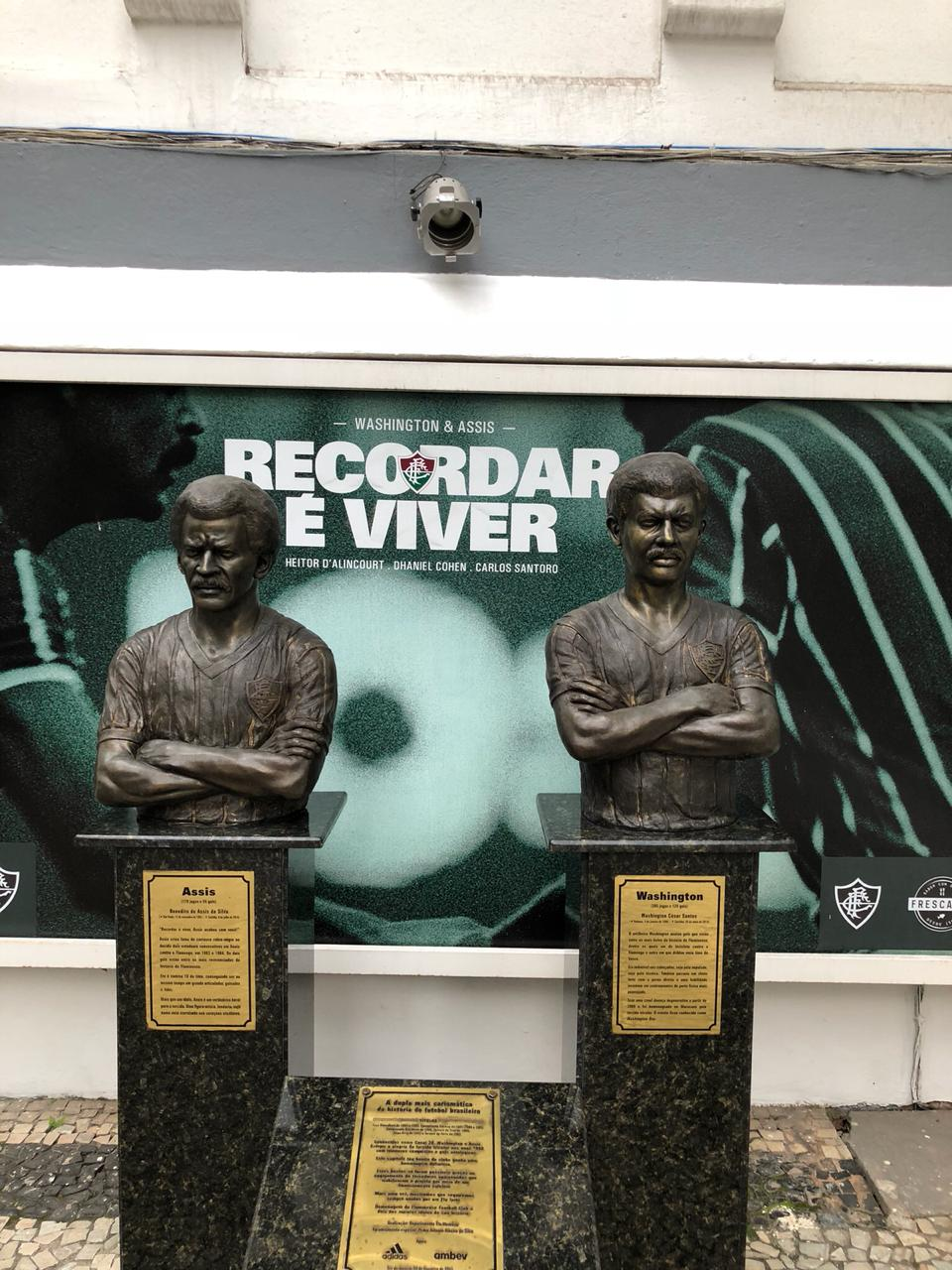
Bustos de Assis e Washington, o "Casal 20", heróis em clássicos

Os maiores clássicos do Fluminense são o Fla-Flu, também conhecido como o Clássico das Multidões, o Clássico dos Gigantes e o Clássico Vovô, nessa ordem, todos eles envolvendo clubes campeões cariocas, brasileiros e da Copa Libertadores da América, embora as partidas disputadas contra o America e contra o Bangu também tenham apelo histórico, assim como os confrontos interestaduais contra os outros grandes clubes do Brasil, notadamente o Clássico Silvio Santos, disputado contra o Corinthians.
Segundo dados do arquivo do site Estatísticas do Fluminense, as médias de públicos pagantes dos principais clássicos do Fluminense disputados no antigo Maracanã (entre 1950 e 2010) foram de 60 107 contra o Flamengo, de 43 735 contra o Vasco, de 34 359 contra o Botafogo, de 30 266 contra o Corinthians, de 25.127 contra o America e de 22 527 contra o Bangu, médias que acrescidas dos não pagantes, poderiam ser cerca de 20% maiores nesse período, dadas as questões das gratuidades então vigentes no Maracanã.
- Fla-Flu ou Clássico das Multidões,[240] disputado contra o Flamengo, clássico que detém o recorde mundial de público confirmado entre clubes, considerado por especialistas em futebol e por grande parte da mídia esportiva como um dos clássicos mais charmosos do mundo.[241][242][243][244][245][246]
- Clássico dos Gigantes, disputado contra o Vasco da Gama, que já decidiu o Campeonato Brasileiro e único clássico carioca a ser disputado pela Copa Libertadores da América.[247]
- Clássico Vovô, disputado contra o Botafogo, o grande clássico de futebol mais antigo do Brasil e o terceiro mais antigo do continente americano.[248]

### Partidas históricas

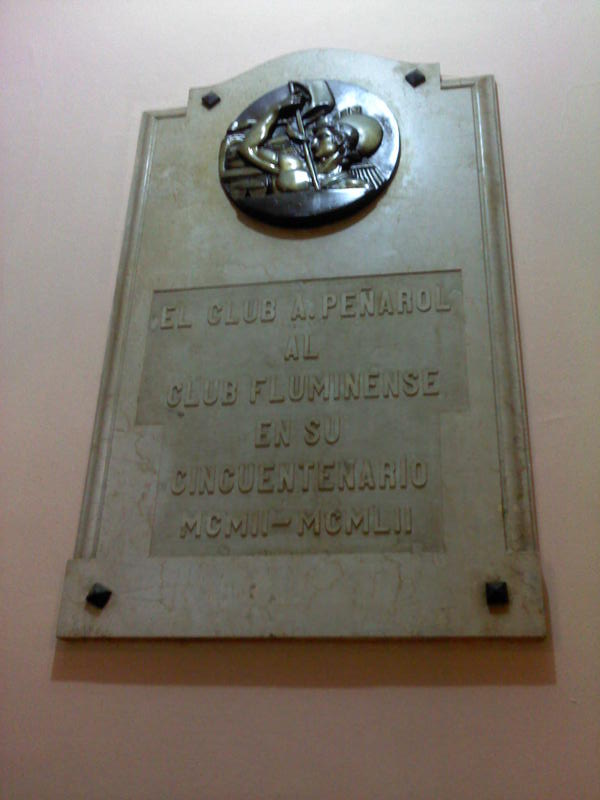
Homenagem do ao cinquentenário do Fluminense

Em 5 de maio de 2020, após alguns dias de votação no site Globoesporte.com, os torcedores do Fluminense escolheram a partida Fluminense 3 a 0 Peñarol, válida pela Copa Rio de 1952, como a partida mais importante de sua História, com 29,02% dos votos. Os gols da partida que marcou a vitoriosa campanha invicta tricolor foram marcados por Marinho, duas vezes, e Orlando, perante mais de 63 000 torcedores. O Peñarol era base da Seleção Uruguaia campeã mundial dois anos antes no mesmo Maracanã contra a Seleção Brasileira, na partida que ficou marcada como "Maracanazzo", o que tornou a vitória tricolor muito emblemática.
O segundo e terceiro jogos mais votados, cuja soma com o primeiro deu 81,38% do total, foram Fluminense 3 a 2 Flamengo, válido pela decisão do Campeonato Carioca de 1995, com 26,82% dos votos, e Fluminense 3 a 1 sobre o São Paulo, pelas quartas de final da Copa Libertadores da América de 2008, com 25,54%. Os outros seis jogos foram Corinthians 0 a 2 Fluminense, pelas semifinais do Campeonato Brasileiro de 1984 com 3,59%, Palmeiras 2 a 3 Fluminense, jogo que decidiu o Campeonato Brasileiro de 2012 com 3,02%, Fluminense 1 a 0 Guarani, jogo que decidiu o Campeonato Brasileiro de 2010 com 2,91%, Coritiba 1 a 1 Fluminense, partida em 2009 que confirmou uma das maiores reações para fugir do descenso para a Série B com 2,88%, Fluminense 1 a 0 Flamengo, decisão do Campeonato Carioca de 1983 com 1,99%, Fluminense 1 a 1 Atlético Mineiro, jogo que decidiu o Campeonato Brasileiro de 1970 com 0,99% e Figueirense 0 a 1 Fluminense, decisão da Copa do Brasil de 2007 com 0,45%, com outros jogos citados somando 2,79%.
Em 9 de maio de 2020, com 24,14% dos votos, Fluminense 3 a 0 Peñarol foi escolhida a segunda maior partida da história dos clubes brasileiros.
Já no dia 16 de junho de 2020, por ocasião do aniversário de setenta anos do Maracanã, o site Globoesporte.com publicou o resultado de uma enquete com mais de cinquenta mil eleitores, na qual a decisão do Campeonato Carioca de 1995 foi apontada como o maior jogo da História do Maracanã, obtendo 59,79% dos votos. Os dez jogos que concorreram, envolvendo clubes e seleções, foram os dez mais votados em eleição que envolveu setenta jornalistas esportivos.

## Estrutura

### Sede social e esportiva

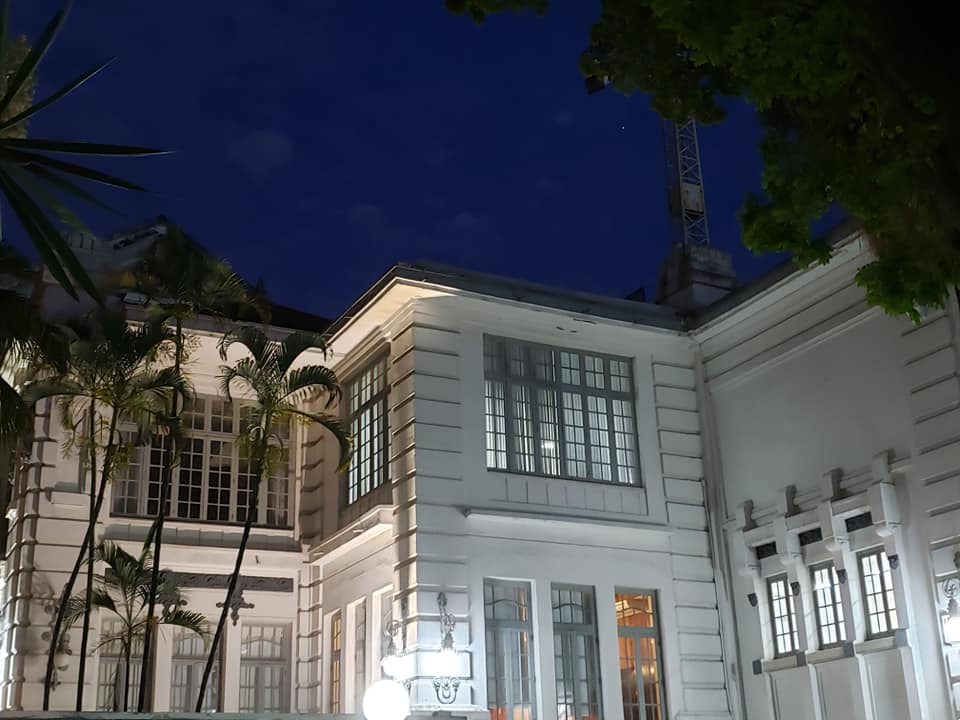
Sede social do Fluminense à noite

Sua sede social no bairro Laranjeiras faz parte da História do Rio de Janeiro pelos seus bailes, festas e eventos culturais que marcaram várias gerações. Além disso, é uma obra de arquitetura europeia de grande beleza, idealizada pelo arquiteto catalão Hypolito Pujol e adornada com elegantes vitrais belgas, em sua fachada. Em 1907, o Fluminense inaugurou a sua primeira quadra de Tênis, em 1909 já possuía três e em 1911, quatro. Um grande destaque nos anos iniciais deste esporte foi o grande aviador e inventor brasileiro Santos Dumont, associado honorário nº 11 do Tricolor, que durante anos frequentou o clube, sendo árbitro em vários jogos de tênis.
Em 1919, o Fluminense inaugurou o seu parque aquático, contando com quatro piscinas, sendo duas olímpicas, uma de salto ornamental e outra de polo aquático, como forma de reconhecimento aos atletas de desportos aquáticos do clube, que à época formavam a base da Seleção Olímpica. Em janeiro de 2013 o parque aquático sofreu uma grande reforma para se adequar aos padrões de então da Confederação Brasileira de Desportos Aquáticos (CBDA), com a anterior grande intervenção no local tendo sido realizada em 1961, pelo então presidente Jorge Frias de Paula. As suas instalações foram palco de várias seletivas olímpicas e de competições estaduais e nacionais de esportes aquáticos.
O clube foi um dos principais pioneiros do tiro desportivo no Brasil. Por ele ser um dos mais tradicionais e respeitados pelas principais entidades desportivas mundiais, era praticado pelas "elites" do Rio de Janeiro e militares em seus primórdios. Em 1934, devido a grande quantidade de praticantes, o clube tomou uma medida para aumentar o estande, tornando-o sede de competições nacionais e internacionais.
Depois desta quadra, inaugurada em 1907, o tênis, que já atraia cada vez mais praticantes cariocas do esporte branco, referência aos uniformes dos jogadores, tradicionalmente aristocrático, passou a fazer parte da eclética grade esportiva tricolor, o que culminou com a construção de uma segunda quadra em 1908, número que subiria para quatro a partir de 1911, colocando de vez o Fluminense no cenário tenístico nacional. A evolução do Tênis no Fluminense atingiu sua fase áurea em 1929, com a construção da quadra central, para o 9º campeonato Sul-americano em disputa da Taça Miltre. A partir de então, as quadras do Fluminense foram palcos de muitas das maiores partidas internacionais realizadas no Brasil durante décadas, tendo inclusive sediado jogos da Copa Davis de 1972.
Em 26 de fevereiro de 2024 o Tricolor inaugurou em sua sede social o Museu Fluminense FC no espaço onde funcionaram anteriormente a Sala de Troféus, a Biblioteca e o Gabinete Presidencial.

#### Estádio Manoel Schwartz

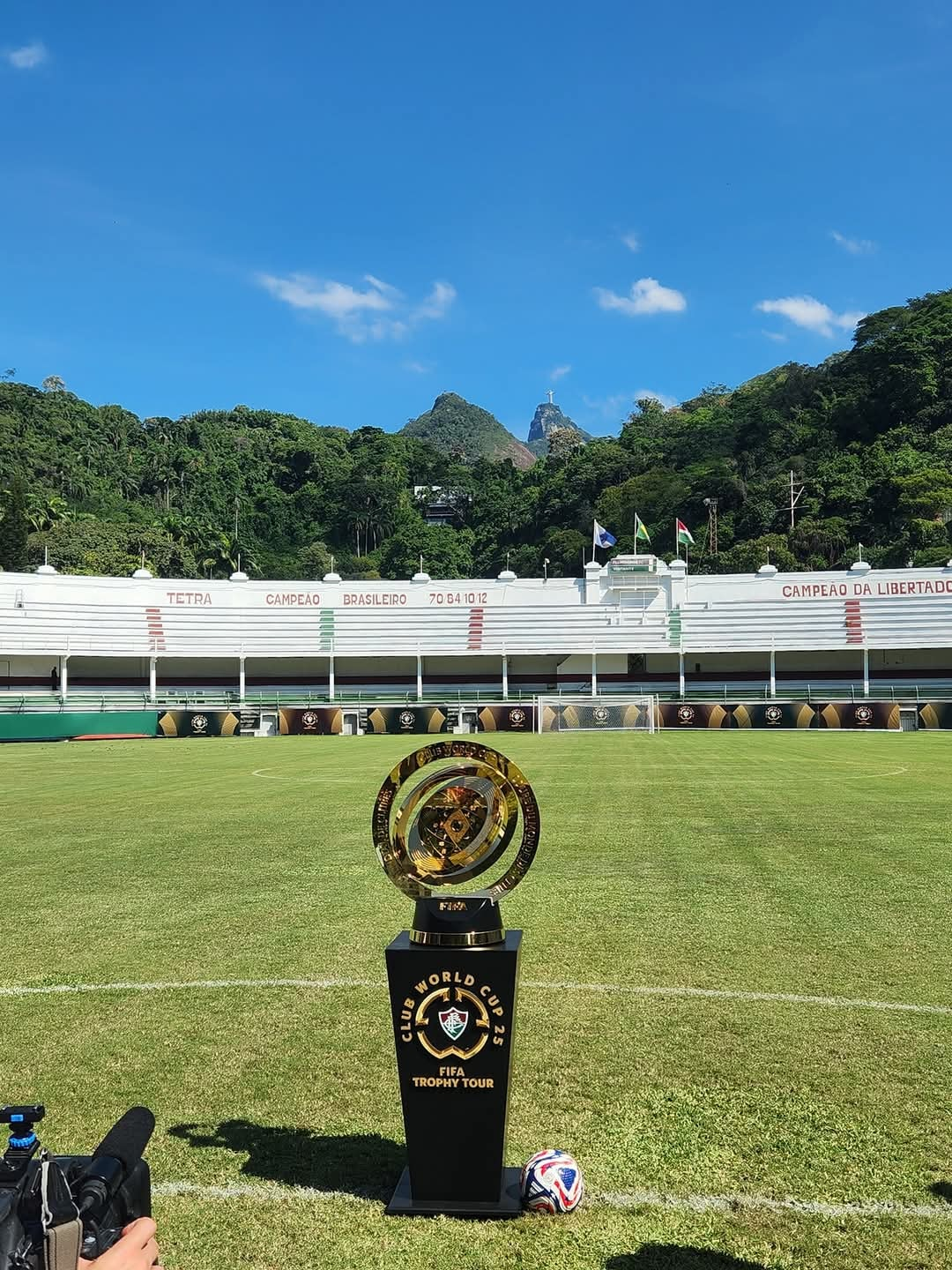
Troféu da Copa do Mundo de Clubes de 2025 no Estádio Manoel Schwartz com o Cristo Redentor ao fundo

Estádio Manoel Schwartz, popularmente chamado de Estádio de Laranjeiras, é o histórico estádio do Fluminense Football Club, situado no bairro de Laranjeiras, na Zona Sul da cidade do Rio de Janeiro, possuindo esse nome como homenagem ao presidente histórico do clube, Manoel Schwartz, que tem uma vitoriosa história pelo clube. O Tricolor não joga em seu campo desde 26 de fevereiro de 2003, visto que o local não atendia aos parâmetros do Estatuto do Torcedor.

### Centro de Treinamento Carlos Castilho

Centro de Treinamento Carlos Castilho visto do alto

O Centro de Treinamento Carlos José Castilho, até 30 de setembro de 2019 nomeado Centro de Treinamento Pedro Antônio Ribeiro da Silva, é o Centro de Treinamento do Fluminense, inaugurado em 21 de julho de 2016, data do aniversário de 114 anos do clube, com a equipe profissional do Fluminense começando a treinar no local em 11 de outubro de 2016. Este Centro de Treinamento localizado na Barra da Tijuca, é utilizado para treinamentos e abriga toda estrutura do time profissional de futebol do Fluminense, com 39,3 mil metros quadrados de área e custo inicial de 10 milhões de dólares, obra financiada e conduzida por Pedro Antônio Ribeiro da Silva, vice-presidente de projetos especiais. Visando uma melhor preparação física e técnica para o futuro, o Centro de Treinamento do Fluminense tem três campos oficiais, área de suporte (lavanderia, garagem, depósito para materiais) e área do futebol (vestiários, departamento médico, fisioterapia, musculação, piscinas e recuperação dos atletas). Possui ou faz parte do projeto, área de hospedagem (hotel, estrutura administrativa do futebol, sala de imprensa, churrascaria e refeitório), conhecida por torre de cinco andares e ficará para ser concluída em um segundo momento, tendo sido apontado em sua inauguração como o mais moderno CT do Brasil.
A necessidade de possuir um CT já estava na pauta do Fluminense desde os anos 1980, na gestão Silvio Kelly, mas nunca saiu efetivamente do papel. Em 1983, o clube inaugurou o atual CT das divisões de base, em Xerém, numa estrutura modestíssima, que na época dispunha apenas de um campo de treino e nada mais. Apesar disso, o time que sagrou-se campeão brasileiro em 1984 chegou a realizar alguns treinamentos no local. Em 1995 Xerém passou por melhorias, como a aquisição de novos equipamentos, e teve promessas de levar o departamento de futebol para lá, o que nunca aconteceu de fato, apesar de em 2006, na gestão Roberto Horcades, o clube voltar a prometer a transferência do departamento de futebol para Xerém, o que nunca foi concretizado. O CT começou a ser construído em meados de 2015 e ficou parcialmente pronto para as primeiras atividades do futebol profissional já em setembro de 2016, tendo tido a sua inauguração oficial em 21 de julho de 2016, no aniversário de 114 anos do Fluminense. No dia 29 de outubro de 2016, Peter Siemsen definiu em reunião do conselho o nome do Centro de Treinamento, Pedro Antônio Ribeiro da Silva, em homenagem a um dos principais responsáveis pela obra do Centro de Treinamento.
O CT do Fluminense foi o único Centro de Treinamento de clubes do Rio de Janeiro escolhido para receber seleções nacionais durante a realização da Copa América de 2019, tendo sido utilizado pelas seleções nacionais do Qatar, Peru, Uruguai e Argentina, em ordem cronológica, com a Seleção Peruana retornando ao CT para se preparar para a final da competição. Em 30 de setembro de 2019, o Conselho Deliberativo do clube deliberou a alteração do nome do Centro de Treinamento que passou a se chamar CT Carlos José Castilho, goleiro, ídolo do clube, recordista de partidas pelo Tricolor, tendo participado ainda de quatro copas do mundo como jogador do Fluminense. Além das grandes atuações, o jogador é lembrado como exemplo de dedicação por ter amputado um dos dedos de uma das mãos para não desfalcar o time tricolor por muito tempo.

#### Centro de Treinamento Vale das Laranjeiras

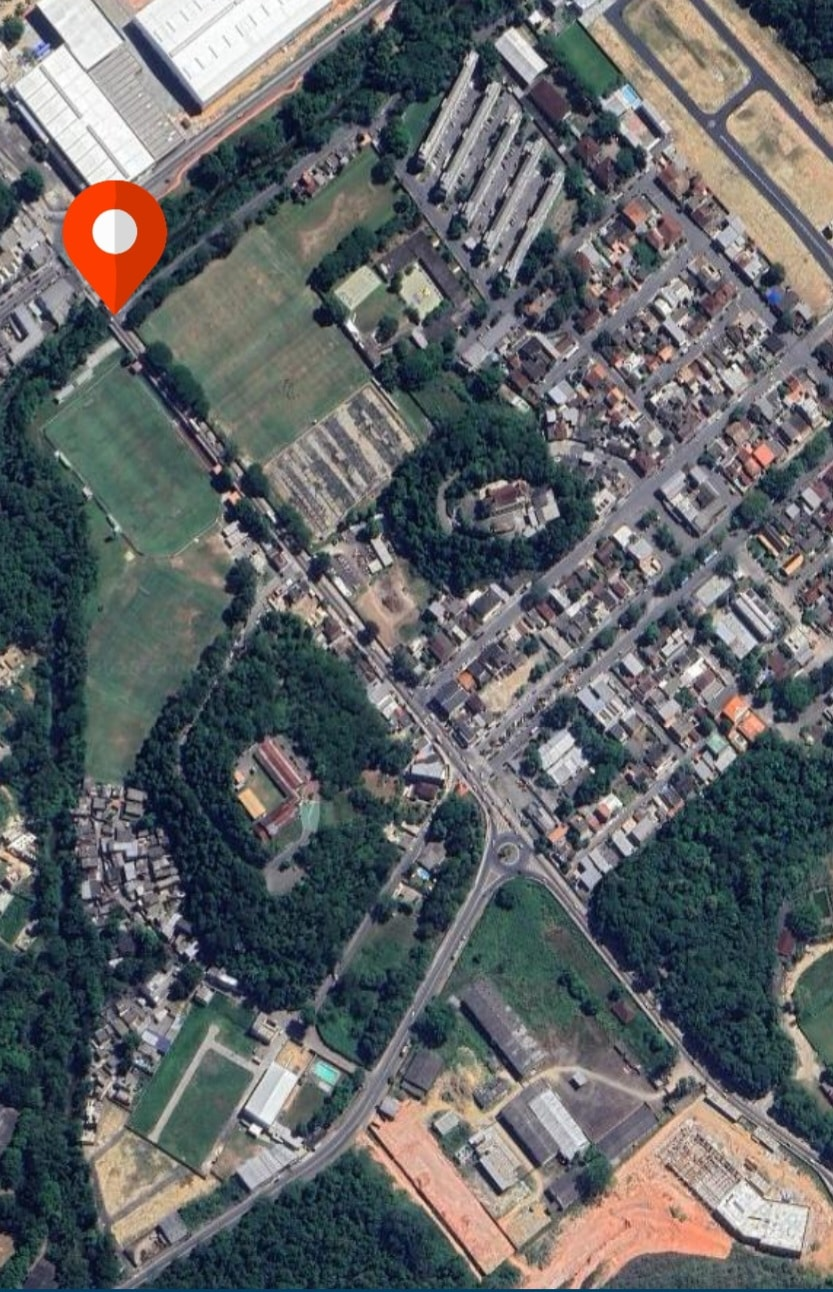
CT Vale das Laranjeiras visto do alto

Xerém, distrito da cidade de Duque de Caxias, é o local onde treinam as categorias de base do Fluminense, em um espaço de 130 000 metros quadrados, ao pé da Serra de Petrópolis. Em 21 de julho de 1981, dia do aniversário de 79 anos do Fluminense Football Club, foi assinada a escritura do terreno, com a abertura da área tendo ocorrido em 30 de abril de 1983, em 1985 a parte física ficou pronta, mas a inauguração oficial aconteceu apenas dez anos mais tarde, no dia 16 de dezembro de 1995, após os equipamentos serem instalados, com o nome oficial de Sylvio Kelly dos Santos, ex-presidente do Tricolor e seu idealizador, sendo até os dias atuais, o único CT de clube de futebol carioca específico para as categorias de base.
Em 15 de junho de 2007, o Fluminense inaugurou o Hotel Telê Santana neste complexo. O Hotel Telê Santana tem 26 quartos, piscina, restaurante, bar, sala para preleções e extensa área verde em seu redor. Distribuídos no Centro de Treinamento Vale das Laranjeiras, também conhecido como CT de Xerém, estão 6 campos para treinos e 1 campo para jogos. O campo principal possui dimensões máximas oficiais (110x76 m) e normalmente é utilizado apenas em jogos oficiais das categorias de base. Este campo conta com uma arquibancada capaz de receber cerca de 2 000 torcedores. Os outros seis campos são utilizados para a realização dos treinamentos técnicos das diversas categorias, sendo um deles especialmente para o treinamento dos goleiros. Desde que a Confederação Brasileira de Futebol passou a organizar o Campeonato Brasileiro Sub-20 em 2015, ano no qual o Fluminense se sagrou campeão e o final da edição de 2019, o Tricolor é o maior pontuador da classificação histórica da competição, com 114 pontos conquistados até então. Em 2020 conquistou o Campeonato Brasileiro Sub-17 na segunda edição da competição organizada pela CBF.

#### Estádio Marcelo Vieira

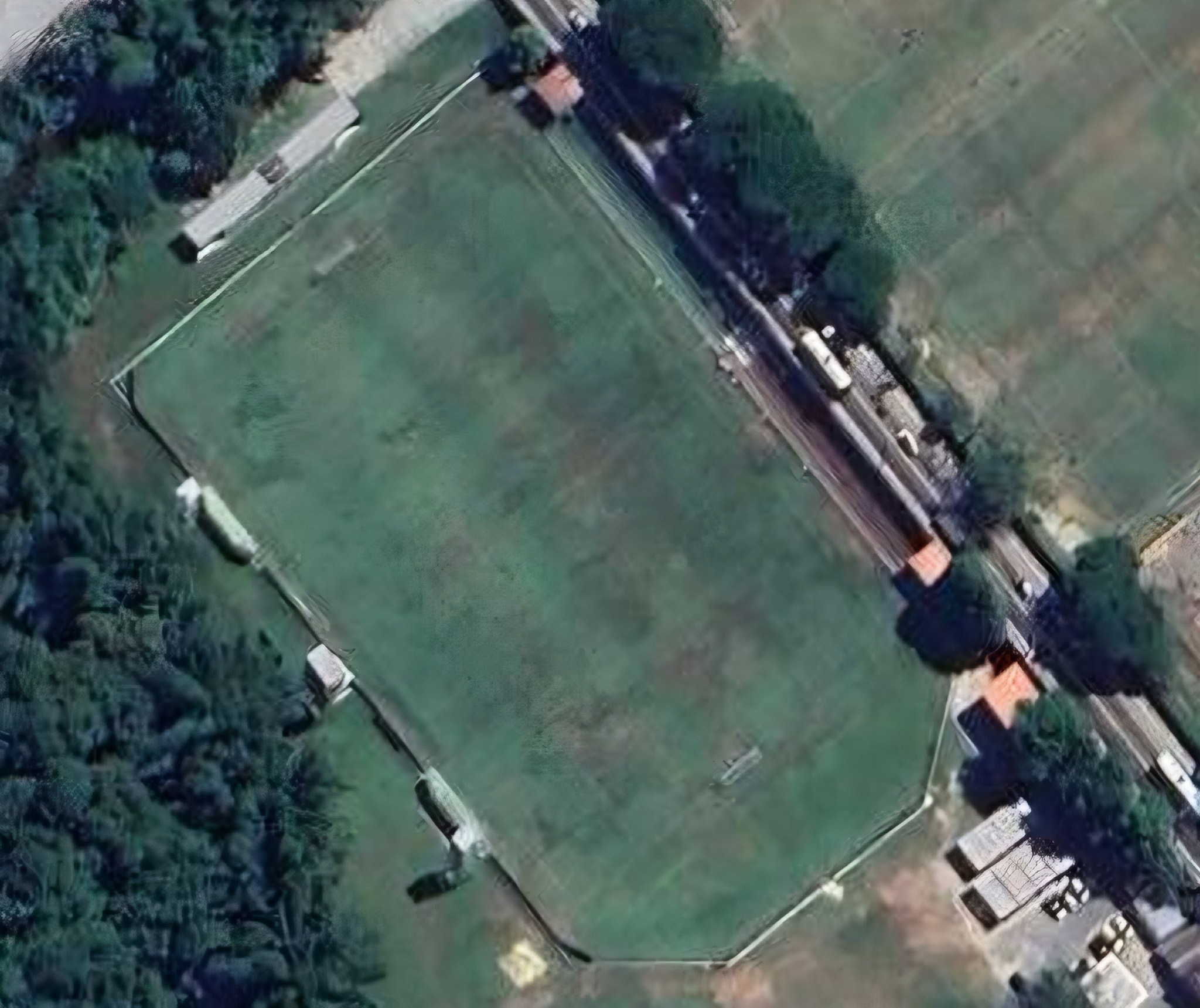
Estádio Marcelo Vieira visto do alto

O Estádio Marcelo Vieira, anteriormente conhecido como Estádio Vale das Laranjeiras ou Estádio de Xerém, está localizado dentro do Centro de Treinamento Vale das Laranjeiras. Em 2022, o estádio recebeu a homologação da Confederação Brasileira de Futebol (CBF) para sediar partidas de competições nacionais. A primeira partida oficial após a homologação ocorreu em 8 de agosto de 2022, quando Fluminense e Vasco empataram em 1 a 1, em jogo válido pelo Campeonato Brasileiro de Futebol Sub-17 de 2022.
Após solenidade realizada no dia 5 de setembro de 2024, o estádio foi rebatizado como Estádio Marcelo Vieira, em homenagem ao jogador Marcelo, que iniciou sua carreira nas categorias de base do Fluminense.

### Estádio do Maracanã (concessão)

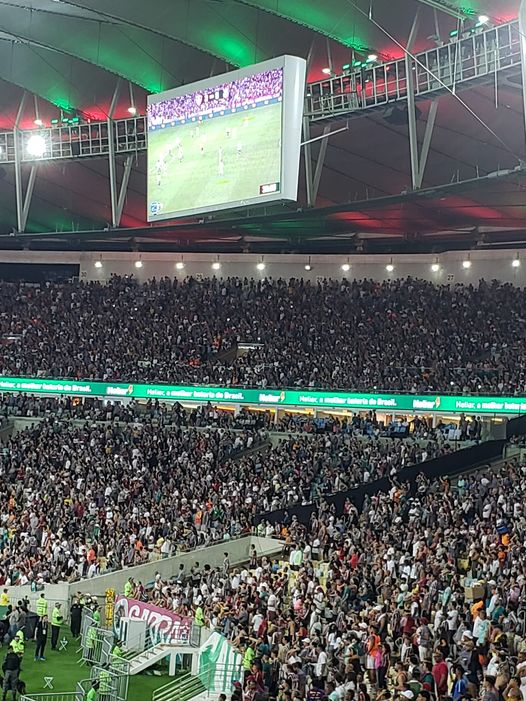
Maracanã em Fluminense versus em 2022

O Estádio Jornalista Mário Filho, mais conhecido como Maracanã, se localiza na cidade do Rio de Janeiro e foi inaugurado em 16 de junho de 1950 com capacidade para receber 200 mil pessoas, tendo sido utilizado durante o transcorrer e palco da final da Copa do Mundo daquele ano, assim como seria da de 2014, dos Jogos Pan-Americanos de 2007, dos Jogos Olímpicos de Verão de 2016, de edições da Copa América, além de outras competições internacionais entre seleções nacionais e partidas amistosas da Seleção Brasileira. Na sua partida de inauguração, entre as seleções carioca e paulista, o primeiro gol foi marcado pelo meia tricolor Didi. Desde 2013, a capacidade do estádio é 78.838 torcedores.
O Fluminense atualmente manda seus jogos no Maracanã, que mesmo não sendo de propriedade do clube, e sim do Governo do Estado do Rio de Janeiro, é a casa da Torcida Tricolor, tendo o Fluminense conquistado 37 títulos de campeão apenas considerando a categoria de profissionais, no grande e mítico estádio, além de outras tantas campanhas inesquecíveis disputadas nele, tais como a  Copa Rio de 1952, os vice-campeonatos da Copa Libertadores da América e da Copa Sul-Americana, ou o desfile de craques da equipe conhecida como a Máquina Tricolor.
No dia 10 de julho de 2013, o Fluminense assinou contrato de 35 anos de uso do Maracanã com o consórcio administrador do estádio.  Em 18 de março de 2019 o Governo do Estado do Rio de Janeiro cancelou o contrato de concessão do Maracanã e em 5 de abril de 2019 anunciou que consócio criado por Fluminense e Flamengo passaria a gerir o estádio por 180 dias, prorrogáveis por igual período, quando então seria realizada uma nova licitação, com o governo prorrogando ao final do prazo até 30 de abril de 2021 e outras vezes após isso, até os dias atuais. O Fluminense disputou no Maracanã 1 877 partidas, com 915 vitórias, 484 empates e 476 derrotas, 3 032 gols pró e 1 969 gols contra, até o fim do ano de 2022.

### Estádio do Engenhão (ocasional)

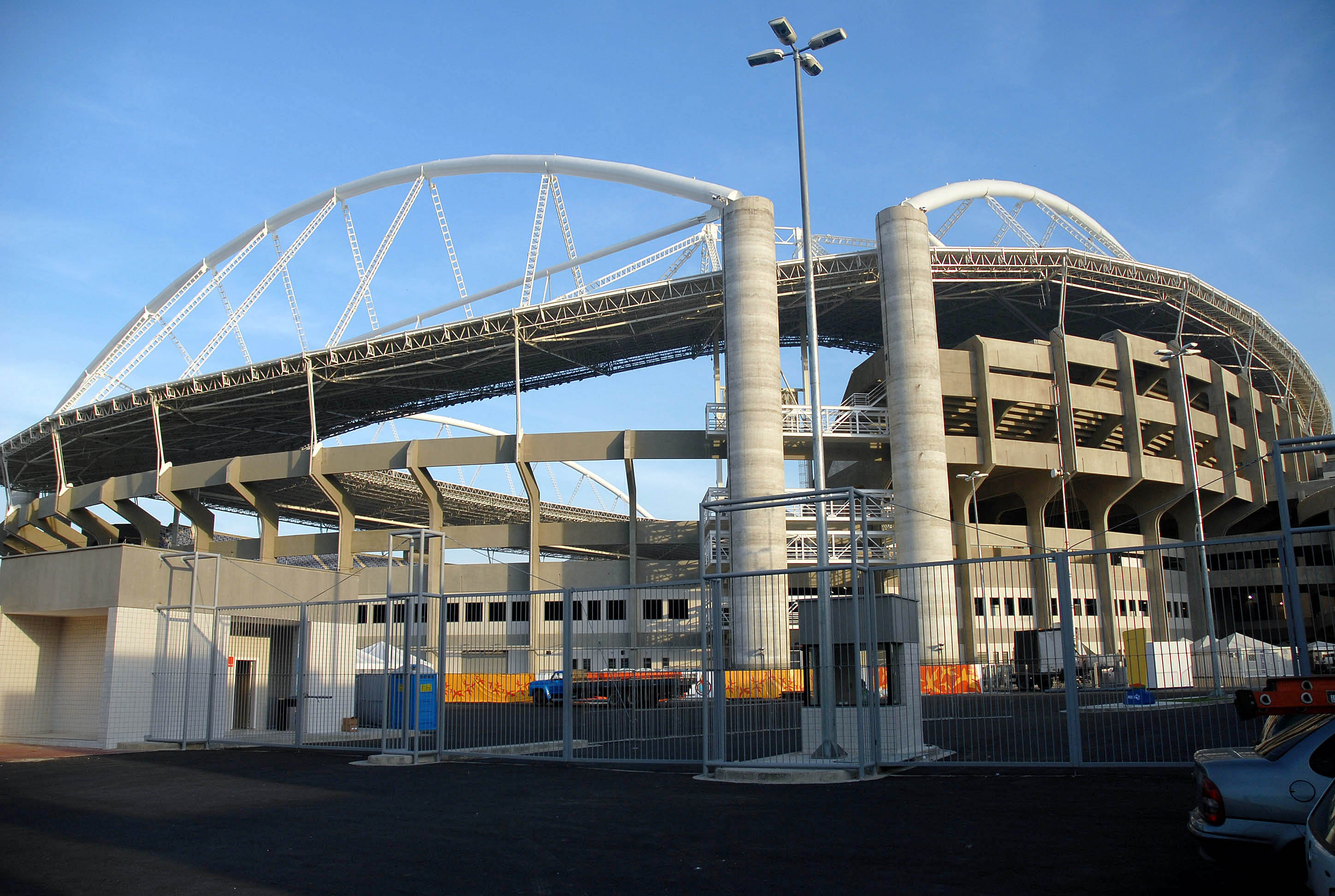
Vista externa do Engenhão

Neste estádio erguido pela Prefeitura do Rio de Janeiro, o Fluminense conquistou além do Campeonato Brasileiro de de 2010, o Campeonato Carioca de 2012, considerando apenas os títulos mais importantes, disputando as suas partidas com mando de campo na conquista do Campeonato Brasileiro de 2012 e nele disputando três edições da Copa Libertadores da América, em 2011, 2012 e 2013, com 5 vitórias, 4 empates e 2 derrotas em 11 jogos da principal competição continental disputados no Engenhão. Até o fim de 2022, o Fluminense disputou nele 123 jogos, com 60 vitórias, 35 empates e 28 derrotas, 191 gols a favor e 124 contra, sendo o quarto estádio no qual o Fluminense  mais atuou, logo depois do Estádio São Januário.

## Outros esportes

### Esportes olímpicos

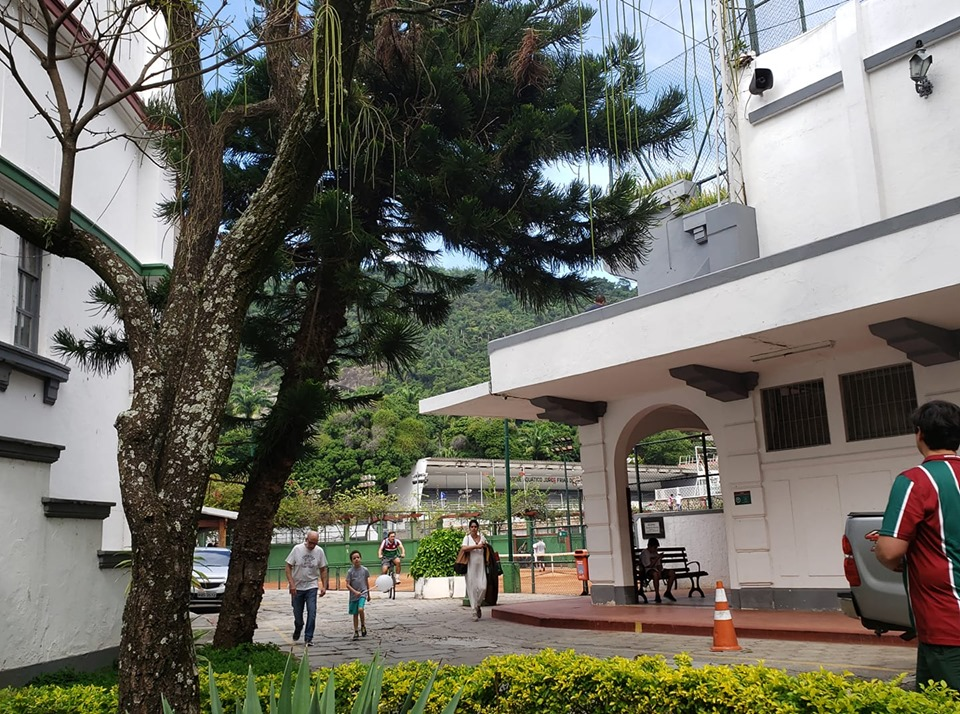
Vista parcial da área de esportes olímpicos e amadores do Fluminense, parque aquático ao longe

Além do futebol, esporte mais popular do país, o Fluminense tem em suas raízes outras modalidades esportivas que fizeram parte da história do clube. Diversos atletas se destacaram no decorrer dos anos e suas conquistas foram traçadas desde o início nos campos e quadras do clube das Laranjeiras, defendendo as cores do Fluminense. O clube obteve sucesso em muitas modalidades, inclusive o livro "Fluminense Football Club - Um Século de Vitrine Esportiva", do jornalista Ricardo Souza, lista 1 407 títulos do Fluminense no esporte amador até 2002.
Foi no Stand de Tiro do Fluminense, que a equipe olímpica brasileira se preparou para conquistar as primeiras medalhas brasileiras em Olimpíadas, nos Jogos Olímpicos de Verão de 1920, competição na qual os atletas tricolores Guilherme Paraense e Afrânio da Costa conquistaram três medalhas – ouro (Paraense) e prata (Afrânio) individuais, e bronze por equipes.
A equipe de polo aquático masculina disputou 104 partidas estaduais, nacionais e internacionais sem derrotas entre 1951 e 1962, a de Basquetebol masculino foi campeã por 8 anos consecutivos entre 1920 e 1927, a de Basquetebol feminino foi campeã brasileira adulta em 1998 sob o comando de Hortência, a equipe de natação masculina foi campeã por 23 anos consecutivos entre 1941 e 1963 e a equipe feminina por 13 entre 1938 e 1950, a equipe de Saltos Ornamentais foi campeã por 13 anos consecutivos entre 1919 e 1931, a equipe de Tiro foi campeã por 7 anos consecutivos entre 1952 e 1958, a de voleibol feminino é  hexacampeã sul-Americana,  a equipe de Esgrima tem 133 títulos, a de Tênis 145 e a de Tiro ao Alvo 200, entre os números que chamam maior atenção.

## Projetos sociais e esportivos

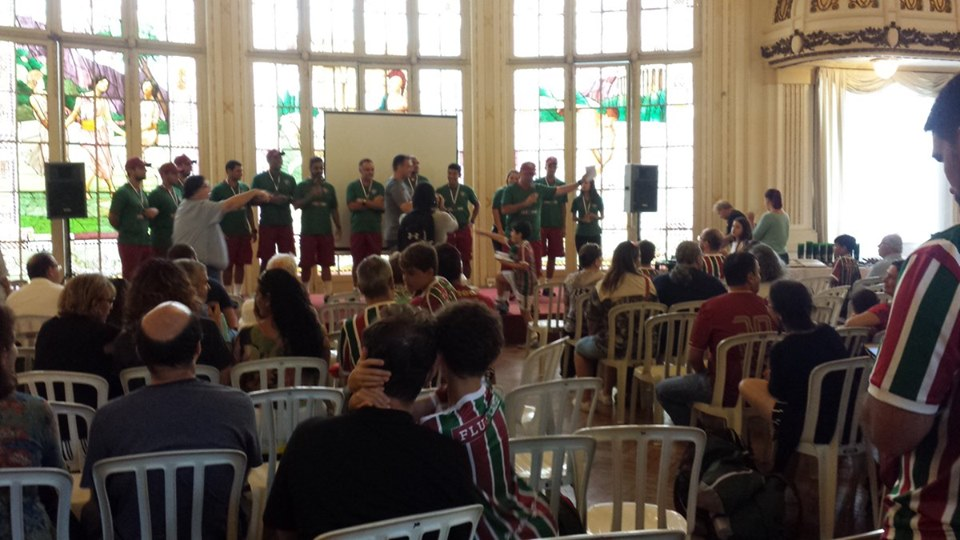
Cerimônia de encerramento da Flu Camp 2018

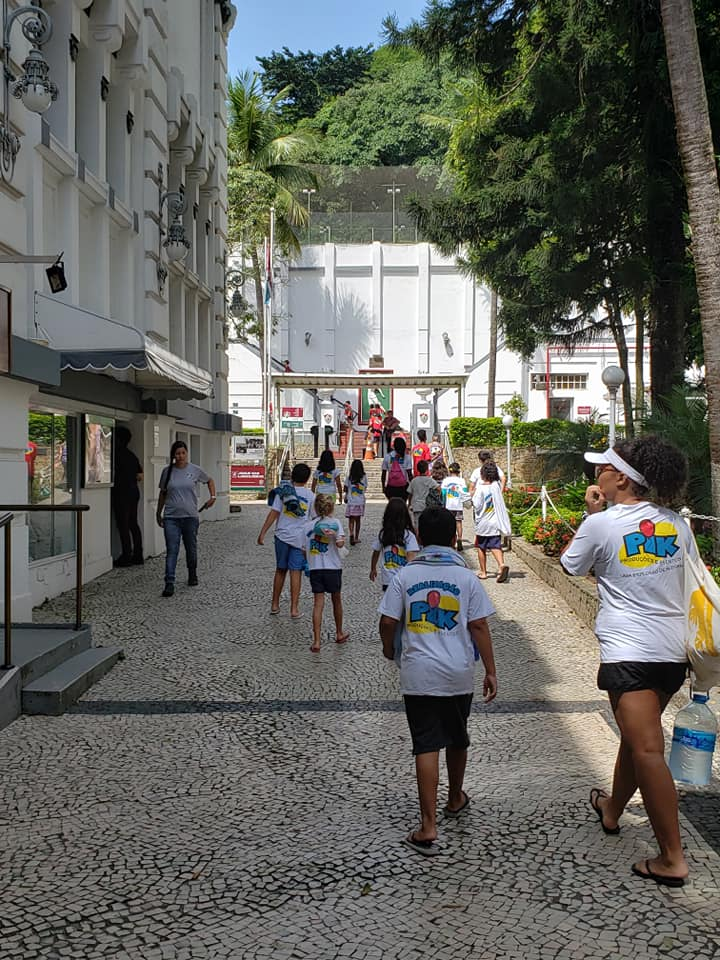
Evento avulso em 2020

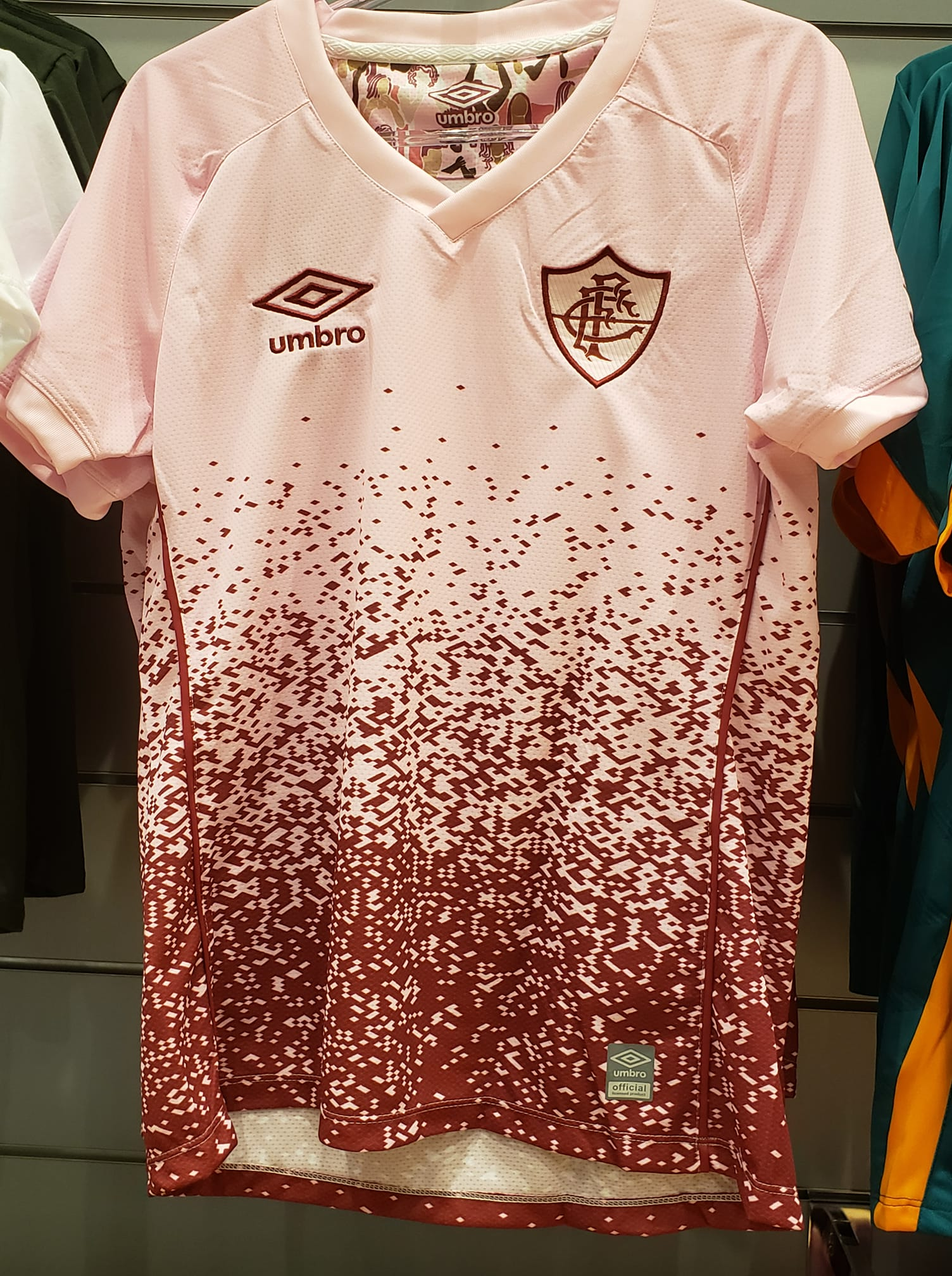
Outubro Rosa

Em 1923, Arnaldo Guinle criou o Natal das crianças pobres, que em seu primeiro ano doou brinquedos para mais de 6 000 crianças carentes, começando a partir de então, as ações sociais organizadas do Fluminense Football Club.
Adote um Vencedor
Parceria entre o Fluminense e o Poder Judiciário para incentivar a adoção de jovens com idade entre 7 e 17 anos.
Flu Camp
Meninos e meninas vivem a rotina de um jogador de futebol durante uma semana.
Fluminense Contra o Câncer de Mama
No mês de outubro, durante a campanha Outubro Rosa, o Fluminense promove ações pela conscientização dos cuidados com a doença. Em 2019, o clube e o Instituto Fair Play foram parceiros na promoção contra o câncer de mama no programa “O Futebol Contra o Câncer de Mama – Marque esse Gol!” que teve o objetivo de incentivar a prevenção dessa doença através do diagnóstico e do tratamento precoce.
Já em 2020 e em 2021 o Tricolor lançou uma camisa na cor rosa para chamar a atenção para o problema. O desenho da camisa de 2021 foi desenvolvido com a ideia de que cada diamante representa uma torcedora e todas juntas promovem a força da campanha para que se conscientizem e se previnam contra o câncer de mama.
Flu Educação Esportiva
O programa Flu Educação esportiva representa um modelo de desenvolvimento esportivo, sendo implantado em todo o território nacional. Possui, como seu principal alicerce, a defesa de uma política sócio-esportivo, na qual o Fluminense se torna digno representante da cultura do esporte olímpico.
Flu Legends
Projeto de assistência a ex-atletas lançado em 10 de julho de 2022 que contará também com equipe de masters com esse nome como uma das fontes de arrecadação, outra delas através de desconto voluntário de 0,5% dos salários dos jogadores com contrato em vigor.
Fluminense Social
O Fluminense Social faz visitas a instituições carentes além de fazer doações para diversas campanhas. As doações visam a melhorar a vida das pessoas e das comunidades que são visitadas.
Guerreiros Solidários
Ação do Fluminense que visa incentivar a doação de sangue por parte de seus atletas e torcedores.
Projeto Escola de Esporte
Baseado em esporte e educação, propõe a montagem de escolas desportivas para atender todas as classes sociais.
Projeto Flu Performance
Oferece uma continuidade aos prováveis atletas com talentos, proporcionando a consequente seleção e promoção de talentos esportivos, incluindo treinamento diferenciado e torneio preparatório, para ingressarem nas equipes de base do Fluminense Football Club.
Projeto Futebol Evolución Conmebol
Durante a realização da Copa América de 2019, o Estádio de Laranjeiras recebeu o Festival de Futebol Evolución Conmebol, parceria entre a Conmebol, a CBF e o Fluminense, que teve por objetivo fomentar o legado da Copa América no Brasil. O Futebol Evolución Conmebol é um projeto social que reuniu cerca de 200 meninos e meninas, com idades variando entre 9 e 13 anos de idade, que participaram de atividades esportivas e culturais no estádio de na sede do Fluminense.
Michael Johnson Performance
O Fluminense mantém convênio de cooperação com empresa do corredor norte americano quatro vezes campeão olímpico, Michael Johnson, para melhorar a performance de seus jogadores da base.